# Alfa Romeo 6C
Alfa Romeo 6C è una serie di automobili, presentata nel 1925, che nelle varie versioni ed evoluzioni è stata prodotta dall'Alfa Romeo negli stabilimenti del Portello dal 1927 al 1953.
La sigla "6C", che sta per 6 cilindri, descrive il frazionamento del motore con cui tutti i modelli vennero equipaggiati, sia pur con differenze sostanziali tra le serie, a partire dalla cilindrata, continuamente aumentata dai 1500 cm3 originari fino ai 2500 cm3.

## Il contesto storico e la famiglia "6C"

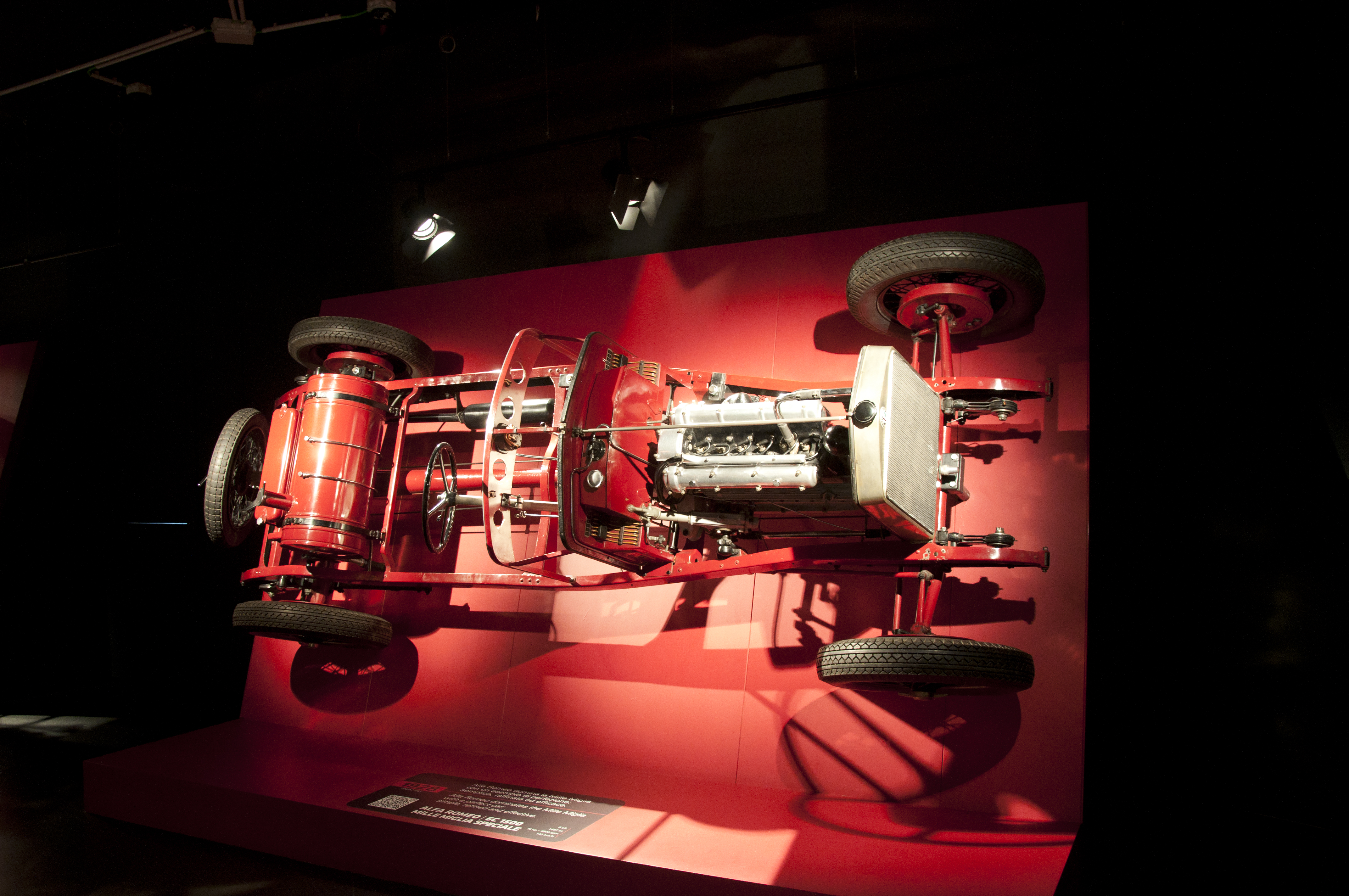
L'autotelaio di un'Alfa Romeo 6C 1500 Mille Miglia Speciale con motore bialbero al Museo dell'automobile di Torino

Nell'autunno del 1924 non si era ancora spenta l'eco dei trionfi della Alfa Romeo P2, che Vittorio Jano ricevette dalla direzione dell'Alfa Romeo l'incarico alla progettazione di una "vettura leggera economica con prestazioni brillanti" destinata a sostituire il modello "RM".
La 6C progettata da Jano per raggiungere le desiderate prestazioni brillanti sfruttava il rapporto potenza-peso piuttosto che un motore potente in senso assoluto.
Su un telaio in acciaio, leggero e resistente, erano montate sospensioni ad assale rigido su balestre semiellittiche davanti e dietro e un rivoluzionario motore sei cilindri in linea con valvole e albero a camme in testa di soli 1500 cm3 con 44 CV. Successivamente venne incrementata la cilindrata a 1750 e poi 1900 cm3 e vennero utilizzate testate bialbero, compressori volumetrici e componenti ausiliari in lega leggera per aumentare le prestazioni.
A metà anni '30 le vetture della serie 6C vennero totalmente riprogettate rimodernando il telaio introducendo le sospensioni a quattro ruote indipendenti per la prima volta in assoluto in Europa e montando un nuovo motore bialbero 2300 cm3 di cilindrata, aumentata pochi anni dopo fino a 2500 cm3.
La denominazione dei modelli seguì uno schema ben preciso per tutta la durata della produzione: 6C, ovvero il numero di cilindri, il valore approssimato della cilindrata che ne seguiva gli aumenti progressivi, l'indicazione di uno dei tre allestimenti e del conseguente livello di potenza disponibile, il tipo di carrozzeria montato ed eventualmente la firma del carrozziere che l'aveva realizzata.
Le auto, durante tutta la produzione, vennero vendute sia come semplice autotelaio da far carrozzare a piacimento o, successivamente, come vetture complete con diverse versioni di carrozzeria. Per questo motivo le 6C di tutte le serie furono dotate di carrozzerie dei tipi più disparati come torpedo, berline chiuse, spider, coupé, cabriolet, berlinette e anche berline di rappresentanza. Le vetture di tutte le serie hanno stili molto diversi tra loro sia perché realizzate da carrozzieri, e quindi designer, diversi e sia perché costruite in un arco di tempo molto lungo (1927-1950) in cui è cambiato molto anche il modo di intendere le automobili. Su tutte le vetture, dall'inizio alla fine della produzione, il volante era posto a destra, come normale all'epoca.
Il punto di forza di tutte le vetture della serie, ma soprattutto dei primi modelli, era il vantaggioso rapporto potenza-peso che le rese delle concorrenti competitive e vincenti in tutti i tipi di gare; dalle gare su strada come la Mille Miglia alle competizioni di durata in pista come la 24 Ore di Spa-Francorchamps.

## La 6C 1500 o "NR"
Il primo autotelaio, denominato "NR" in omaggio all'ingegner Nicola Romeo, proprietario dell'azienda, e solo in seguito alla fuoriuscita di Romeo dall'azienda rinominato "6C 1500", fu presentato al Salone automobilistico di Milano nell'aprile del 1925 e, in autunno, anche nei saloni di Parigi e di Londra. A causa di alcuni ritardi nella predisposizione dello stabilimento del Portello alla produzione la prima vettura completa non fu consegnata ai clienti fino al 1927.

### La 6C 1500 Normale

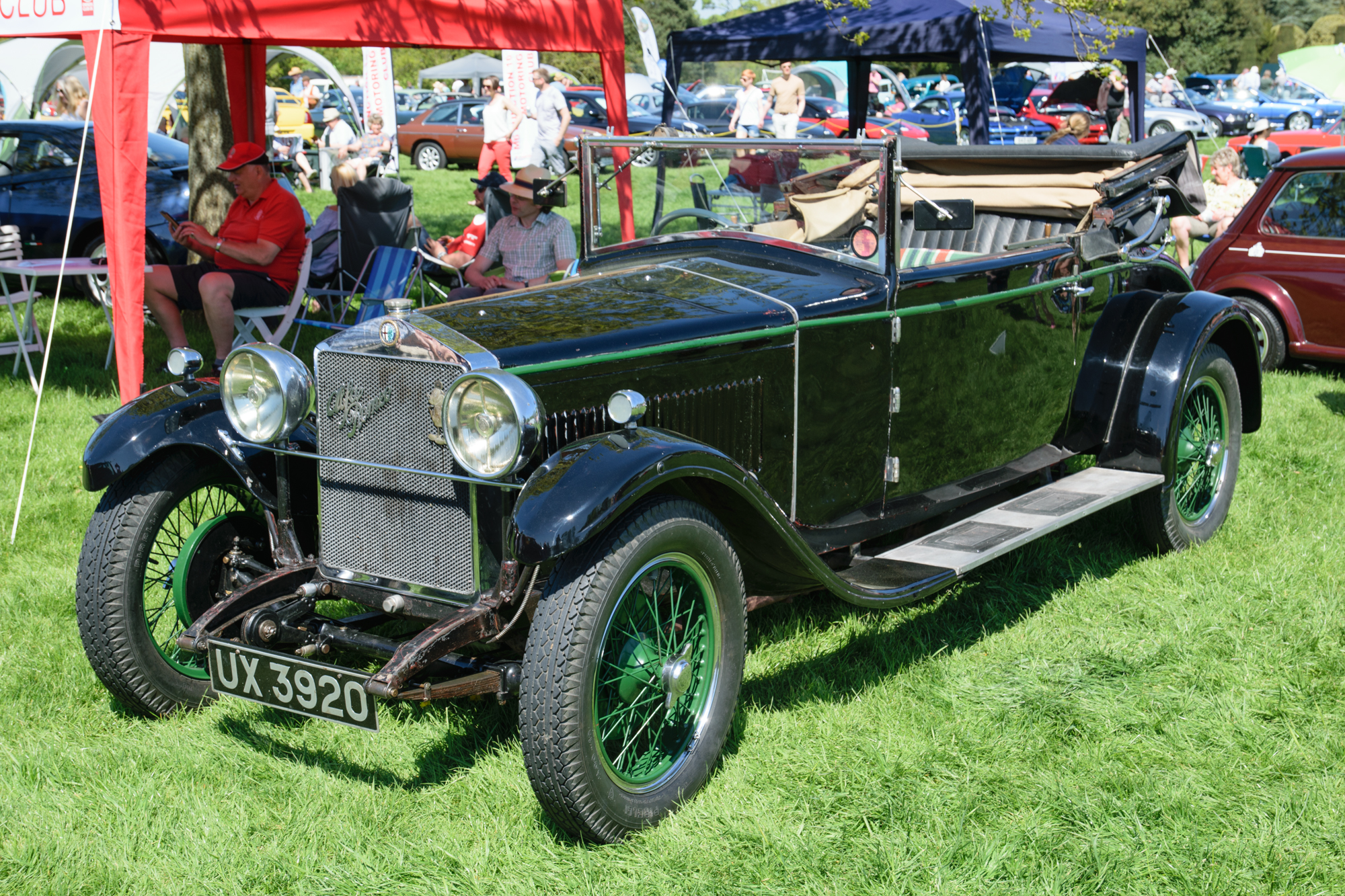
Una Alfa Romeo 6C 1500 normale Drophead Coupé James Young Ltd. del 1929, Young fu un carrozziere molto attivo sui telai Alfa Romeo in Inghilterra

La nuova vettura sfrutta un telaio semplice ma leggero e resistente a longheroni e traverse in acciaio stampato con sezione "a C", un sistema di sospensioni con assali rigidi all'anteriore e al posteriore, molle a balestra semiellittiche e ammortizzatori a frizione e freni a tamburo a comando meccanico a pedale sulle quattro ruote a raggi da 19". Era disponibile nella versione a passo corto da 2900 mm e versione a passo lungo da 3100 mm. La fabbrica offriva di serie una carrozzeria chiusa a quattro o a sei posti oppure l'autotelaio da far carrozzare come il cliente desiderasse.
La nuova vettura fu equipaggiata con un motore sei cilindri in linea totalmente nuovo progettato con criteri così avanzati che rimase in produzione, pur aggiornato, fino al 1933 e ottenne numerose vittorie in gare di ogni tipo. Il primo modello era dotato di basamento in alluminio, monoblocco e testata (fissa) in ghisa con valvole di aspirazione e scarico in testa comandate da un albero a camme, sempre in testa, azionato da un alberino di rinvio verticale dotato di doppia coppia conica, posto dietro il monoblocco. La cilindrata esatta era 1487 cm3 (alesaggio x corsa: 62 x 82 mm), di poco inferiore di 1,5 litri, da cui il nome 6C 1500. Questo motore sviluppa 44 CV a 4200 giri/min, una potenza e un regime di rotazione eccezionalmente elevati in rapporto alla cilindrata e all'anno di produzione grazie alla ridotta cilindrata unitaria (250 cm³) che aveva aumentato del 200% circa la resa termica rispetto agli standard dell'epoca. Il motore venne abbinato ad un cambio a quattro marce con integrato il freno a mano che agiva sulla trasmissione.
Il primo esemplare consegnato ai clienti e utilizzato per le foto pubblicitarie fu una torpedo realizzata dalla Carrozzeria Nord Italia che durante i collaudi nell'inverno del 1927 raggiunse i 110 km/h.

### La 6C 1500 Sport e Super Sport

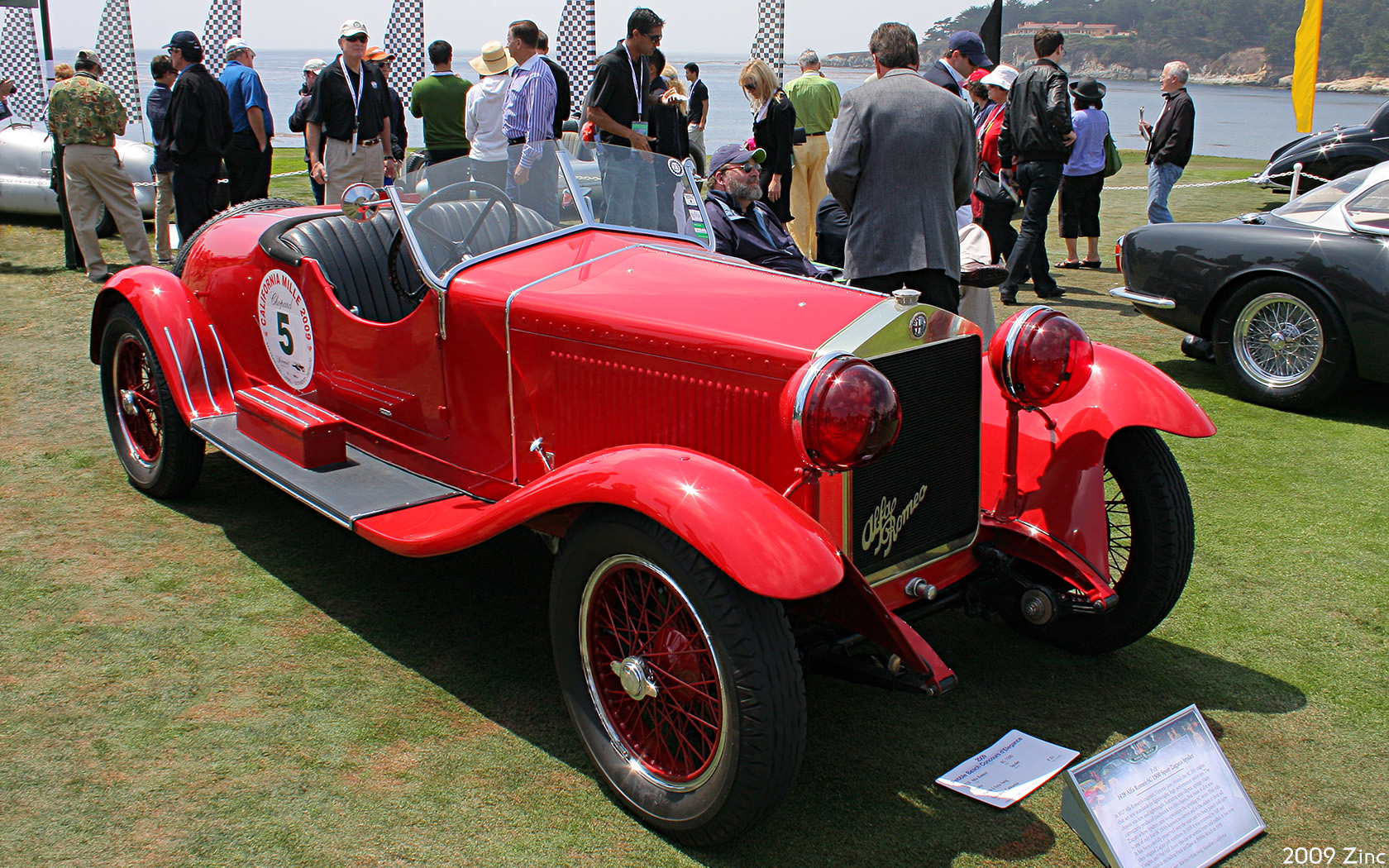
Una delle Alfa Romeo 6C 1500 Sport Spider Zagato del 1928, si notino le calotte di celluloide rossa sopra i fanali anteriori

Come si addice ad un'Alfa Romeo, anche la neonata 6C 1500 venne impiegata nelle competizioni e nel 1928 venne lanciata la più specializzata versione Sport con 54 CV di potenza a 4400 giri/min., 10 in più della 1500 Normale, seguita poco dopo dalla ancor più spinta Super Sport.
La Sport aveva una nuova testata smontabile e non più fissa con due alberi a camme, sempre comandati da un alberino e due coppie coniche, con valvole inclinate fra loro di 90°, camere di scoppio emisferiche e rapporto di compressione aumentato. Non era la prima volta in assoluto che un'Alfa Romeo sfruttava queste soluzioni tecniche ma per la prima volta vennero applicate su un'auto di serie, pur numericamente contenuta. Venne anche spostato il serbatoio della benzina dietro l'assale posteriore e al suo posto venne montato un serbatoio più piccolo per alimentare a caduta il carburatore doppio corpo.
Su questa meccanica vennero spesso montate carrozzerie sportive 2 posti, molto spesso realizzate da Stabilimenti Farina e Castagna con il brevetto Weymann, un telaio in legno con giunti elastici coperti da pannelli di pergamoide o similpelle, che risultava più leggero delle carrozzerie tradizionali e faceva sfiorare loro i 130 km/h.
Il debutto sportivo della 6C 1500 Sport avvenne il 6 giugno del 1927 sul neonato Circuito di Modena quando la Sport era ancora un prototipo equipaggiato con il motore bialbero sperimentale. Alla partenza erano schierate due vetture, una per Attilio Marinoni e una per Enzo Ferrari, che vinse la gara di 360 km davanti al compagno di squadra in 3,20'25" alla media di 107,601 km/h.
La Super Sport è la versione più spinta della Sport, ancora con motore aspirato ma con rapporto di compressione aumentato e diverso carburatore doppio corpo che sviluppava 60 CV a 4800 giri/min, facendo raggiungere alla leggera spider la velocità di 135 km/h. La 6C 1500 Super Sport Spider Zagato del 1928 fu la capostipite delle spider Alfa Romeo, intese come automobili sportive scoperte due posti, che avrà famose eredi come Giulietta Spider e Duetto.

### La 6C 1500 Super Sport Compressore e Super Sport Compressore "Testa Fissa"

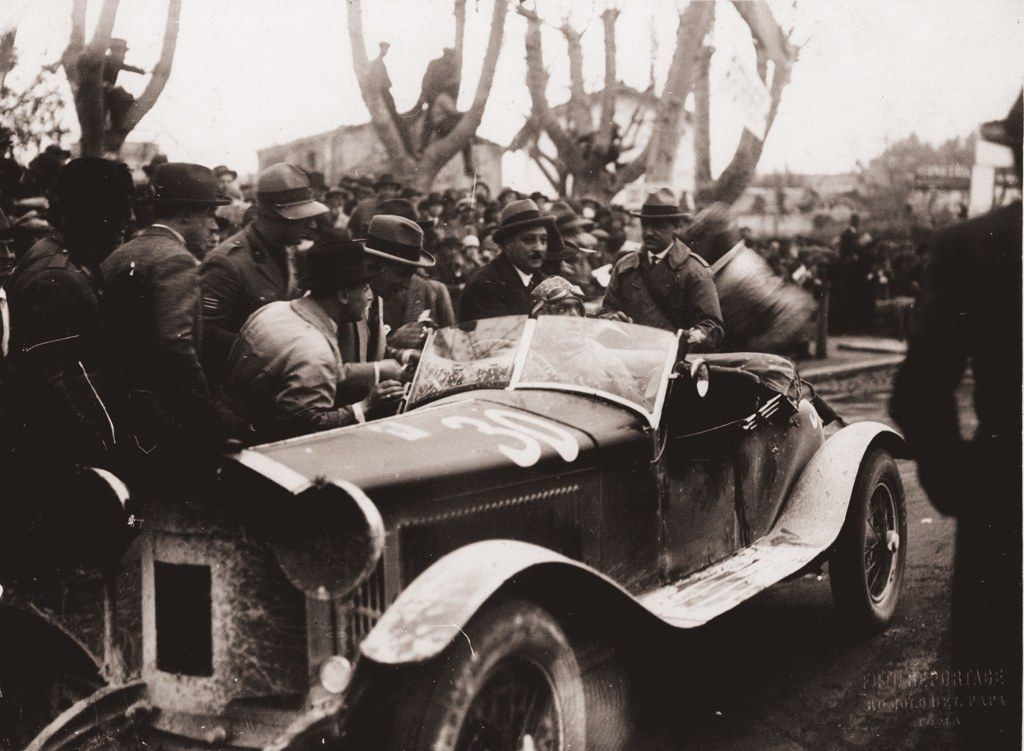
L'Alfa Romeo 6C 1500 Super Sport "Compressore" Spider Zagato #30 guidata da Giuseppe Campari e Giulio Ramponi al controllo orario di Roma sulla strada per vincere la Mille Miglia 1928

Dopo Sport e la Super Sport vennero costruite due nuove versioni pensate espressamente per le competizioni: la Super Sport Compressore e la Super Sport Compressore "Testa Fissa". La Super Sport Compressore si basava sulla Super Sport ma montava anche un sistema di sovralimentazione con compressore volumetrico a lobi Roots che aumentava la potenza a 76 CV a 4800 giri/min. e faceva raggiungere alle vetture i 140 km/h.
Questo modello è noto anche come Mille Miglia Speciale perché proprio con la prima di queste leggere Spider con carrozzeria Zagato condotta da Giuseppe Campari e Giulio Ramponi, l'unica con compressore iscritta, nel 1928, l'Alfa Romeo registrò la prima di undici vittorie nella Mille Miglia.
Il tallone d'Achille della Super Sport Compressore, come di altre vetture del periodo del resto, era rappresentato dalla qualità dei materiali di cui erano fatte le guarnizioni per cui non era possibile aumentare oltre un certo limite il rapporto di compressione, pena durante l'intenso uso agonistico bruciare la guarnizione della testata causando il ritiro. Per ovviare al problema Vittorio Jano sviluppò una versione del motore con compressore e testata fissa capace di 84 CV a 5500 giri/min, che, non essendo presente la guarnizione della testata, non poteva perdere compressione o bruciare la guarnizione stessa. Le vetture su cui vennero montati questi motori, note come 6C 1500 Super Sport Compressore "Testa Fissa", erano tutte spider capaci di raggiungere i 155 km/h.
Oltre a quella nella Freccia Rossa 1928 arrivarono molte altre vittorie per la 6C 1500 nei vari allestimenti sportivi tra cui la 24 Ore di Spa, con alla guida Boris Ivanowski e Attilio Marinoni, e i circuiti di Alessandria e di Modena, con Enzo Ferrari al volante, e numerosi piazzamenti tra cui due secondi posti di Giuseppe Campari alla Targa Florio e alla 24 Ore di Le Mans. Ovviamente la carriera sportiva non terminò nel 1928 ma continuò per diversi anni nelle mani di validi piloti privati.
Prima che fosse sostituita dalla sua erede con cilindrata maggiorata, la 6C 1750, del modello 6C 1500 furono prodotti 1.075 esemplari stradali di cui 171 Sport, 15 Super Sport, 10 Super Sport Compressore e 6 Super Sport Compressore "Testa Fissa".

## La 6C 1750 e 6C 1900

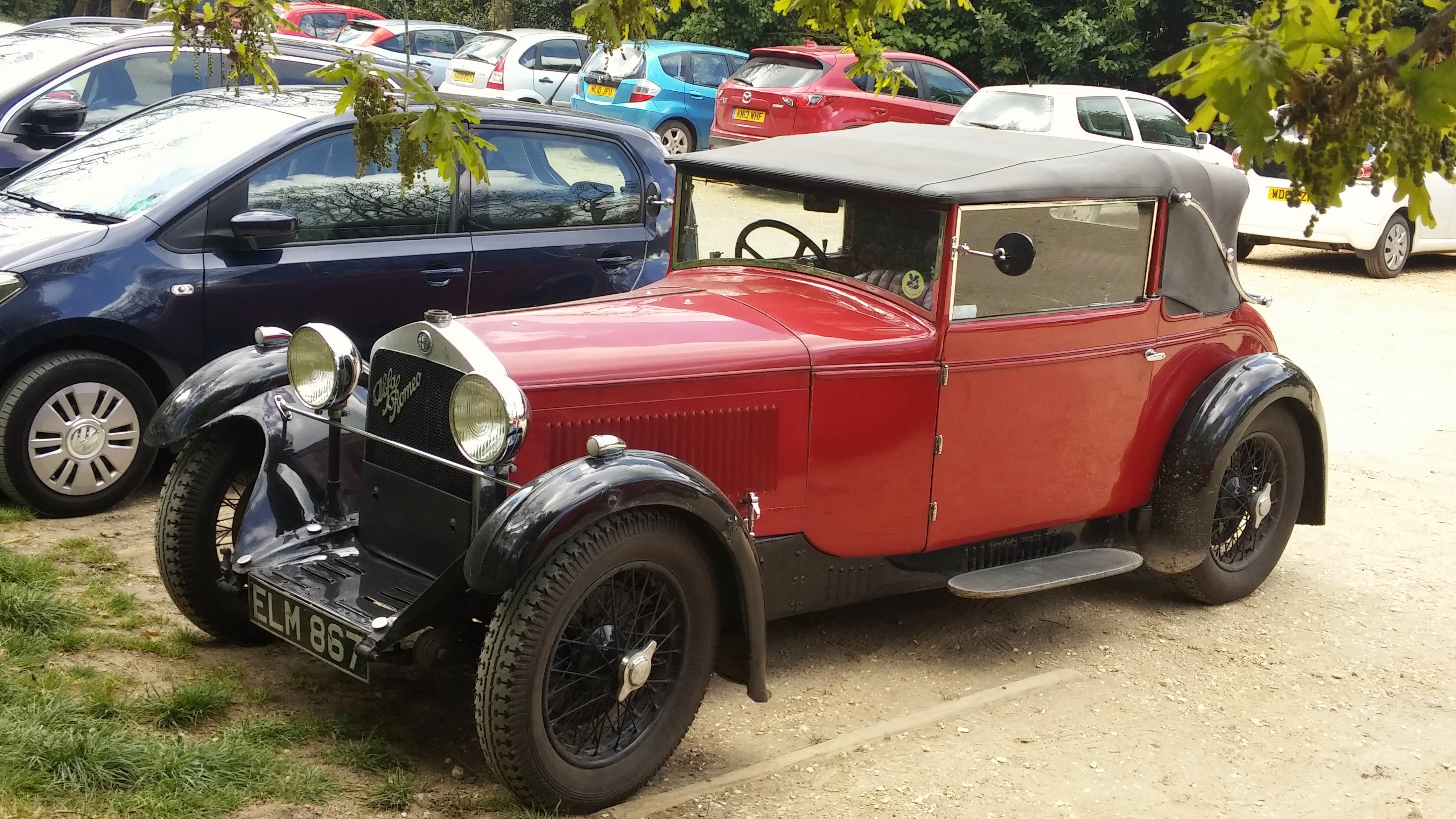
Una 6C 1750 Turismo con carrozzeria James Young Ltd. del 1930

Al Salone Internazionale dell'Automobile di Roma del 1929 venne presentata la nuova versione della 6C con cilindrata aumentata a 1.752 cm³ (alesaggio x corsa: 65 x 88 mm), da cui il nome Alfa Romeo 6C 1750, in tre allestimenti: Turismo, Sport e Super Sport; e denominata anche "2ª serie", per sottolineare la stretta parentela con la 6C 1500, di cui recuperava gli allestimenti Normale, Sport e Super Sport.
Questo modello rimase in produzione sino al 1933 con vari aggiornamenti che ne migliorarono costantemente affidabilità e prestazioni. Le prime "nuove" 6C 1750 erano infatti delle 6C 1500 con cilindrata aumentata, poi con l'esaurirsi delle scorte di parti 1500 ,vennero adottate gradualmente le parti specifiche progettate per quest'auto come il telaio modificato, le ruote a raggi da 18" e i freni a tamburo con alettatura per il raffreddamento.
Alla base della gamma vi era la 6C 1750 Turismo, ex "Normale", con motore monoalbero a camme in testa (smontabile) da 46 CV a 4000 giri/min. e telaio rinforzato a passo lungo da 3100 mm. veniva venduta come autotelaio su cui poteva essere montata anche una inedita carrozzeria berlina metallica realizzata dalla stessa casa, di cui era stato aperto da poco il reparto carrozzeria interno, su disegno della Carrozzeria Castagna.

### La 6C 1750 Sport e la 6C 1750 Gran Turismo

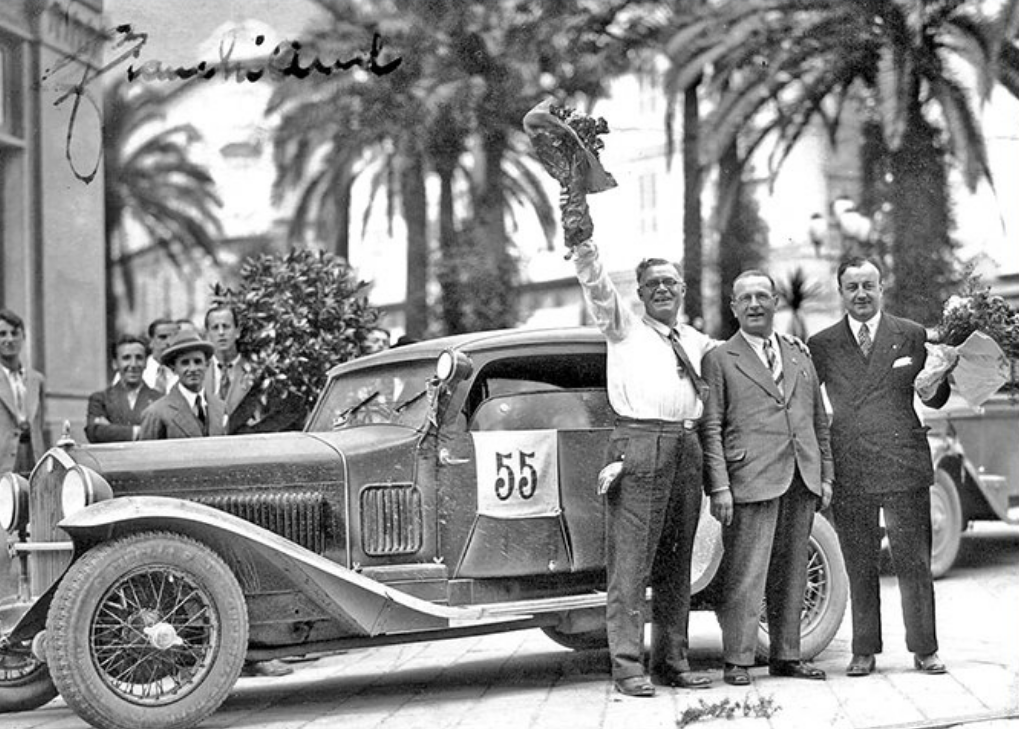
L'Alfa Romeo 6C 1750 Gran Turismo berlina aerodinamica Weymann Touring dopo la vittoria alla 3ª Coppa Milano–Sanremo il 31 maggio 1931. In piedi, da sinistra, il pilota e direttore della Carrozzeria Touring Felice Bianchi Anderloni, Ettore Crepaldi (direttore del RACI di Milano) e Gaetano Ponzoni, vice-direttore della Touring.

La 6C 1750 Sport regalava prestazioni più sportive con un motore bialbero da 55 CV a 4400 giri/min. montato sul telaio a passo corto da 2900 mm e carrozzato solitamente con carrozzerie sportive a due o quattro posti da carrozzieri esterni come Castagna, Garavini o Touring nonostante fosse disponibile anche la berlina con carrozzeria Alfa. Su tutte le vetture comunque a prescindere dal fatto che fossero usate pelle oppure tessuti pregiati per rivestire i sedili il grado di finitura era altissimo. A dispetto del nome la Sport non era una vettura da competizione ma alcune vetture comunque furono impiegate in gara e in particolare una 6C 1750 GT con carrozzeria berlinetta aerodinamica in Weymann della Touring ottenne la vittoria nella classe "guide interne" e l'8º posto alla Mille Miglia 1931 nonché la vittoria alla terza Coppa Milano-Sanremo del 1931.
Nel 1930, col passaggio alla 6C 1750 3ª serie, la Sport venne rinominata Gran Turismo mentre dal 1931, con la 4ª serie, e dal 1932, con la 5ª serie, venne anche prodotta una versione sovralimentata della Gran Turismo, la Gran Turismo Compressore, che univa il motore con compressore ma depotenziato a 80 CV a 4400 giri/min. con il telaio a passo lungo della Turismo. Oltre a queste caratteristiche la GTC apportava anche delle migliorie all'autotelaio, più rigido, con balestre montate all'esterno dei longheroni e non più sotto, assali più robusti, freni sempre a tamburo ma con diametro maggiorato da 320 a 400 mm e ammortizzatori a frizione regolabili.
Come l'antenata, questa vettura non era costruita espressamente per le gare ma una 6C 1750 GTC con carrozzeria Weymann Touring, battezzata "Fugientem incurro diem", guidata da Ferdinando Minoia e Renato Balestrero giungerà quarta assoluta e prima della classe "guide interne" della Mille Miglia 1932.

### La 6C 1750 Super Sport e la 6C 1750 Gran Sport

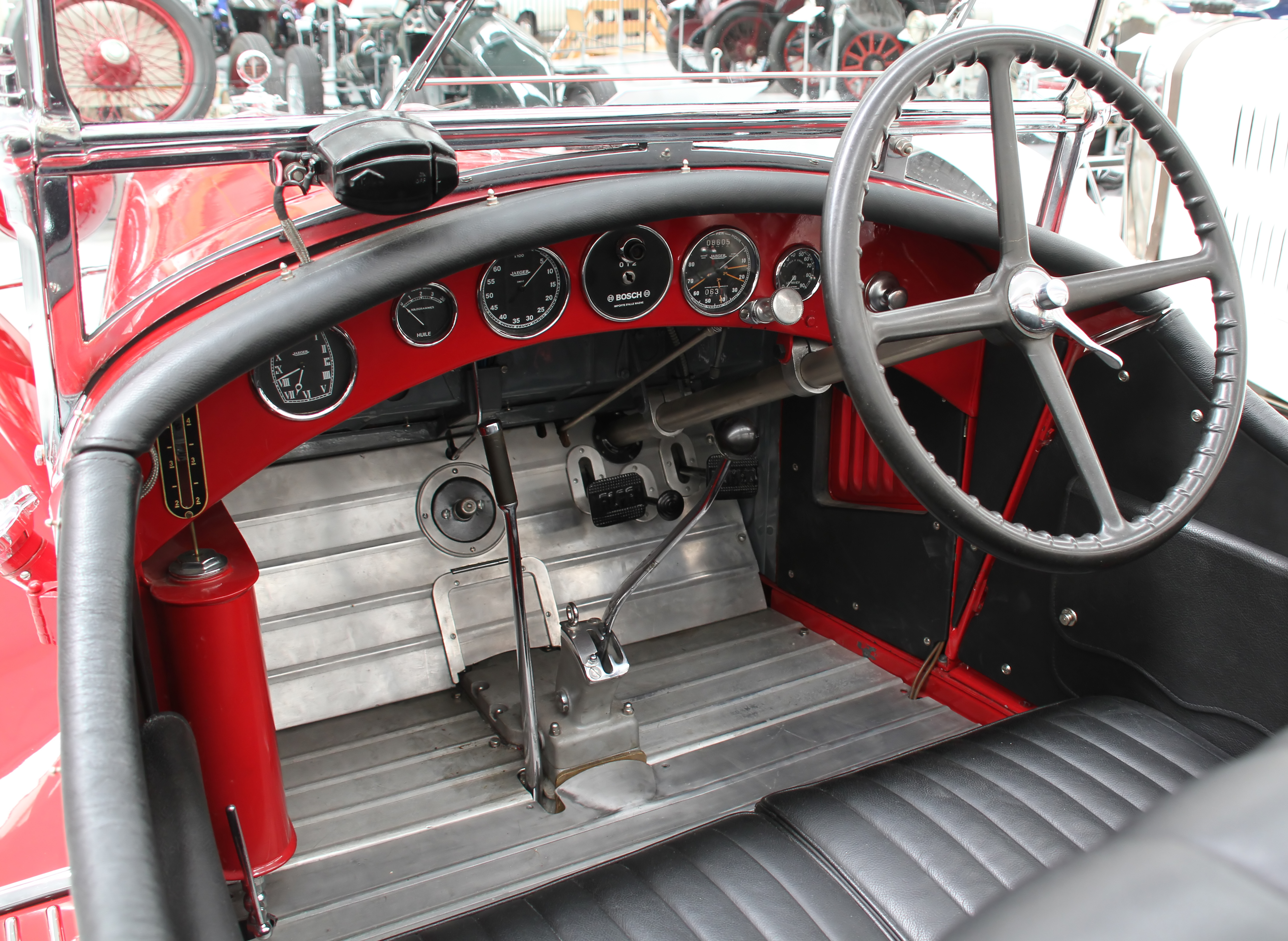
Il posto guida di un'Alfa Romeo 6C 1750 GS del 1930; si noti il grande volante a quattro razze, la leva del cambio con selettore a griglia, i sedili in pelle e la completa strumentazione a fondo nero.

La più potente e leggera delle 6C 1750, presentata a Roma, fu la Super Sport, con motore bialbero aspirato da 64 CV a 4500 giri/min o sovralimentato con compressore volumetrico a lobi Roots da 85 CV a 4500 giri/min., su telaio con passo ulteriormente accorciato a 2745 mm. Le Super Sport erano vere auto sportive e perciò vennero dotate di leggere carrozzerie spider in alluminio per lo più ad opera di Zagato. Gli interni sulle SS e sulle GS erano sobri ma rifiniti con la massima cura, con sedili e pannelli laterali realizzati in pelle e una capote utile solo a riparare dalle piogge leggere. Il cruscotto, con il volante a destra, era molto completo, con strumenti Jaeger a fondo nero; da sinistra: indicatore del livello dell'olio direttamente sul serbatoio, orologio, indicatore della pressione dell'olio, contagiri, devioluci a chiave e pulsante d'avviamento, tachimetro-contachilometri e indicatore della temperatura dell'acqua. Sulle versioni meno sportive gli stessi strumenti, leggermente più piccoli, erano raggruppati in un pannello in legno montato al centro del cruscotto.
Sei esemplari di 6C 1750 SS furono dotati di un motore speciale "Testa Fissa", per gli stessi motivi per cui venne creata questa versione della 6C 1500, con testata fusa in blocco coi cilindri, diametro delle valvole aumentato a 30 mm, angolo tra di loro aumentato a 100°, per portare la potenza a 95 CV a 5000 giri/min e la velocità massima a 165 km/h.

Le qualità sportive della 6C 1750 Super Sport vennero dimostrate dalla Mille Miglia 1929, vennero iscritte 26 modelli 6C, di queste ben 25 arrivarono al traguardo con 7 vetture nei primi 10 posti tra cui la "Testa Fissa" con carrozzeria Spider Zagato guidata da Giuseppe Campari e Giulio Ramponi che vinse, bissando il successo dell'anno precedente, in 18.04'25". Anche alla 24 Ore di Spa la 6C 1750 SS ottenne una vittoria schiacciante, con tre vetture ai primi tre posti: primi Robert Benoist e Attilio Marinoni, secondi George Eyston e Boris Ivanowski e terzi Louis Rigal e Goffredo Zehender. Oltre alle vittorie nel 1929 arrivarono anche altri piazzamenti di rilievo alla Targa Florio e al Tourist Trophy.

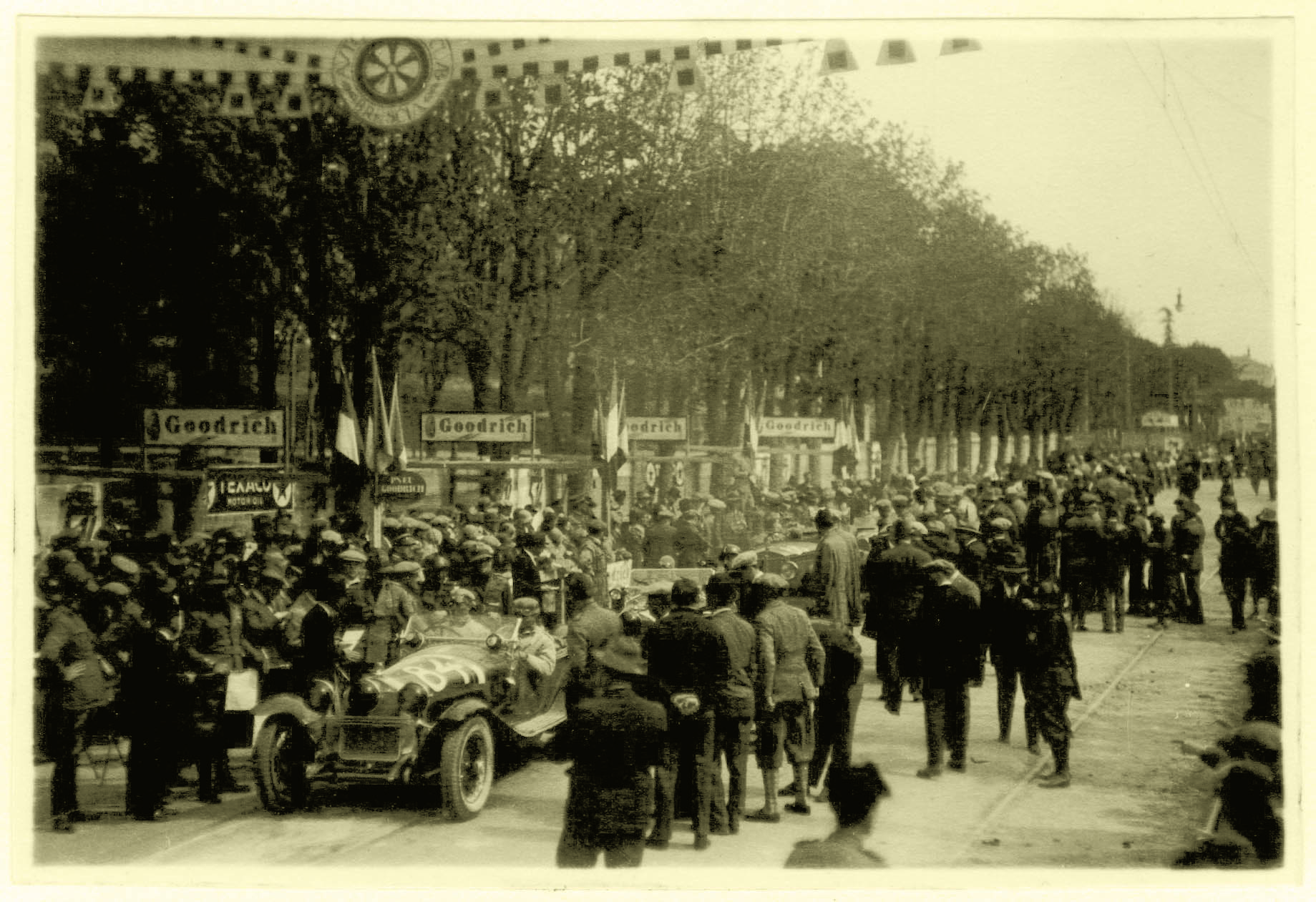
I vincitori Tazio Nuvolari e Gianbattista Guidotti in attesa della partenza a Brescia della IV Mille Miglia il 13 aprile 1930 sull'Alfa Romeo 6C 1750 Gran Sport Spider Zagato # 84

Nel 1930 la Super Sport fu sostituita dalla 6C 1750 Gran Sport 3ª serie, senza sostanziali modifiche meccaniche, venne solo soppresso il motore non sovralimentato, che tuttavia sopravvisse sui modelli meno potenti Turismo e Gran Turismo. Furono inoltre costruite altre sei "Testa Fissa" su base Gran Sport, con una potenza di 102 CV, la più alta mai raggiunta dal motore sei cilindri 1750 cm3. Quello stesso anno arrivò un'altra vittoria alla Mille Miglia 1930 con Tazio Nuvolari e Gianbattista Guidotti che batterono Achille Varzi e Carlo Canavesi su una vettura gemella e superarono per la prima volta la media di 100 km/h. La gara, vinta da Nuvolari, venne dominata dalle Alfa Romeo 6C 1750 GS che si piazzarono ai primi quattro posti e all'ottavo, nono e decimo. Quello stesso anno venne completato da due triplette alla 24 Ore di Spa; con Attilio Marinoni e Pietro Ghersi primi, Franco Cortese e Boris Ivanowski secondi e Carlo Canavesi e Goffredo Zehender terzi; e al Tourist Trophy con Tazio Nuvolari che esaltò le sue doti di pilota e quelle di tenuta sotto la pioggia della sua 6C 1750 GS con carrozzeria sportiva della Carlton Carriage Co., seguito da Giuseppe Campari e Achille Varzi su due vetture gemelle.

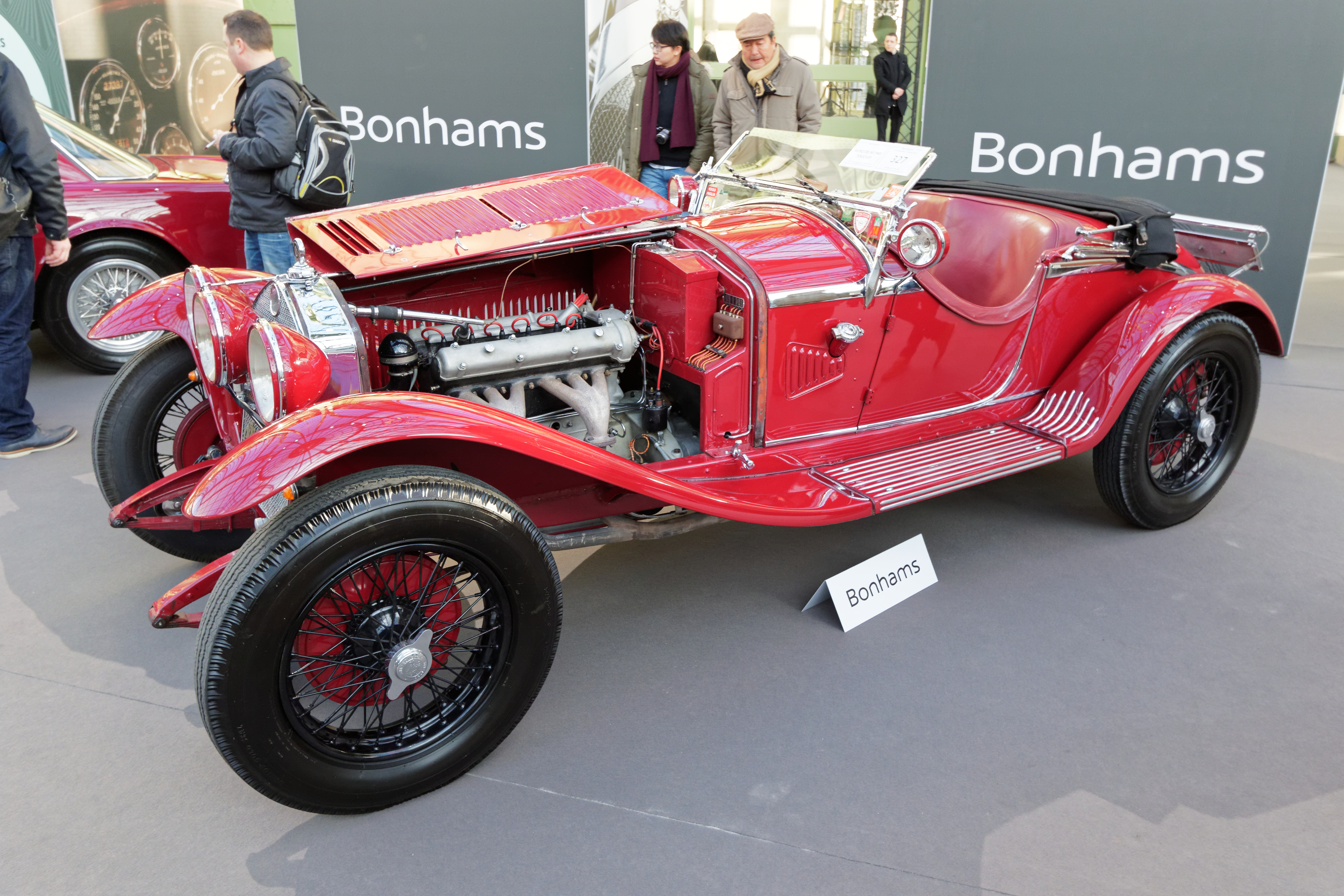
La 6C 1750 Gran Sport Spider Zagato del 1931

Nel 1931 venne introdotta la 4ª serie di 6C 1750 con un telaio irrigidito e con balestre montate all'esterno dei longheroni anziché sotto, assali più robusti ereditati dalla 8C 2300 e freni a tamburo con diametro maggiorato da 320 a 400 mm. Quell'anno, nonostante i consistenti miglioramenti tecnici, la 6C 1750 ottenne solo piazzamenti poiché la neonata Alfa Romeo 8C 2300 era più veloce e potente. Le più famose 6C 1750 GS furono quelle con carrozzeria Spider di Zagato e di Touring, che si dettero battaglia sui campi di gara e alcune di esse erano caratterizzate dalla presenza di tre fari anteriori coperti da caratteristiche coperture in acetato rosso. 

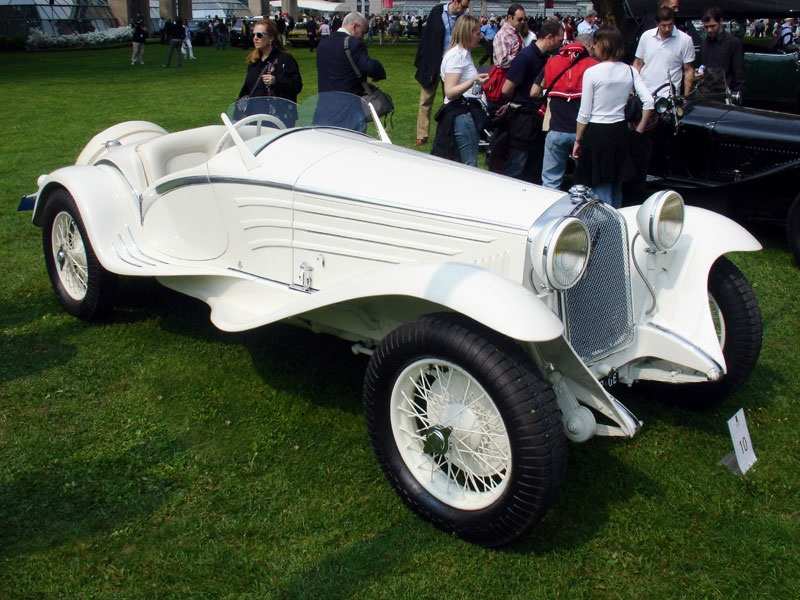
L'Alfa Romeo 6C 1750 GS "Flying Star" Touring

Oltre alle leggere spider da competizione, la Carrozzeria Touring di Milano realizzò anche la 6C 1750 GS Flying Star, costruita appositamente per la facoltosa cliente genovese Josette Pozzo e presentata al concorso d'eleganza Villa d'Este del 1931 dove vinse la Coppa d'Oro per essere stata l'auto più bella presente.
Nel 1938 sulla base di un'Alfa Romeo 6C 1750 GS del 1931 con carrozzeria Spider Zagato molto danneggiata venne montata una nuova carrozzeria dalla linea estremamente aerodinamica, simile a quella delle coeve vetture Grand Prix, disegnata dal conte Mario Revelli di Beaumont e realizzata dal carrozziere savonese Aprile.
Con la cessione dell'Alfa Romeo all'IRI nel 1932 la 6C 1750 GS venne ulteriormente modificata dando origine alla 5ª serie, con modifiche meccaniche di dettaglio. Inoltre tutta l'attività sportiva passo nelle mani della Scuderia Ferrari di Modena guidata da Enzo Ferrari e la cilindrata di alcune 6C 1750 GS venne ridotta a 1500 cm3 per competere nella categoria 1,5 litri sovralimentate dato che l'assoluto era ormai appannaggio della 8C 2300. Sia la carrozzeria James Young Ltd. a Londra che la Castagna a Milano realizzarono delle eleganti versioni coupé e cabriolet della 6C 1750 GS, alle volte partendo da esemplari usati nelle gare.

### La 6C 1750 GS 6ª serie e 6C 1900 GT

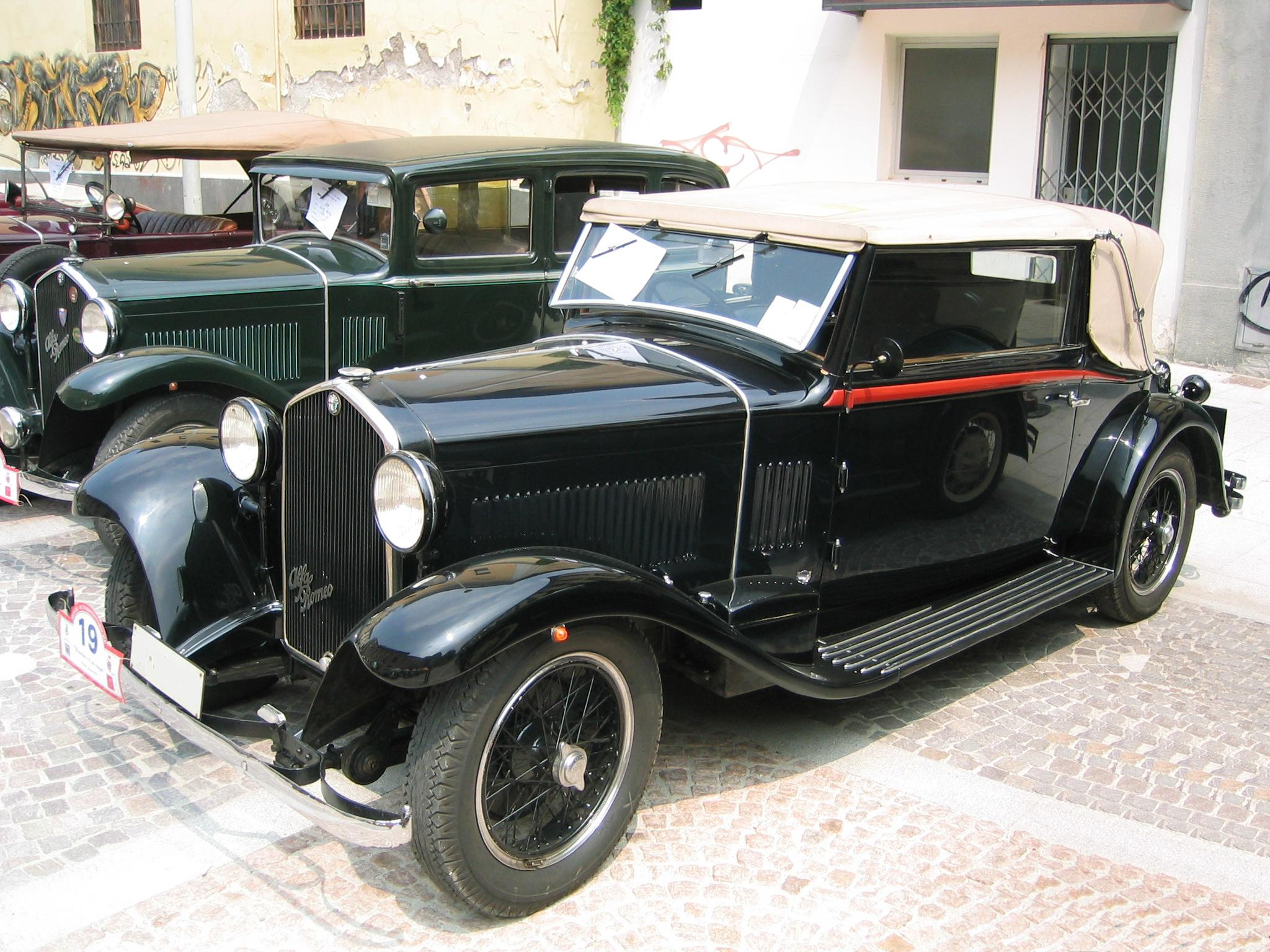
Un'Alfa Romeo 6C 1900 GT Cabriolet Castagna del 1933

Nell'ultimo anno di produzione la 6ª serie 6C viene completamente rinnovata, sdoppiandola in due cilindrate. La 6C 1750 sopravvive solo nell'allestimento Gran Sport e viene introdotta la nuova versione Alfa Romeo 6C 1900 GT, con cilindrata portata a 1917 cm³, per sostituire la 6C 1750 Gran Turismo. Vi furono affinamenti significativi su tutti gli aspetti della vettura: il telaio venne modificato saldando una porzione di lamiera a chiudere la sezione "a C" dei longheroni, divenne così una specie di telaio scatolato più rigido del precedente, sulle balestre anteriori comparvero i Silentbloc, gli ammortizzatori a frizione posteriori divennero regolabili dal posto guida e sul cambio vennero montati i sincronizzatori sulla terza e sulla quarta marcia e applicato un dispositivo "a ruota libera". Il motore 6C 1750 ottenne le stesse migliorie di quello della 6C 1900 con cilindrata aumentata a 1917 cm³ (alesaggio x corsa: 68 x 88 mm) come la nuova testata in alluminio con sedi valvole in bronzo e bielle irrobustite. Il motore della nuova 6C 1750 GS mantenne il sistema di sovralimentazione con compressore e gli 85 CV della precedente Gran Sport mentre la nuova 6C 1900, che non montava il compressore, sviluppava 68 CV a 4500 giri/min.
Un'altra novità portata dalla 6C 1900 GT fu l'allestimento della carrozzeria; infatti, pur se non mancarono vetture realizzate dai carrozzieri esterni, la maggior parte dei 197 esemplari fu "carrozzato" dalla stessa casa con una carrozzeria berlina a quattro porte disegnata dalla Castagna. La partecipazione sportiva di questo modello fu molto limitata: si ricordano solo delle partecipazioni private alla Mille Miglia 1934.
Ovviamente anche sulla 6C 1750 GS 6ª serie vennero realizzate carrozzerie speciali: a Parigi il carrozziere francese di origini italiane Giuseppe Figoni costruì un esemplare unico di 6C 1750 GS con carrozzeria coupé "a goccia" rifinita con una verniciatura bicolore bianca e nera. La vettura venne esposta allo stand Alfa Romeo al Salone dell'Automobile di Parigi del 1933 e vinse due Gran Prix d'Honneur ai concorsi di eleganza di Nizza e Monaco del 1934. Il primo proprietario decise di usare la vettura in gara e, montata una carrozzeria spider, la vettura fu schierata anche a Le Mans, dove arrivò sesta. Alla fine della stagione sportiva, le fu rimontata la carrozzeria Figoni e venne destinata ad uso stradale.

### Esemplari di Alfa Romeo 6C 1500 prodotti

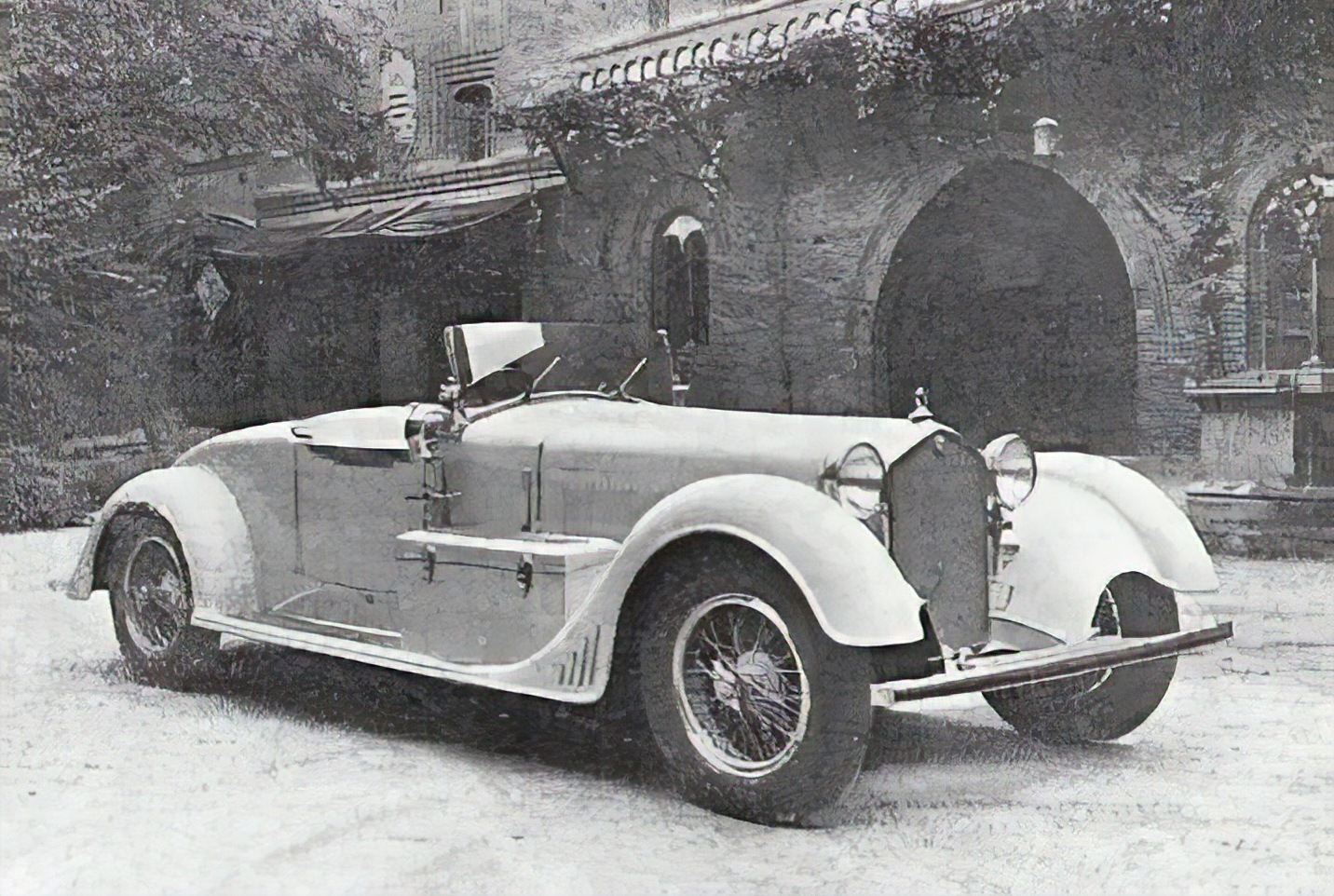
La 6C 1750 Sport Cabriolet Garavini

### Esemplari di Alfa Romeo 6C 1750 e 6C 1900 prodotti

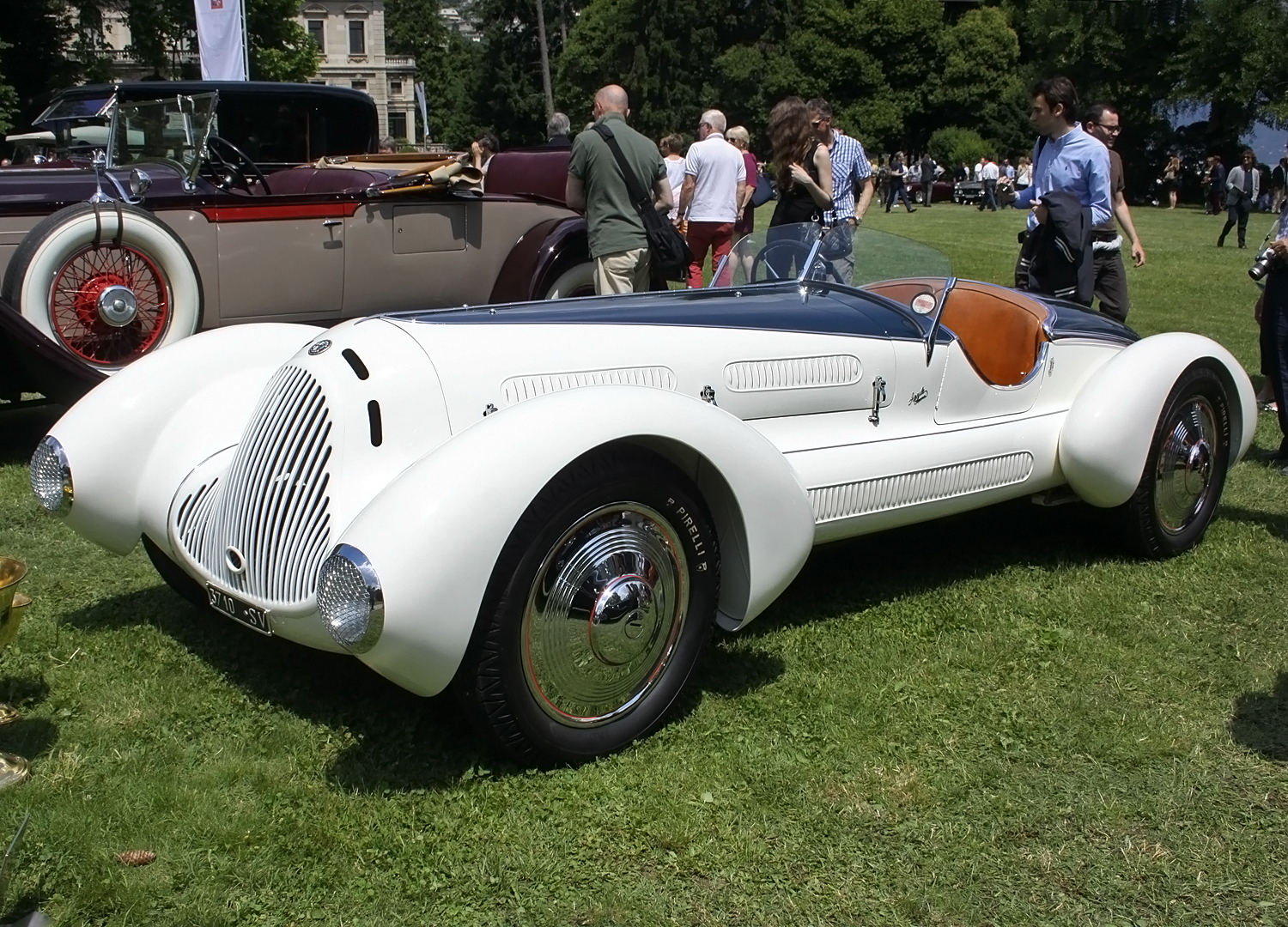
L'Alfa Romeo 6C 1750 GS Spider Zagato-Aprile del 1931/8

## Caratteristiche tecniche delle 6C 1500

### Tabella con le specifiche tecniche di tutte le 6C 1500[1]
| Modello                               | Annate di produzione | Materiale di fusione del: basamento - blocco dei cilindri - testata | Tipo di distribuzione | Rapporto di compressione | Sistema di alimentazione                              | Potenza massima                |
| ------------------------------------- | -------------------- | ------------------------------------------------------------------- | --------------------- | ------------------------ | ----------------------------------------------------- | ------------------------------ |
| Normale                               | 1927-1929            | alluminio - ghisa (blocco dei cilindri e testata fusi insieme)      | monoalbero in testa   | 5.75: 1                  | un carburatore verticale                              | 44 CV (33 kW) a 4.200 giri/min |
| Sport                                 | 1928-1929            | alluminio - ghisa - ghisa                                           | bialbero in testa     | 6.0: 1                   | un carburatore verticale                              | 54 CV (40 kW) a 4.500 giri/min |
| Super Sport                           | 1928-1929            | alluminio - ghisa - ghisa                                           | bialbero in testa     | 6.75: 1                  | un carburatore doppio corpo                           | 60 CV (45 kW) a 4.800 giri/min |
| Super SportCompressore                | 1928-1929            | alluminio - ghisa - ghisa                                           | bialbero in testa     | 5.25: 1                  | un carburatore e compressore volumetrico a lobi Roots | 76 CV (57 kW) a 4.800 giri/min |
| Super Sport Compressore "Testa Fissa" | 1928-1929            | alluminio - ghisa (blocco dei cilindri e testata fusi insieme)      | bialbero in testa     | 5.25: 1                  | un carburatore e compressore volumetrico a lobi Roots | 84 CV (63 kW) a 5.000 giri/min |

### Esemplari di Alfa Romeo 6C 1500 prodotti[1]
| Modello              | 4 posti   | 6 posti   | Normale   | Sport     | Super Sport Compressore | Super Sport | Totale:   |
| Serie                | I         | I         | II        | II        | II                      | II          | I-II      |
| Annate di produzione | 1927-1928 | 1927-1928 | 1928-1929 | 1928-1929 | 1929                    | 1929        | 1927-1929 |
| Esemplari prodotti   | 56        | 506       | 300       | 171       | 15                      | 10          | 1.058     |

## Caratteristiche tecniche delle Alfa Romeo 6C 1750-1900

### Tabella con le specifiche tecniche di tutte le 6C 1750-1900[1]
| Modello                   | Annate di produzione | Materiale di fusione del: basamento - blocco dei cilindri - testata | Tipo di distribuzione | Rapporto di compressione | Sistema di alimentazione                                                 | Potenza massima                 |
| ------------------------- | -------------------- | ------------------------------------------------------------------- | --------------------- | ------------------------ | ------------------------------------------------------------------------ | ------------------------------- |
| Turismo                   | 1929-1933            | alluminio - ghisa - ghisa                                           | monoalbero in testa   | 5.5: 1                   | un carburatore verticale                                                 | 46 CV (34 kW) a 4.000 giri/min  |
| Sport                     | 1929                 | alluminio - ghisa - ghisa                                           | bialbero in testa     | 5.75: 1                  | un carburatore verticale                                                 | 55 CV (41 kW) a 4.400 giri/min  |
| Gran Turismo              | 1930-1932            | alluminio - ghisa - ghisa                                           | bialbero in testa     | 5.75: 1                  | un carburatore verticale                                                 | 55 CV (41 kW) a 4.400 giri/min  |
| Gran Turismo Compressore  | 1931-1932            | alluminio - ghisa - ghisa                                           | bialbero in testa     | 5.0: 1                   | un carburatore Memini doppio corpo, compressore volumetrico a lobi Roots | 80 CV (60 kW) a 4.400 giri/min  |
| Super Sport               | 1929                 | alluminio - ghisa - ghisa                                           | bialbero in testa     | 6.25: 1                  | un carburatore doppio corpo                                              | 64 CV (48 kW) a 4.500 giri/min  |
| Super Sport Compressore   | 1929                 | alluminio - ghisa - ghisa                                           | bialbero in testa     | 5.0: 1                   | un carburatore Memini doppio corpo, compressore volumetrico a lobi Roots | 85 CV (63 kW) a 4.500 giri/min  |
| Gran Sport                | 1930-1932            | alluminio - ghisa - ghisa                                           | bialbero in testa     | 5.0: 1                   | un carburatore Memini doppio corpo, compressore volumetrico a lobi Roots | 85 CV (63 kW) a 4.500 giri/min  |
| Super Sport "Testa Fissa" | 1929                 | alluminio - ghisa (blocco dei cilindri e testata fusi insieme)      | bialbero in testa     | 5.0: 1                   | un carburatore Memini doppio corpo, compressore volumetrico a lobi Roots | 85 CV (63 kW) a 4.800 giri/min  |
| Gran Sport "Testa Fissa"  | 1930-1932            | alluminio - ghisa (blocco dei cilindri e testata fusi insieme)      | bialbero in testa     | 5.0: 1                   | un carburatore Memini doppio corpo, compressore volumetrico a lobi Roots | 102 CV (76 kW) a 5.000 giri/min |
| Gran Sport                | 1933                 | alluminio - ghisa - alluminio                                       | bialbero in testa     | 5.0: 1                   | un carburatore Memini doppio corpo, compressore volumetrico a lobi Roots | 85 CV (63 kW) a 4.500 giri/min  |
| 1900 Gran Turismo         | 1933                 | alluminio - ghisa - alluminio                                       | bialbero in testa     | 6,25: 1                  | un carburatore doppio corpo                                              | 68 CV (51 kW) a 4.500 giri/min  |

### Esemplari di Alfa Romeo 6C 1750 e 6C 1900 prodotti[1]
| Modello              | Turismo   | Sport | Gran Turismo | Gran Turismo Compressore | Super Sport | Gran Sport | 1900 Gran Turismo | Totale: (compresa la 6C 1900) |
| Serie                | III, IV   | III   | IV, V        | IV                       | III         | IV, V, VI  | VI                | III, IV, V, VI                |
| Annate di produzione | 1929-1933 | 1929  | 1930-1932    | 1932                     | 1929        | 1930-1933  | 1933              | 1929-1933                     |
| Esemplari prodotti   | 1.131     | 268   | 652          | 159                      | 112         | 257        | 197               | 2.776                         |

## La 6C 2300 e 6C 2300 B

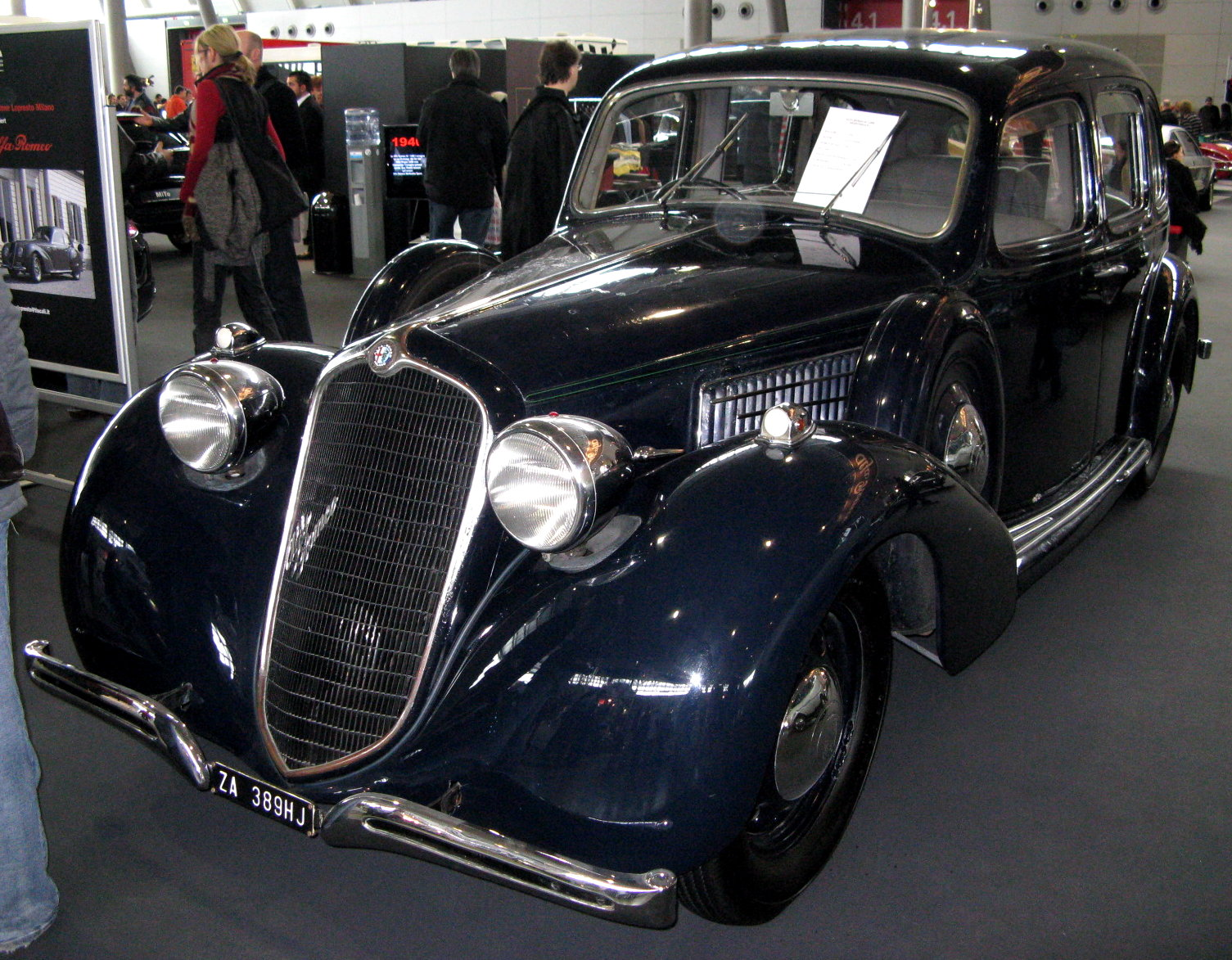
Alfa Romeo 6C 2300 B Lungo berlina ministeriale 6/7 posti Castagna del 1938

Il 1934 fu un anno di grandi cambiamenti per l'Alfa Romeo perché la dirigenza prese la decisione di razionalizzare tutte le vetture della gamma pensionando la magnifica, ma costosissima per l'azienda, 8C 2300, e sostituendola con una vettura sei cilindri più economica da produrre e da mantenere per i proprietari. Le vecchie 6C 1750 GS e 1900 GT avevano cilindrata troppo piccola per reggere il confronto prestazionale con la 8C 2300 e quindi vennero pensionate; rimpiazzandole con una nuova 6C, con un telaio simile e un motore nuovo con cilindrata aumentata a 2,3 litri, quella della "grande" 8C.
La nuova Alfa Romeo 6C 2300, progettata sempre da Vittorio Jano, venne svelata al Salone dell'Automobile di Milano del 1934 in due versioni, Turismo e Gran Turismo.
Per entrambe l'autotelaio rimase simile a quello della 1900 GT; con longheroni di acciaio scatolato muniti di fori di alleggerimento sul lato interno, sospensioni ad assale rigido davanti e dietro con balestre semiellittiche esterne al telaio e ammortizzatori a frizione di cui quelli posteriori regolabili dal posto guida. I freni rimasero a tamburo ma venne migliorato il sistema meccanico di comando, la frizione divenne monodisco a secco e il cambio, sempre con terza e quarta marcia sincronizzate, venne dotato di sistema a ruota libera.

Il motore venne interamente riprogettato da Jano pur mantenendo l'architettura sei cilindri in linea bialbero. La nuova unità aveva monoblocco in ghisa e testata in lega leggera, cilindrata di 2309 cm3 (alesaggio x corsa: 70 x 100 mm) e nuovi organi della distribuzione, gli alberi a camme in testa venivano azionati per la prima volta anche da una catena invece del solito alberino con coppia conica, posta però davanti al monoblocco e non più dietro, per rendere il tutto più silenzioso. Le punterie montarono un nuovo dispositivo di regolazione del gioco valvole tramite piattelli e scodellini. Le due valvole per cilindro erano inclinate fra loro di 90° rendendo emisferiche le camere di scoppio. L'alimentazione era assicurata da un carburatore verticale Solex doppio corpo.

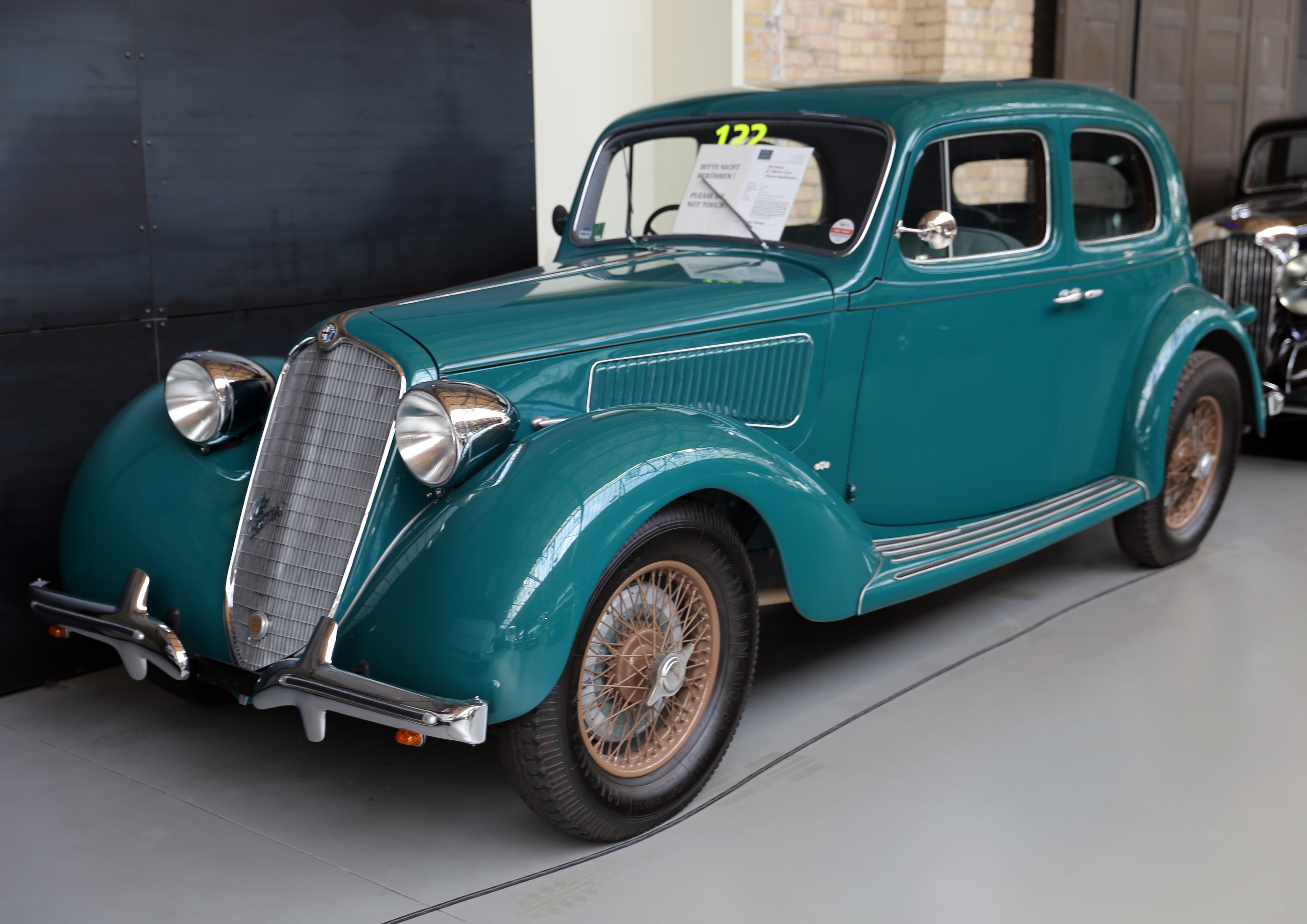
Alfa Romeo 6C 2300 B Pescara berlina Carr. Alfa del 1937

La 6C 2300 Turismo montava un motore da 68 CV a 4400 giri/min su un telaio a passo lungo da 3210 mm mentre la 6C 2300 Gran Turismo montava un motore con rapporto di compressione aumentato da 76 CV su un telaio a passo corto da 2925 mm.
L'Alfa Romeo proponeva di serie sui telai Turismo una carrozzeria berlina Castagna 6-7 posti, pesante ben 1460 Kg ma comunque capace di raggiungere i 120 Km/h, mentre per i Gran Turismo una lussuosa berlina metallica 4 porte, disegnata della carrozzeria Castagna e realizzata direttamente al Portello, pesante solo 1280 Kg che raggiungeva i 130 Km/h oltre ad una berlina della Touring e alla Cabriolet Royal di Castagna. Nonostante questo l'autotelaio nudo fu tra i più gettonati da far carrozzare a piacimento come spider o berlinetta da Touring, Zagato o Pinin Farina.

Gli allestimenti interni dipendevano dalla versione scelta, di base venivano forniti sobri rivestimenti in tessuto ma un carrozziere esterno lasciava la scelta al cliente che poteva ottenere sedili anche in pelle, addirittura colorata, o moquette più soffice e, in generale, finiture migliori di quelle della casa. Immutati furono gli strumenti a fondo nero raggruppati su un pannello di legno al centro della vettura della precedente 1900 GT ma venne adottato un nuovo volante a tre razze. A partire dalla serie successiva 6C 2300 B vennero ridisegnati gli strumenti adottando due quadranti circolari a fondo bicolore che raggruppavano tutti gli indicatori. Posizionato a sinistra vi era il contagiri con l'indicatore del livello della benzina e l'orologio integrati mentre a destra il tachimetro-contachilometri con gli indicatori di temperatura e pressione dell'olio inclusi. Al centro vi erano la chiave di accensione con il commutatore delle luci e i pomelli di servizio.

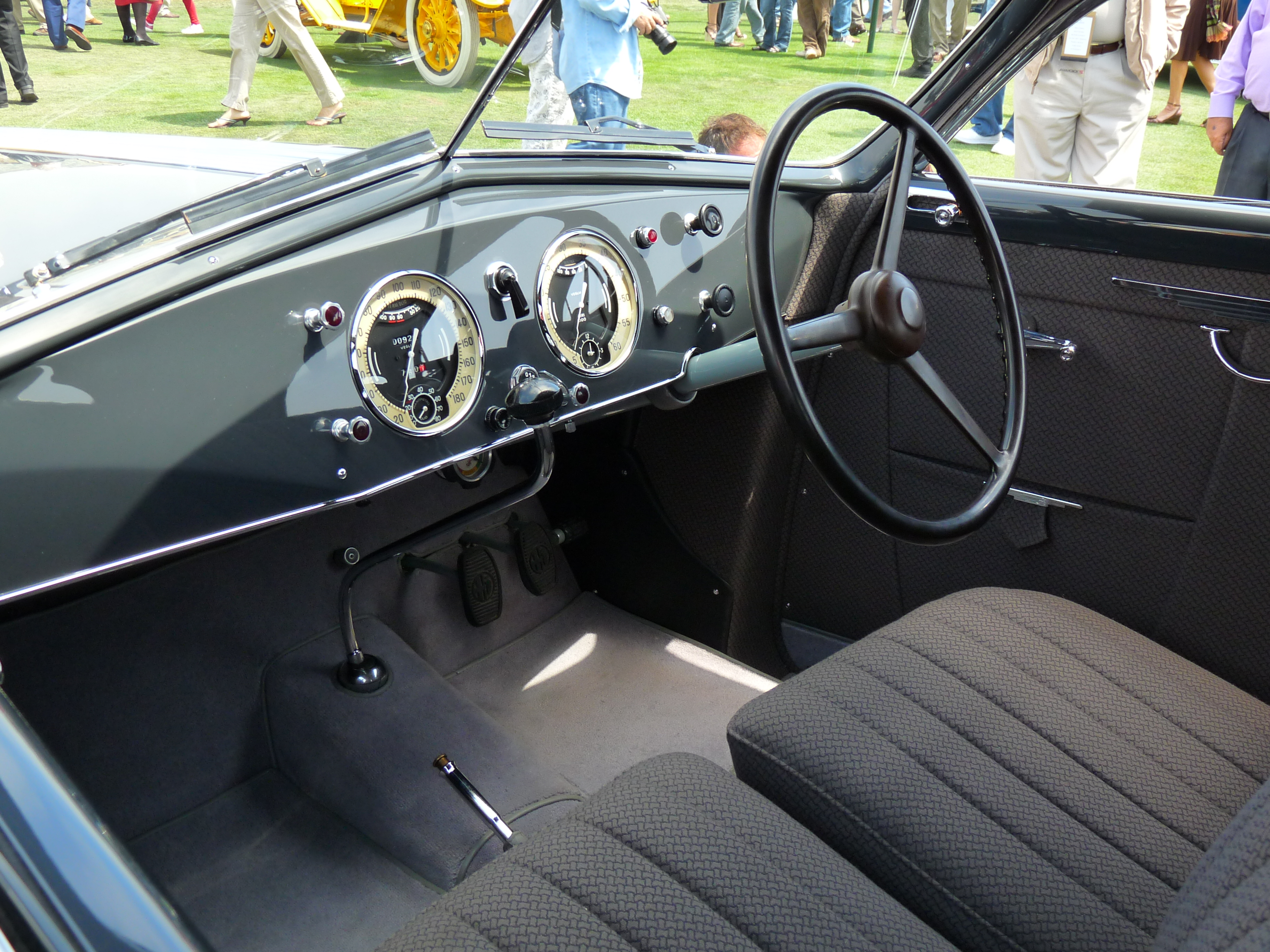
Il cruscotto e il posto di guida di una 6C 2300 B. Il cruscotto delle prime 6C 2300 era ripreso dalla 6C 1900 GT mentre a partire dalla "B" vennero adottati questi quadranti di nuovo disegno

Anche la 6C 2300 scese in gara, per la prima volta, nell'edizione d'esordio della "Coppa d'Oro del Littorio", una gara di resistenza disputata in tre tappe su un totale di 5.687 chilometri. Quattro vetture con carrozzeria Spider Brianza furono affidate alla Scuderia Ferrari, che gestiva, di fatto, l'attività sportiva della casa. I motori vennero potenziati fino a 95 CV a 4500 giri/in dotandoli di un nuovo collettore di aspirazione, due carburatori monocorpo Solex da 35 mm e due collettori di scarico sportivi "3 in 1", simili a quelli della 6C 1750 GS. Altre modifiche includevano un rapporto al ponte più lungo, un impianto elettrico modificato con una seconda batteria, un serbatoio del carburante maggiorato; due pompe del carburante e l'aggiunta di un contagiri. Le Alfa Romeo 6C 2300 Spider tuttavia non vinsero la gara concludendo la gara al 2°,4º e 5º posto e la vettura di Attilio Marinoni si ritirò per un incidente nella seconda tappa. La rivincita della 6C 2300 arrivò alla "Targa Abruzzo - 24 Ore di Pescara" corsa tra il 12 e il 13 agosto 1934, quando tre berlinette faux-cabriolet realizzate dalla carrozzeria Touring e battezzate Aternum (dal fiume Aterno che scorre nei pressi di Pescara) finirono al 1º, 2º e 3º posto. Gli equipaggi composti da Franco Cortese e Francesco Severi, Mario Tadini e Nando Barbieri e Archimede Rosa e Gianfranco Comotti "regolarono" la Lancia Astura, che aveva vinto la precedente Coppa d'Oro del Littorio, guidata da Carlo Maria Pintacuda e Antonio Brivio e anche l'Alfa Romeo 8C 2300 Corto Spider di Guy Moll e Pietro Ghersi.
L'Alfa Romeo decise quindi di costruire una serie di 60 telai Gran Turismo con le stesse specifiche meccaniche delle berlinette preparate su cui montare diverse varianti di carrozzeria battezzando l'allestimento "Pescara" in memoria della maratona abruzzese.

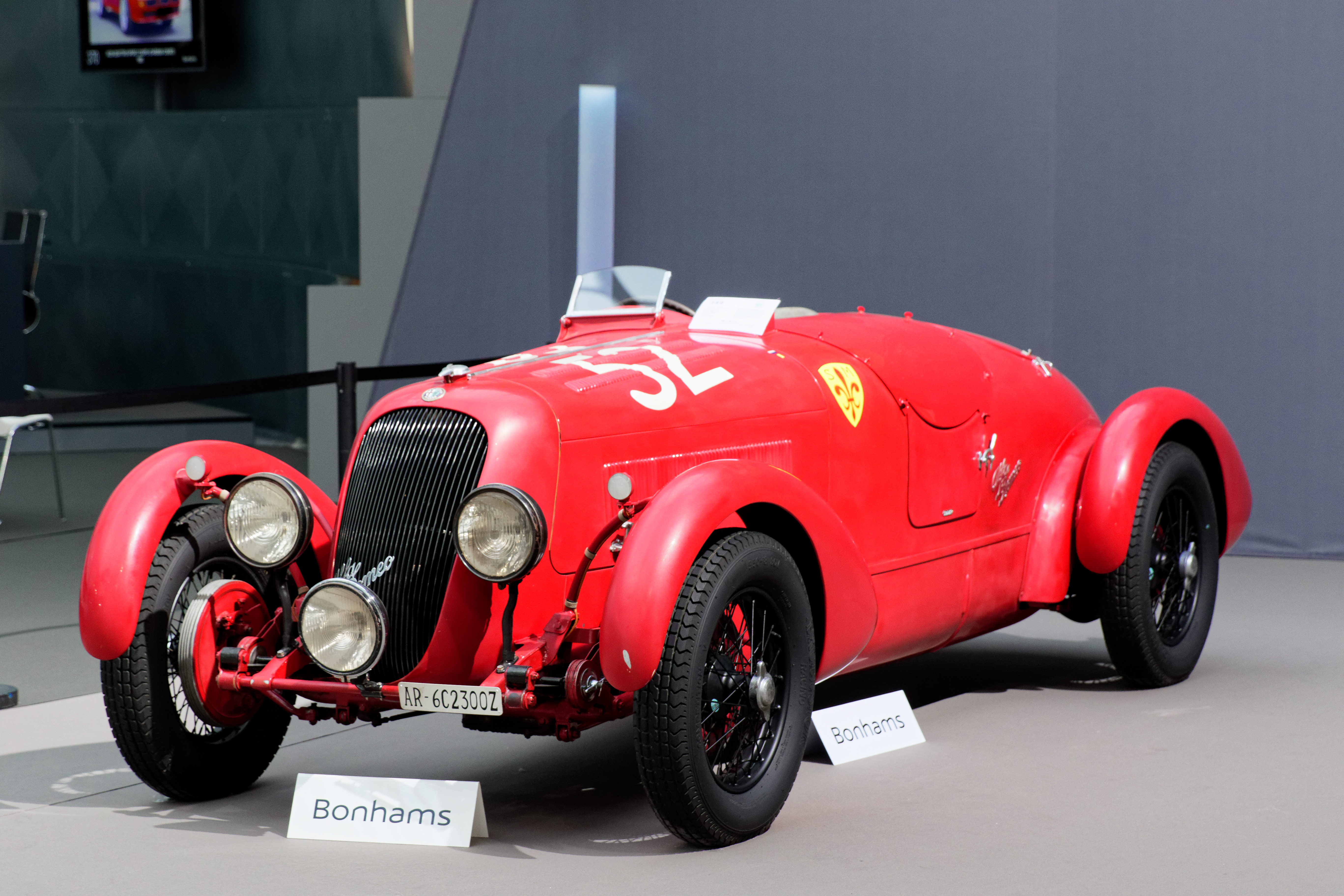
L'Alfa Romeo 6C 2300 Pescara Spider Zagato del 1934-37

Il giovane patron della "Scuderia Maremmana", lo svizzero Jacques de Rham, acquistò nei primi mesi del 1937 due Alfa Romeo 6C 2300 GT Pescara - uno del 1934, l'altro del 1935 - entrambi con carrozzeria Berlinetta Touring, e li guidò in varie corse in salita. Ritenne che le auto fossero troppo pesanti per vincere e le fece spedire a Milano da Zagato per dotarle di più leggere carrozzerie in alluminio spider "a siluro". Il risultato è stato un notevole risparmio di peso, circa 300 kg, con il totale inferiore ai 1000 kg. Zagato consegnò entrambe le vetture alla fine di maggio del 1937. Dopo una discreta carriera sportiva le vetture purtroppo andarono perdute ma un collezionista ne ha fatto realizzare una fedele replica partendo dal telaio di una berlina.

La carrozzeria Touring nel 1934 realizzò sul telaio lungo della 6C 2300 Turismo quattro esemplari di berlina aerodinamica battezzata Soffio di Satana. La linea della sua carrozzeria quattro porte senza montante centrale in alluminio fu uno dei primi tentativi di applicare soluzioni aerodinamiche alle automobili di serie; la calandra è arrotondata, il parabrezza è inclinato e diviso in due al centro (e non piatto), l'alloggiamento della ruota di scorta è carenato e il paraurti anteriore diviso in due è "a profilo alare" mentre quello posteriore è "a nastro". Gli interni vennero dotati di rifiniture lussuose come sedili e pannelli porta in pelle con inserti in radica di noce, luci di cortesia con cornici in argento e una tendina d'oscuramento del lunotto dotata di comando a distanza posto alla destra del volante. Il motore rimase quello della versione Turismo con 68 CV. Lo speciale appellativo Soffio di Satana venne creato da Felice Bianchi Anderloni, patron della Carrozzeria Touring e il poeta Gabriele D'Annunzio ne acquistò un esemplare (attualmente) di colore amaranto con dettagli ocra, tetto rivestito in pegamoide e interni in pelle color crema.

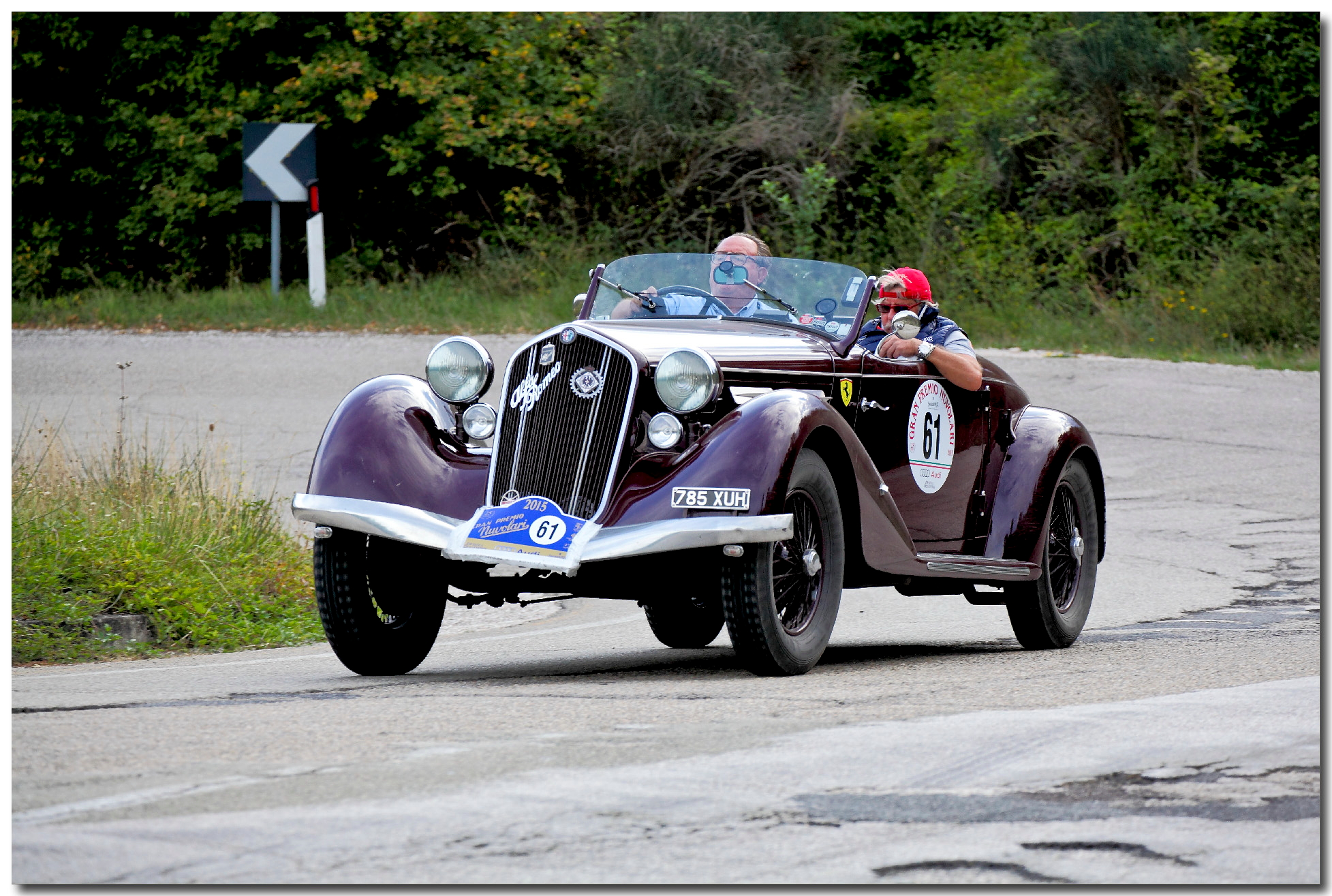
L'Alfa Romeo 6C 2300 Pescara Spider Touring 1935 che fu di Mussolini al Gran Premio Nuvolari 2015 con Carlini - Martegani

### La 6C 2300 B
Nel 1935, dopo un solo anno, venne lanciata la seconda serie della 6C 2300, l'Alfa Romeo 6C 2300 B. La nuova auto riutilizzò il motore della 6C 2300 ma su un telaio completamente nuovo. Venne montato un inedito comando idraulico per i freni a tamburo e da un sistema di sospensioni ad assali rigidi e molle a balestra si passò ad uno più raffinato con sospensioni indipendenti sulle quattro ruote. Così l'Alfa Romeo divenne la prima casa automobilistica in Europa ad adottare questa soluzione su un'auto prodotta in serie.
Le nuove sospensioni anteriori, che vennero addirittura brevettate da Vittorio Jano, seguono uno schema unico con due bracci tirati sovrapposti collegati ad un sistema smorzante composto da una molla elicoidale e un ammortizzatore idraulico telescopico coassiali racchiusi in un "astuccio", un cilindro metallico che protegge queste parti delicate dagli agenti atmosferici. Le sospensioni posteriori invece sfruttano un sistema a ponte pendolare guidato da bracci tirati con ammortizzatori idraulici telescopici e barre di torsione longitudinali derivato dal ponte “pendolare”, brevettato stavolta dallo Studio Porsche, che fu contattato da Jano nel 1934 per assicurarsene la licenza costruttiva. Jano riutilizzò poi lo stesso schema (adattato) che aveva progettato per la vettura di serie sulla nuova monoposto 8C-35 da gran premio che debuttò al seguente GP d’Italia.
La vettura veniva venduta sia come vettura completa che come autotelaio a passo corto da far carrozzare in due misure di passo, corto (3000 mm) e lungo (3250 mm), e gli stessi allestimenti del modello precedente. La versione Turismo standard era una berlina 6/7 posti realizzata sul telaio a passo lungo dalla casa stessa su disegno della Castagna con motore da 70 CV, 2 in più della "vecchia" Turismo; molto apprezzata come auto blu dal governo di allora.
Sul telaio a passo corto della Gran Turismo l'Alfa Romeo montò invece di serie una carrozzeria berlina quattro porte dalla linea piuttosto aerodinamica prodotta internamente rendendo contemporaneamente disponibile il suo autotelaio da far carrozzare a piacimento. Tutte le vetture finite, berline, spider e berlinette, potevano essere dotate del motore Pescara da 95 CV a 4500 giri/min.
Anche per la nuova 6C 2300 B Pescara arrivò il debutto sportivo alla Mille Miglia del 1935 con due berlinette aerodinamiche in alluminio realizzate dalla carrozzeria Touring finirono all'8º e al 10º posto con Franco Cortese e Francesco Severi ed Archimede Rosa e Gianfranco Comotti.

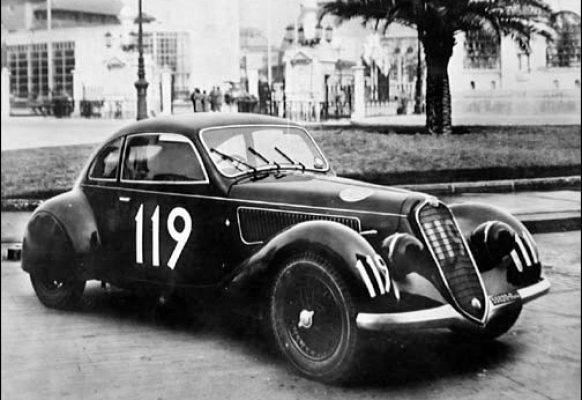
Questa Alfa Romeo 6C 2300 B MM Berlinetta Touring arrivò 4° alla Mille Miglia il 4 aprile 1937 con Ercole Boratto e Battista Guidotti. Fu la prima vettura Superleggera ad essere prodotta

Altre tre berlinette realizzate dalla carrozzeria Touring corsero, ovviamente, alla "Targa Abruzzo - 24 Ore di Pescara" corsa tra l'11 e il 12 agosto 1935 finendo al 1º, 2º e 4º posto con gli equipaggi composti da Franco Cortese e Francesco Severi, Archimede Rosa e Gianfranco Comotti e Mario Tadini e dal principe Nicola di Romania. Queste tre vetture furono costruite con una tecnica simile a quella che verrà brevettata poco dopo col nome di "Superleggera". Queste auto furono le antenate delle nuove 6C 2300 B Mille Miglia berlinetta Touring che debuttarono alla Mille Miglia 1937. La tecnica (mutuata dalla costruzione aeronautica) prevede una scocca con un'intelaiatura in sottili tubi d'acciaio saldata al telaio sulla quale vengono applicati pannelli di alluminio dallo spessore variabile in relazione agli sforzi da subire con la forma della carrozzeria. Telaio e carrozzeria erano tutt'uno anticipando di parecchi anni l'avvento della tecnologia a scocca portante.
Alla Mille Miglia del 1936 due 6C 2300 B e una 6C 2300 Pescara giunsero 9°, 11° e 13° assolute e 1°,2° e 3° nella “Classe oltre 2.000 cc senza compressore”, essendo le uniche iscritte in quella classe. L’ultima di quelle vetture era la 6C 2300 GT Pescara Spider Touring personale di Mussolini e, convertita all'alimentazione ad alcool, pilotata dal suo autista personale Ercole Boratto in coppia con Guido Mancinelli. L'auto venne usata dal Duce come auto personale e per gli incontri istituzionali dal 1936 al 1939 ed è unica; con carrozzeria spider 2 posti più sedile posteriore "della suocera" rifinita in amaranto e pelle nera all'interno.
L'anno successivo alla Mille Miglia presero il via 10 esemplari di 6C 2300 in tutte le versioni e Boratto, stavolta in coppia con Gianbattista Guidotti, ottenne un 4º posto a bordo di una nuova versione della 6C 2300 B, la "MM Berlinetta Anno XV" con carrozzeria Superleggera Touring e motore potenziato a 105 CV, messa loro a disposizione ufficialmente dall'Alfa Romeo e realizzata al fine di celebrare il 15º anniversario della Marcia su Roma. Il successo fu così eclatante che da lì in poi il modello più potente cambiò nome da "Pescara" a "Mille Miglia" e venne reso disponibile con una carrozzeria berlinetta Touring simile a quella che aveva ottenuto la vittoria alla corsa bresciana.
Ercole Boratto in coppia con il collaudatore Alessandro Gaboardi ottenne un'altra vittoria con una 6C 2300 B MM Spider Touring alla Bengasi-Tripoli, la "Mille chilometri coloniale", una gara nata da un'idea di Mussolini come "sfoggio della potenza dell'Impero" per promuovere la nuova strada litoranea appena costruita.

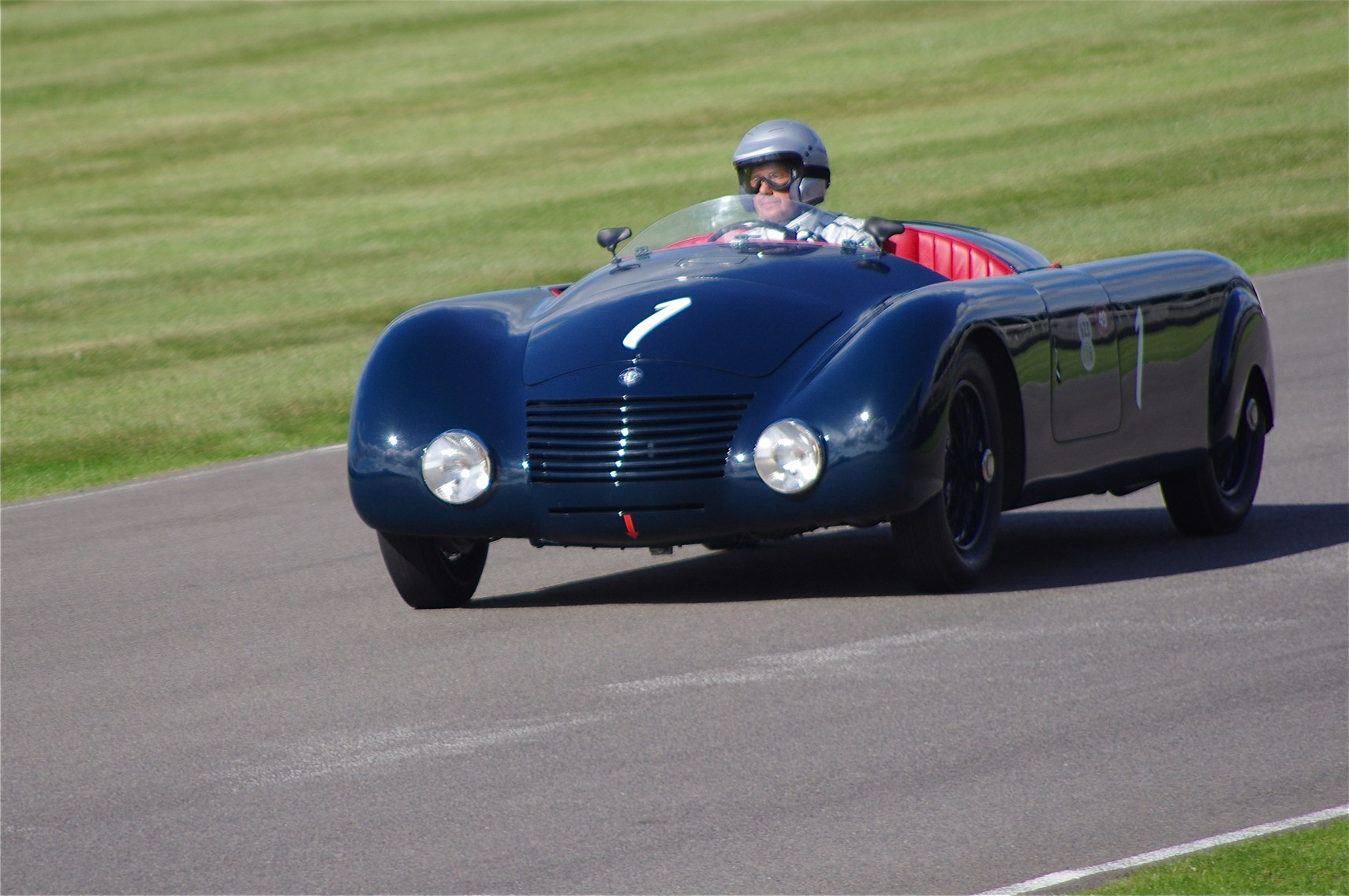
L'Alfa Romeo 6C 2300 Aerodinamica Spider Jankovits del 1935

Tra i molteplici esemplari unici realizzati ce ne fu uno diverso da tutti gli altri, l'Alfa Romeo 6C 2300 Aerodinamica Spider Jankovits, un prototipo aerodinamico a motore centrale progettato da Vittorio Jano e costruito tra il 1935 e il 1939 dai fratelli Gino e Oscar Jankovits, rappresentanti Alfa Romeo per Fiume. L'Aerodinamica Spider è rivoluzionaria perché rappresenta il primo design "moderno" di auto sportiva a motore centrale, la prima auto con posizione di guida centrale e la prima vettura progettata per tenendo conto di principi aerodinamici di nuova concezione per offrire una resistenza all'avanzamento ridotta sia sopra che sotto la vettura attraverso una carenatura del fondo vettura e per ridurre il sollevamento dell'avantreno alle alte velocità. Jano fornì la sua competenza ingegneristica e le parti Alfa Romeo necessarie agli Jankovits che hanno costruito, testato e sviluppato la vettura speciale a Fiume. Il telaio 6C 2300 n° 700.315, fu spedito a Fiume insieme ai progetti e nel 1935 cominciò la costruzione della vettura con il motore e il cambio 6C 2300 accoppiati ad un differenziale con un giunto elastico sistemati al centro della vettura dietro il pilota. Le sospensioni erano a ruote indipendenti. Il vano motore tuttavia venne pensato per ospitare un nuovo motore V12 sperimentale, che però non entrò mai sotto quel cofano perché Jano lasciò l'Alfa Romeo nel 1937 e il progetto venne interrotto. L'auto rimase ai fratelli Jankovits che la immatricolarono per circolare su strada dotandola di parabrezza, paraurti e indicatori di direzione e la tennero, col motore sei cilindri, poi modificato con tre carburatori Weber 36 D04 nel 1939, fino al 1946; quando la usarono per oltrepassare il confine dalla Jugoslavia all'Italia e la vendettero ad un soldato americano. Oggi l'auto è stata restaurata e conserva ancora le targhe originali di Fiume. 

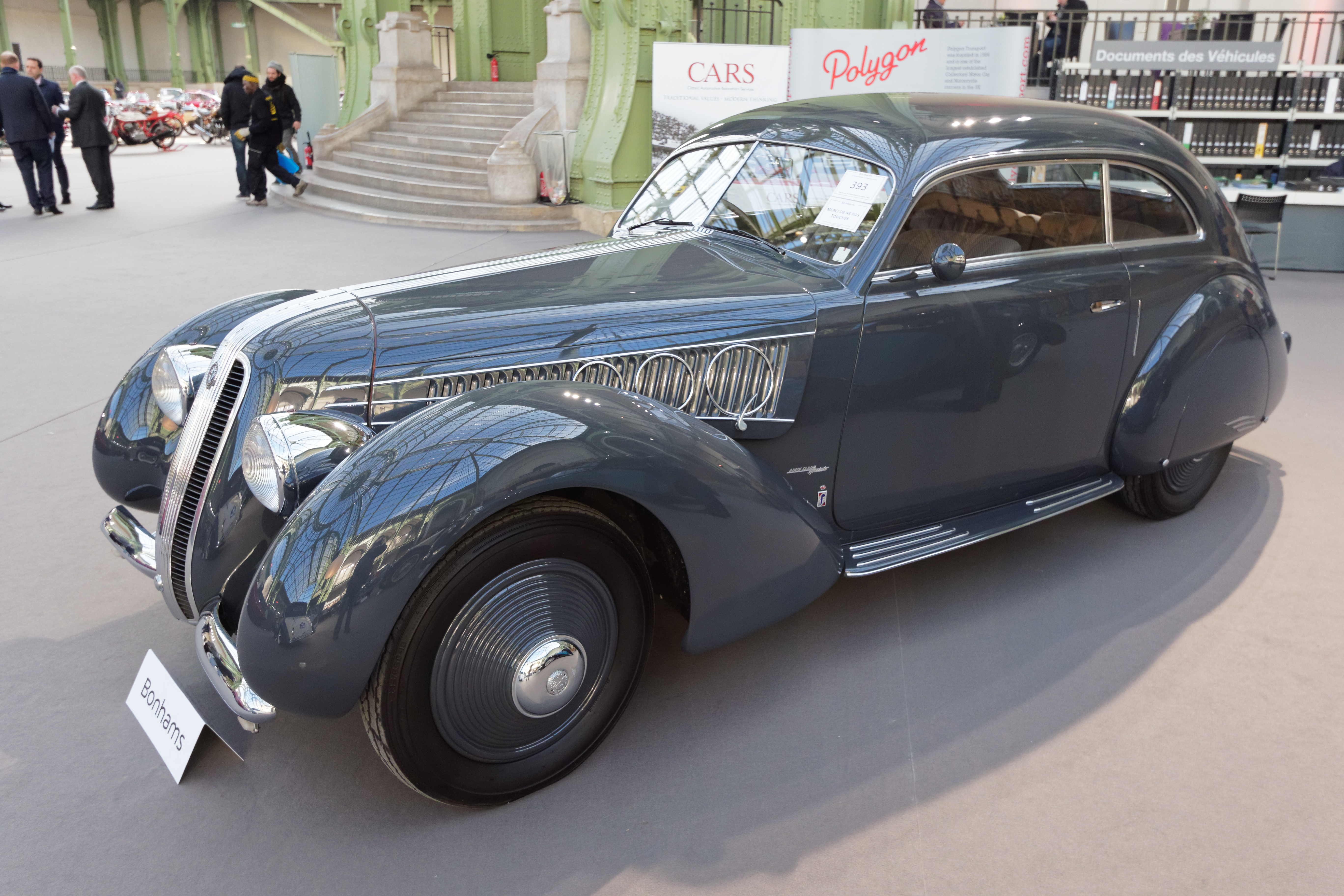
L'Alfa Romeo 6C 2300 B Pescara Berlinetta Pinin Farina del 1937

Al Salone dell'Automobile di Milano del 1937 la Pinin Farina presentò una berlinetta sul telaio di una 6C 2300 B. La linea disegnata da Mario Revelli di Beaumont combina eleganti dettagli Art déco con un profilo aerodinamico con una piccola pinna incorporata nella parte posteriore e fu così ben riuscita che vinse il Concorso di eleganza del Parco del Valentino a Torino del 1937.

### La 6C 2300 B 2ª serie
Nel 1938 l'Alfa romeo continuò a migliorare la 6C 2300 B modificando la vettura per meglio andare incontro alle esigenze del mercato. Vennero semplificati gli allestimenti delle versioni Lungo e Corto, che andavano a sostituire gli allestimenti Turismo e Gran Turismo, unificando le meccaniche e adottando le ruote in acciaio stampato mentre la nuova Mille Miglia, ai vertici della gamma, mantenne le ruote a raggi. Meccanicamente venne sostituita la pompa elettrica della benzina con una meccanica posta sul motore e soprattutto venne riprogettato il cambio con nuovi ingranaggi di 2°, 3° e 4° sempre in presa e 3° e 4° sincronizzate.

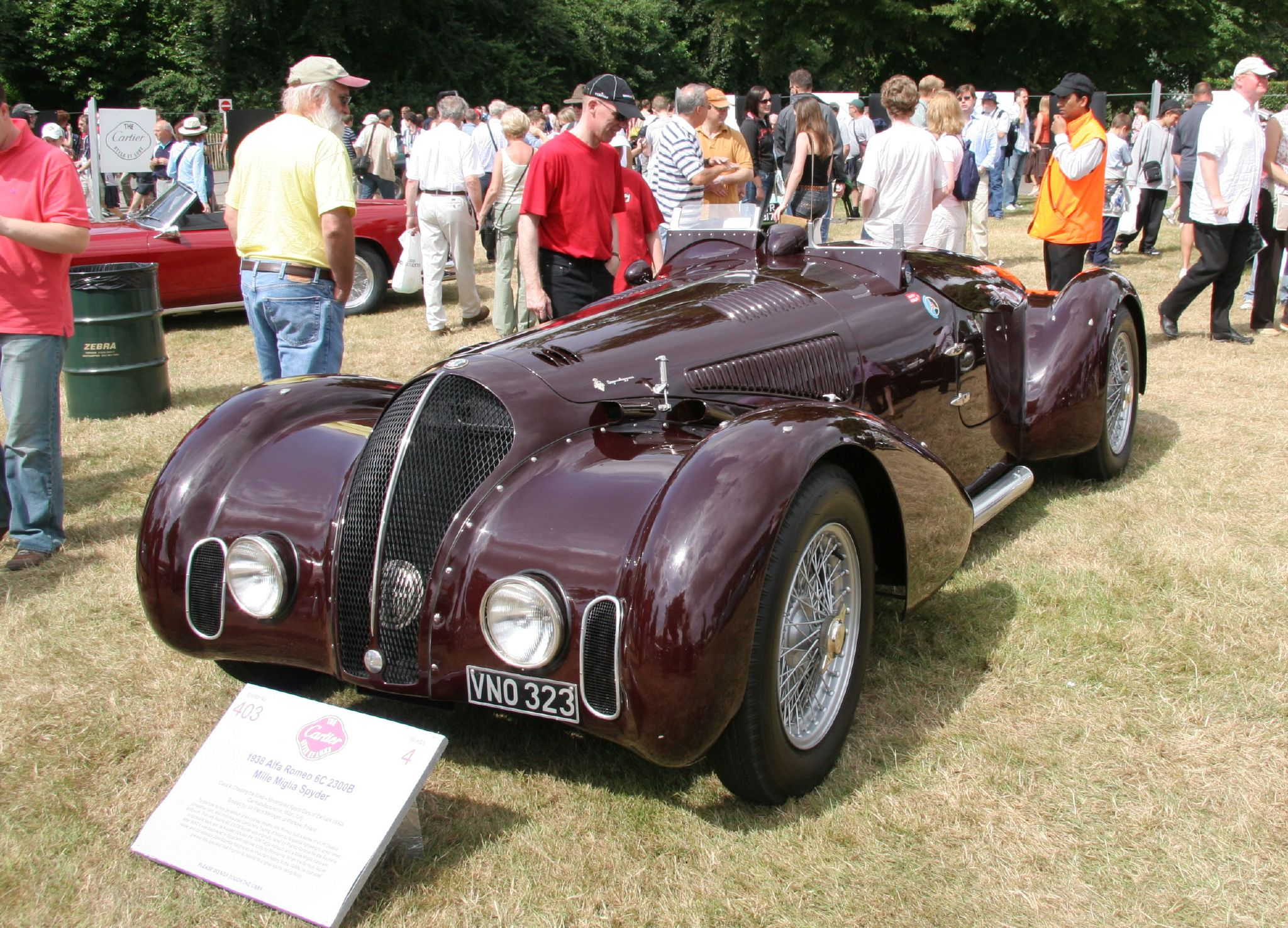
L'Alfa Romeo 6C 2300 B Mille Miglia Spyder Touring del 1938 che arrivò 9° assoluta

Sul telaio Lungo venne montata una carrozzeria 6/7 posti e su quello Corto una più sportiva carrozzeria 4 porte, entrambe riprese dalle precedenti e prodotte dall'Alfa Romeo stessa, mentre sui telai Mille Miglia venne offerta una berlinetta Touring simile a quella che aveva ottenuto il 4º posto alla corsa bresciana del 1937.
Ben 12 esemplari di 6C 2300 nelle varie versioni corsero la Mille Miglia 1938 e la migliore del lotto, una 6C 2300 B 2ª serie MM Spyder Touring con Franco Cortese e Arturo Fumagalli, si classificò 9° assoluta e prima di classe. Grazie a quella e ad altre 7 vittorie su 8 gare, tra cui la Targa Abruzzo, la stessa vettura vinse il campionato italiano categoria "Sport Nazionale". Partecipò a qualche gara nel 1939 con motore 2500 e dopo la guerra venne ricarrozzata cabriolet stradale da Pinin Farina; carrozzeria che mantenne fino agli anni 2000 quando venne restaurata ripristinando la carrozzeria Spyder Touring. In occasione del salone di Ginevra del 1938, il carrozziere svizzero Worblaufen realizzò una 6C 2300 B cabriolet dotata di carrozzeria in alluminio e interni in pelle.
Nel 1939 vennero costruiti gli ultimi esemplari, in contemporanea con i primi telai della 6C 2500 chiamata a sostituirla.

## Caratteristiche tecniche delle Alfa Romeo 6C 2300

### Tabella con le specifiche tecniche di tutte le 6C 2300[1]
| Modello                                 | Annate di produzione | Sospensioni | Interasse | Rapporto di compressione | Sistema di alimentazione              | Potenza massima        |
| --------------------------------------- | -------------------- | --- | --------- | ------------------------ | ------------------------------------- | ---------------------- |
| 6C 2300 Turismo                         | 1934                 | anteriori/posteriori ad assale rigido, con molle a balestra semiellittiche e ammortizzatori a frizione | 3210 mm   | 6,5:1                    | un carburatore verticale doppio corpo | 68 CV a 4.400 giri/min |
| 6C 2300 Gran Turismo                    | 1934                 | anteriori/posteriori ad assale rigido, con molle a balestra semiellittiche e ammortizzatori a frizione | 2925 mm   | 6,75:1                   | un carburatore verticale doppio corpo | 76 CV a 4400 giri/min  |
| 6C 2300 Pescara                         | 1934                 | anteriori/posteriori ad assale rigido, con molle a balestra semiellittiche e ammortizzatori a frizione | 2925 mm   | 7,75:1                   | due carburatori orizzontali monocorpo | 95 CV a 4500 giri/min  |
| 6C 2300 B Turismo                       | 1935-1937            | anteriori/posteriori a ruote indipendenti, a bracci tirati con molle elicoidali ed ammortizzatori idraulici coassiali racchiusi in un "astuccio"; a ponte pendolare Porsche con barre di torsione longitudinali e ammortizzatori idraulici | 3250 mm   | 6,75:1                   | un carburatore verticale doppio corpo | 70 CV a 4400 giri/min  |

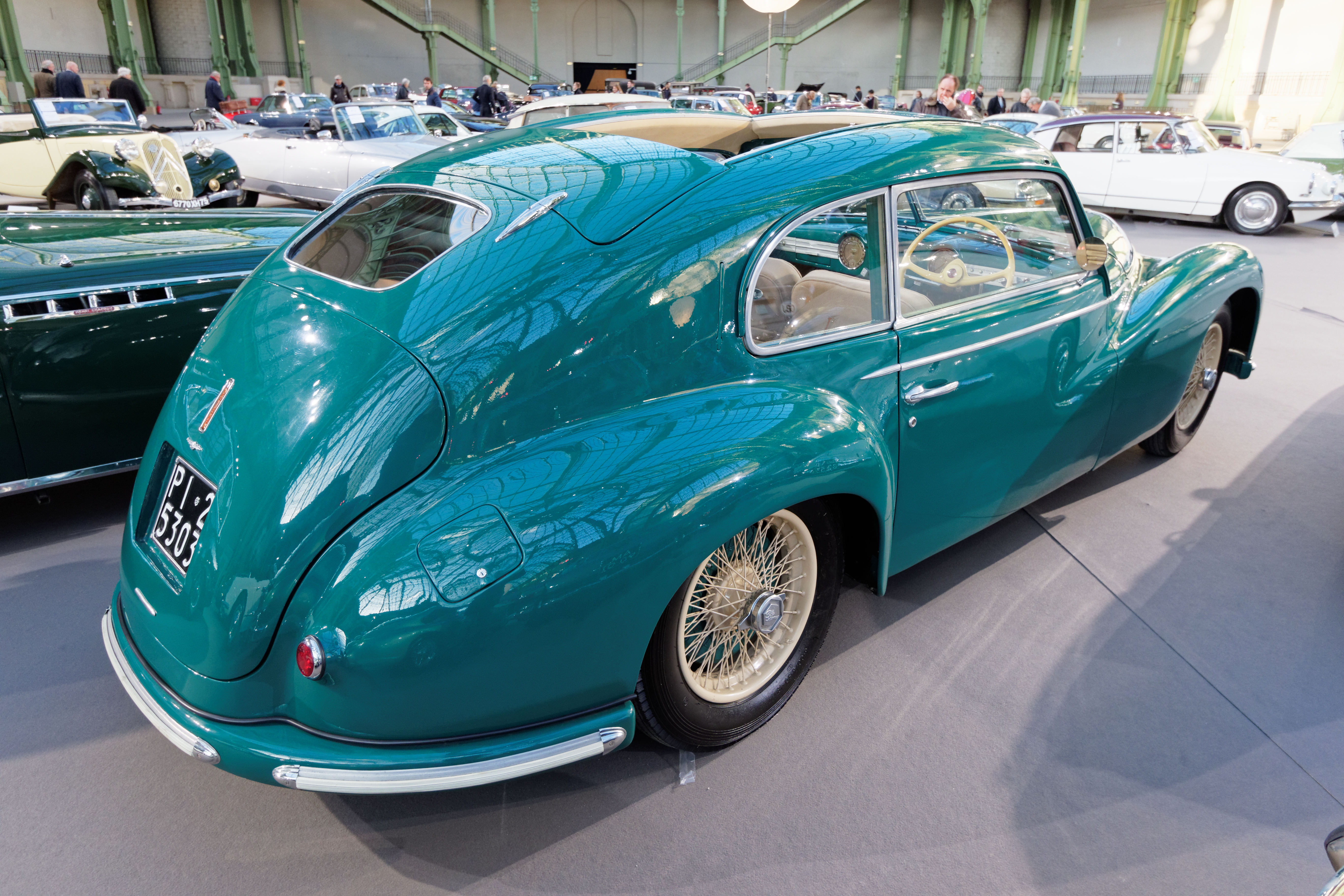
vista posteriore della stessa Alfa Romeo 6C 2500 Freccia d'Oro del 1947

| 6C 2300 B Gran Turismo                  | 1935-1937            | anteriori/posteriori a ruote indipendenti, a bracci tirati con molle elicoidali ed ammortizzatori idraulici coassiali racchiusi in un "astuccio"; a ponte pendolare Porsche con barre di torsione longitudinali e ammortizzatori idraulici | 3000 mm   | 7:1                      | un carburatore verticale doppio corpo | 76 CV a 4400 giri/min  |
| 6C 2300 B Pescara                       | 1935-1937            | anteriori/posteriori a ruote indipendenti, a bracci tirati con molle elicoidali ed ammortizzatori idraulici coassiali racchiusi in un "astuccio"; a ponte pendolare Porsche con barre di torsione longitudinali e ammortizzatori idraulici | 3000 mm   | 7,75:1                   | due carburatori orizzontali monocorpo | 95 CV a 4500 giri/min  |
| 6C 2300 B 2ª serie Lungo                | 1938-1939            | anteriori/posteriori a ruote indipendenti, a bracci tirati con molle elicoidali ed ammortizzatori idraulici coassiali racchiusi in un "astuccio"; a ponte pendolare Porsche con barre di torsione longitudinali e ammortizzatori idraulici | 3250 mm   | 6,75:1                   | un carburatore verticale doppio corpo | 70 CV a 4400 giri/min  |
| 6C 2300 B 2ª serie Corto                | 1938-1939            | anteriori/posteriori a ruote indipendenti, a bracci tirati con molle elicoidali ed ammortizzatori idraulici coassiali racchiusi in un "astuccio"; a ponte pendolare Porsche con barre di torsione longitudinali e ammortizzatori idraulici | 3000 mm   | 7:1                      | un carburatore verticale doppio corpo | 76 CV a 4400 giri/min  |
| 6C 2300 B 2ª serie Mille Miglia         | 1938-1939            | anteriori/posteriori a ruote indipendenti, a bracci tirati con molle elicoidali ed ammortizzatori idraulici coassiali racchiusi in un "astuccio"; a ponte pendolare Porsche con barre di torsione longitudinali e ammortizzatori idraulici | 3000 mm   | 7,75:1                   | due carburatori orizzontali monocorpo | 95 CV a 4500 giri/min  |
| 6C 2300 B 2ª serie Mille Miglia "Corsa" | 1938-1939            | anteriori/posteriori a ruote indipendenti, a bracci tirati con molle elicoidali ed ammortizzatori idraulici coassiali racchiusi in un "astuccio"; a ponte pendolare Porsche con barre di torsione longitudinali e ammortizzatori idraulici | 3000 mm   | 7,75:1                   | due carburatori orizzontali monocorpo | 105 CV a 4800 giri/min |

### Esemplari di Alfa Romeo 6C 2300 e 6C 2300 B prodotti

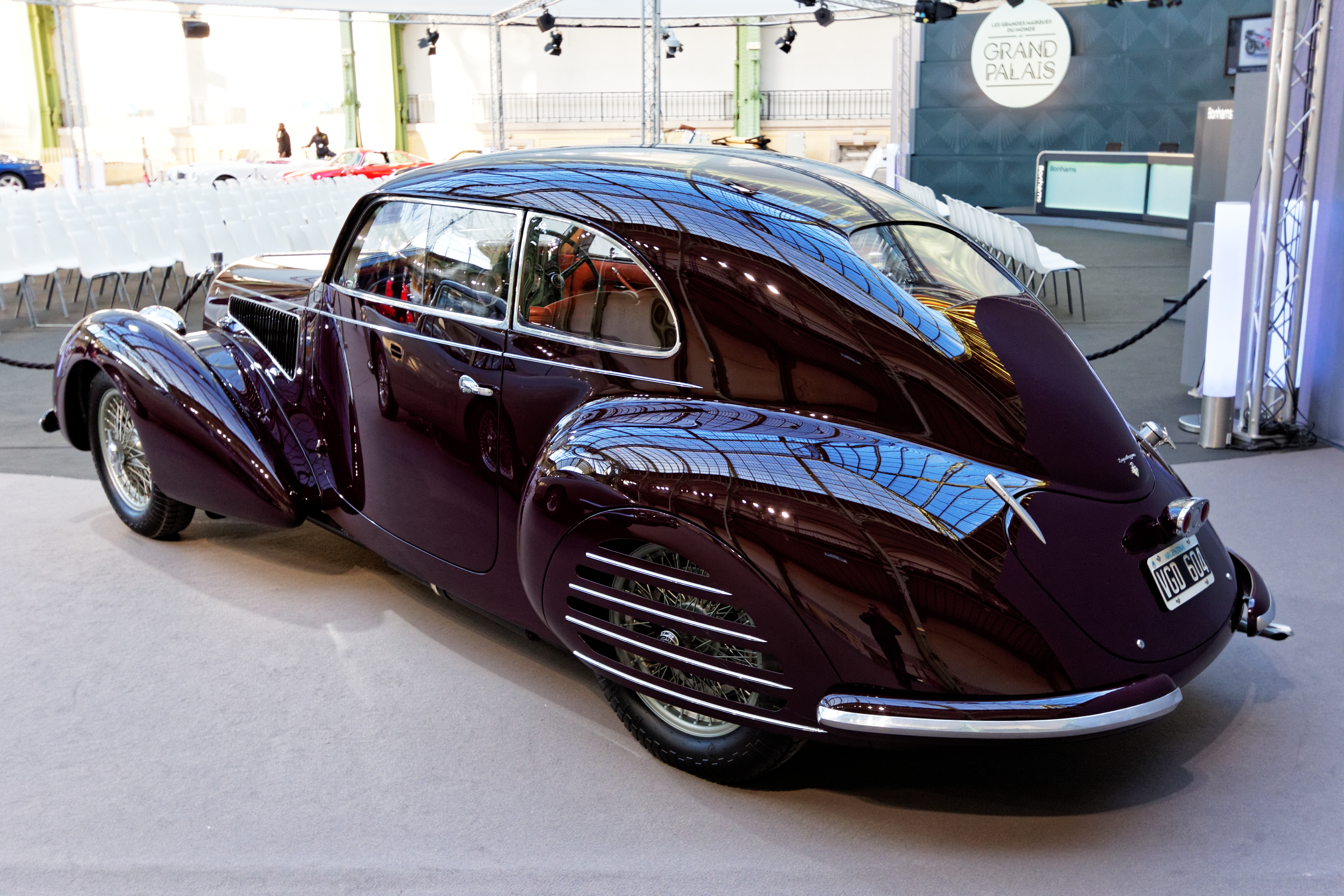
vista posteriore della stessa Alfa Romeo 6C 2300 B Pescara berlinetta Touring del 1937

### Esemplari di Alfa Romeo 6C 2300 e 6C 2300 B prodotti[1]
| Modello              | Turismo   | Gran Turismo | Pescara | B Turismo | B Gran Turismo | B Pescara - Mille Miglia | B 2ª Serie Corto | B 2ª Serie Lungo | B 2ª serie Mille Miglia | Totale:   |
| Annate di produzione | 1934-1935 | 1934         | 1934    | 1936-1938 | 1935-1937      | 1935-1937                | 1938-1939        | 1938-1939        | 1938-1939               | 1934-1939 |
| Esemplari prodotti   | 225       | 473          | 60      | 78        | 86             | 120                      | 211              | 246              | 107                     | 1606      |

## La 6C 2500

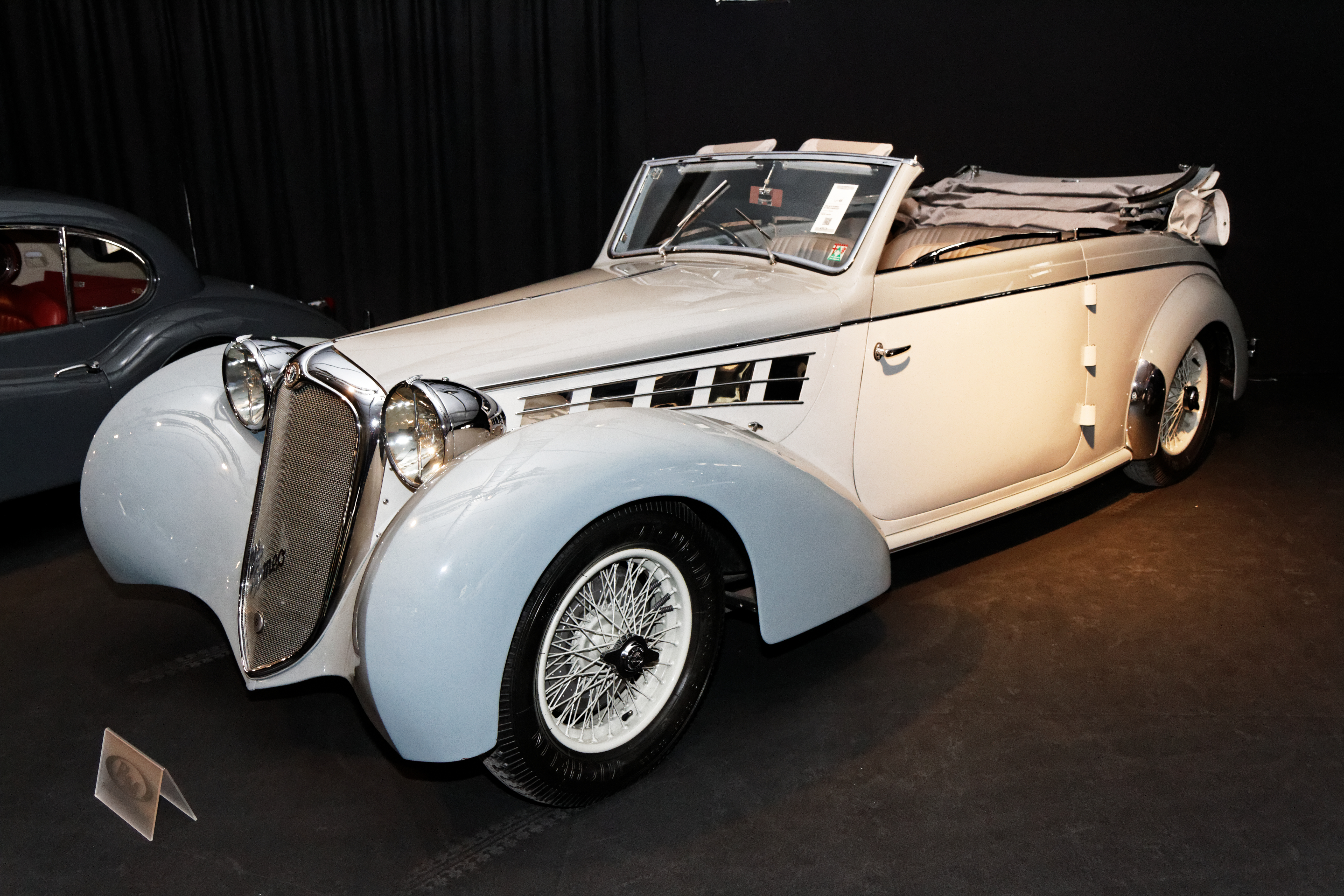
Alfa Romeo 6C 2500 Sport Cabriolet Tüscher del 1939, una delle realizzazioni anteguerra sul telaio 6C 2500 di un carrozziere straniero

Nel 1939 la 6C 2300 fu sostituita dalla sua naturale evoluzione, la nuova Alfa Romeo 6C 2500, ultima vettura della serie, progettata prima della seconda guerra mondiale, la cui produzione venne praticamente sospesa per gli eventi bellici e ripresa nel primo dopoguerra arrivando fino al 1953, quando cessò di esistere dopo circa 2.600 esemplari prodotti e fu sostituita dall'Alfa Romeo 1900.
Il progetto venne sviluppato da Bruno Trevisan, un perito industriale proveniente dalla Fiat Aviazione che aveva sviluppato il motore V12 per la GP tipo C, e non più da Jano, che aveva lasciato l'azienda dopo gli insuccessi della vettura da Gran Prix del 1937. La nuova vettura riprendeva, migliorandole dove necessario, le caratteristiche fondamentali della 6C 2300 dopo un periodo in cui si era pensato di sostituire 6C 2300 e 8C 2900 con le inedite S10 e S11 con nuovi motori V12 e V8.
Con la 6C 2500 si scelse invece evolvere più semplicemente la 6C 2300 lanciando tre versioni chiamate Turismo, Sport e Super Sport.
Su tutte il sistema di sospensioni e sterzo rimase praticamente invariato mentre si scelse di aumentare la cilindrata aumentando il valore dell'alesaggio e arrivando a 2443 cm3 (alesaggio x corsa: 72 x 100 mm) per migliorare il funzionamento del motore. Le tre versioni si distinguevano per i diversi sistemi di alimentazione e quindi di potenza massima e per la carrozzeria che dipendeva dalla diversa lunghezza del passo, 3250 mm per la Turismo, 3000 mm per la Sport e la Super Sport. Successivamente sulla Tipo 256 e sulla Super Sport il passo venne ulteriormente accorciato a 2700 mm.
Sulla Turismo a passo lungo il motore disponeva di 87 CV a 4600 giri/min ed era possibile montare due tipi diversi di carrozzeria prodotte dalla stessa Alfa Romeo, la prima una berlina 5 posti due luci con ruota di scorta esterna sul bagagliaio e la seconda una berlina 6-7 posti tre luci con due ruote di scorta poste dietro i parafanghi anteriori.
Invece le Sport e le Super Sport venivano vendute solo come autotelaio sebbene la casa offrisse berlinette e cabriolet prodotte dalla Touring ufficialmente nella propria gamma. Le due versioni si distinguevano solo per la potenza erogata. Mentre il motore della Sport raggiungeva i 95 CV a 4600 giri/min semplicemente aumentando il rapporto di compressione a 7,5:1 e ritarando il carburatore doppio corpo il motore della Super Sport stradale disponeva, oltre che di un rapporto di compressione ulteriormente innalzato a 8:1, di tre carburatori orizzontali monocorpo che gli facevano toccare i 105 CV a 4800 giri/min.

### La 6C 2500 Sport e Super Sport
La berlinetta e la cabriolet di Touring erano le versioni "standard" costruite su meccanica Sport e Super Sport con il metodo brevettato Superleggera che sfruttava un'intelaiatura di sottili tubi di acciaio per sostenere i leggeri pannelli di alluminio della carrozzeria. Per disegnare la linea la Carrozzeria Touring volle unire eleganza e sportività quindi realizzò una linea semplice e filante nonostante sia stata realizzata basandosi solo su conoscenze aerodinamiche empiriche, un lungo cofano è bilanciato da un abitacolo raccolto con spazio per due persone più eventuali altre due sulla panchetta posteriore e ribaltando quest'ultima si accedeva al vano bagagli. Il frontale è dominato da una grande calandra verticale a maglie fitte incorniciata da un profilo cromato con il logo del biscione e con, inclinata sulla sinistra, la scritta cromata Alfa Romeo in corsivo, i due fanali integrati e il paraurti diviso in due parti. I parafanghi anteriori molto pronunciati erano integrati nella carrozzeria ma ancora ben distinguibili insieme al predellino, assottigliato il più possibile ma sempre presente, mentre i parafanghi posteriori vennero coperti con degli "spats", coperture aerodinamiche delle ruote. Sullo specchio di coda era presente uno scarico sdoppiato, un piccolo lunotto, il paraurti diviso in due parti e un portello per contenere la ruota di scorta su cui venivano fissate la targa e le luci posteriori.
Le berlinetta Touring vennero molto apprezzate per l'eleganza della loro linea unita alle prestazioni sportive garantite dal motore; tra i clienti illustri vi fu anche Benito Mussolini che ne fece costruire un esemplare con meccanica SS per l'amante, Claretta Petacci, su cui viaggiavano insieme quando vennero arrestati a Dongo sulla via per la fuga in Svizzera.
Nonostante il pregevole risultato raggiunto dalla Touring molti autotelai vennero affidati dai clienti ad altri carrozzieri, italiani ma anche stranieri, che realizzarono comunque vetture di pregio. Negli anni si cimentarono su questo telaio Pinin Farina, Bertone, Castagna e lo stile delle stesse berlinette Touring cambiò nel corso degli anni fino a sperimentare i primi frontali con il "trilobo", tuttora segno distintivo delle Alfa Romeo.

Nel 1940, basandosi su un telaio 6C 2500 SS Tipo 256 reduce da alcune gare, la Pinin Farina realizzò una cabriolet unica verniciata in grigio con interni in pelle turchesi e capote beige che tuttavia non si identificava immediatamente come Alfa Romeo per via del frontale "a prua".

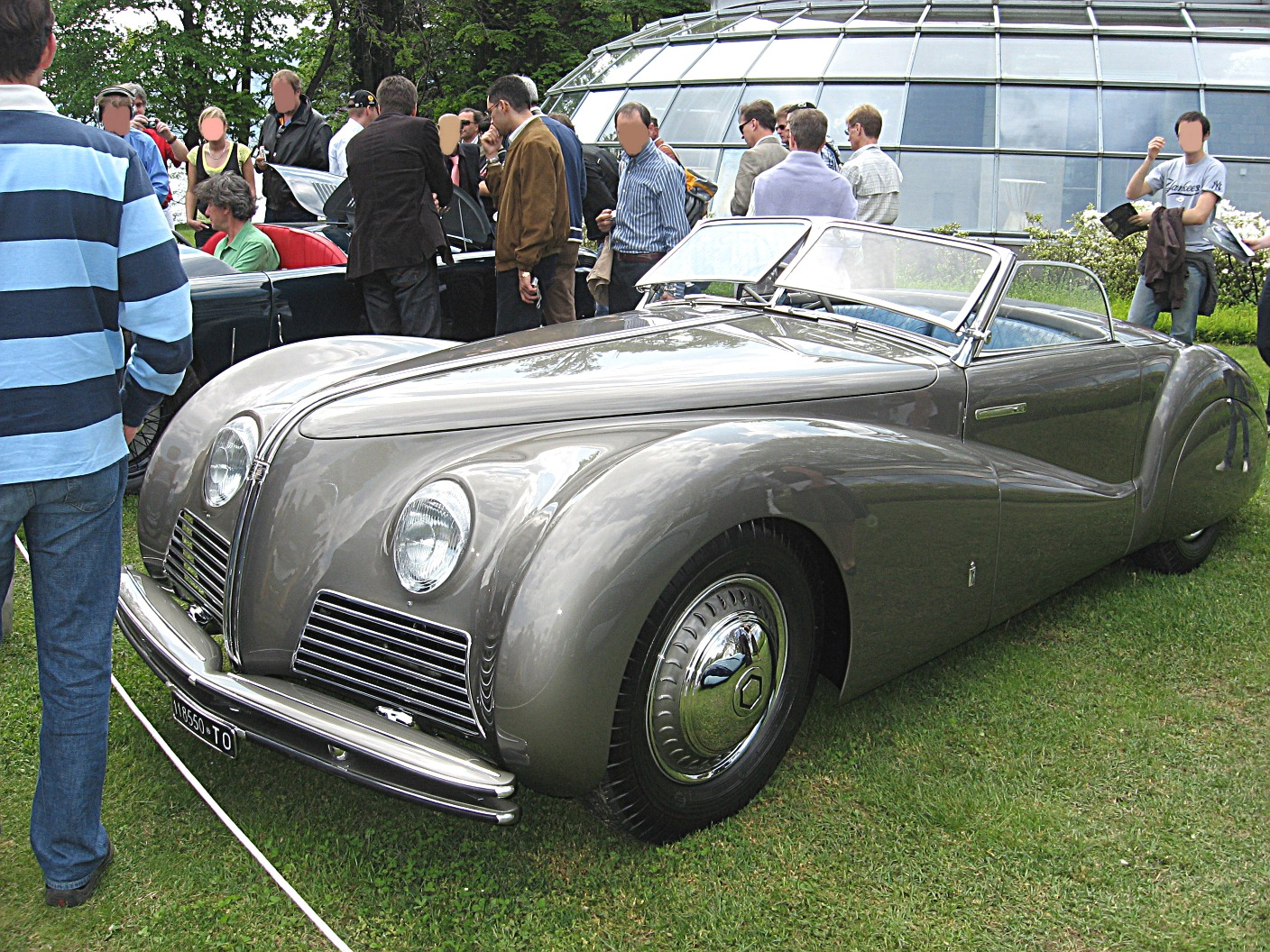
L'Alfa Romeo 6C 2500 SS "Tipo 256" Cabriolet Pinin Farina del 1940

Nel 1942 la Carrozzeria Bertone costruì un esemplare unico su base 6C 2500 SS disegnato da Mario Revelli di Beaumont. Il risultato fu un elegante coupé due posti con la nuova (per allora) calandra triangolare Alfa Romeo sul frontale, la linea ondulata dei parafanghi ben evidente sulla fiancata e con una coda bassa e filante. La vettura venne verniciata di nero e fece parte della Scuderia Automobilistica Milan prima di essere venduta in svizzera ed essere restaurata da un collezionista italiano.

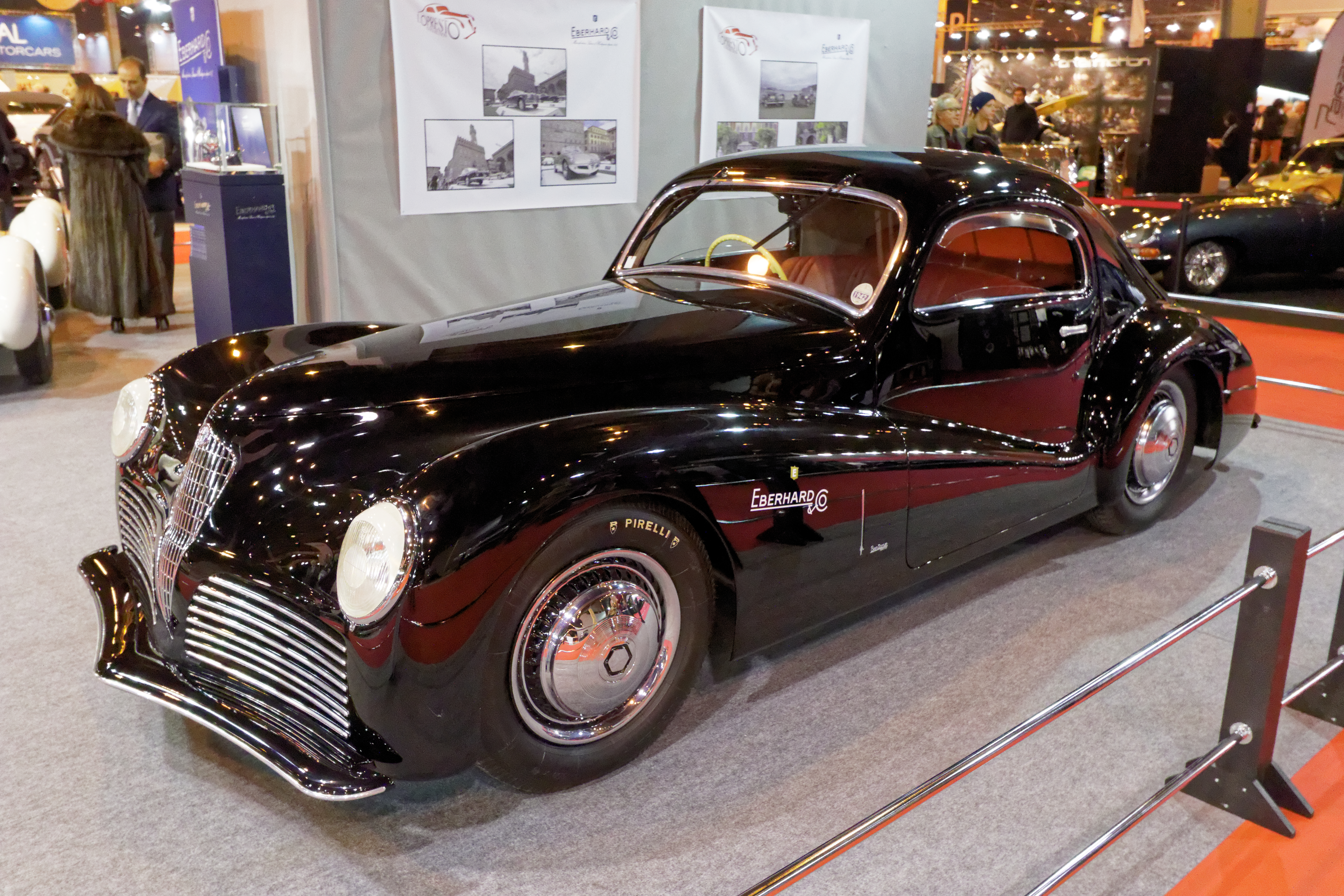
L'Alfa Romeo 6C 2500 SS Coupé Bertone del 1942

Recentemente il prototipo del motore V12 della sperimentale S10 SS è stato montato da un noto collezionista italiano sul telaio di una 6C 2500 S berlinetta costruita dalla carrozzeria Castagna su disegno Touring del 1939, l'esemplare unico su cui pare che la stessa Alfa Romeo avesse pensato di testare il motore, dando origine all'unica Alfa Romeo 12C 3000 berlinetta Castagna.

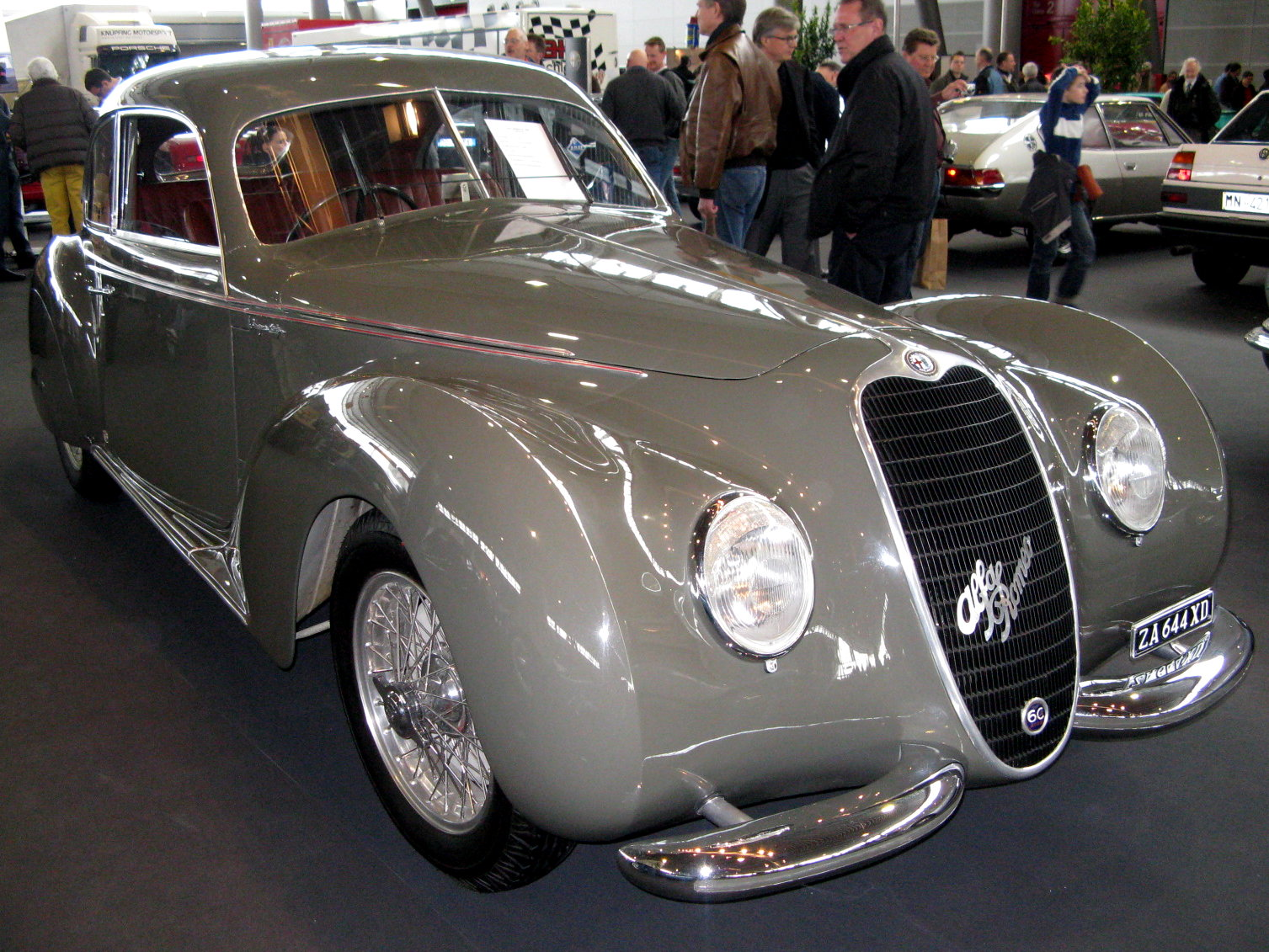
L'Alfa Romeo 12C 3000 berlinetta Castagna

### La "Tipo 256" o 6C 2500 SS "Corsa"
Anche la 6C 2500 ebbe una breve carriera sportiva prima della guerra, con una versione preparata sulla quale il motore venne potenziato fino a 125 CV a 4800 giri/min con l'aumento del rapporto di compressione fino a 8:1 e venne accorciato il passo fino a 2700 mm. Questa versione è conosciuta come "Tipo 256"; sigla della Scuderia Ferrari, analoga a quella della 158 "Alfetta", dove le cifre 2 e 5 rimandano alla cilindrata (2500 cm3) e l'ultima al numero dei cilindri (6). Nel 1938 però l'attività sportiva tornò ad essere gestita da Milano, dalla neonata Alfa Corse, e la sigla Tipo 256 venne progressivamente sostituita dalla 6C 2500 SS "Corsa".
L'Alfa Romeo 6C 2500 SS Corsa Spyder Touring debuttò alla Tobruk-Tripoli, una gara di resistenza che raccoglieva il testimone della Bengasi-Tripoli già vinta dalla 6C 2300. Quattro vetture realizzate dalla Touring, due con carrozzeria tradizionale e due con carrozzeria aerodinamica "Ala Spessa" con i parafanghi integrati nella carrozzeria, condotte da Ercole Boratto e Consalvo Sanesi; Clemente Biondetti e Aldo Monzani e Carlo Maria Pintacuda e Paride Mambelli si classificarono 1°, 2° e 4° mentre Giuseppe Farina si ritirò per un'uscita di strada. Giosué Calamai condusse uno di quegli esemplari alla vittoria alla gara in salita Parma-Poggio di Berceto dello stesso anno.
Nel 1940 alla Mille Miglia corsa sull'atipico circuito triangolare prima che l'Italia entrasse in guerra l'Alfa Corse schierò ufficialmente quattro 6C 2500 SS Corsa, tre spider, di cui una con carrozzeria battezzata "Torpedino Brescia", e una berlinetta chiusa, tutte realizzate dalla Touring col metodo Superleggera. Si classificarono rispettivamente 2°, 4°, 7° e 8° con gli equipaggi composti da Nino Farina e Paride Mambelli, Clemente Biondetti e Aldo Stefani, Carlo Maria Pintacuda e Consalvo Sanesi e Carlo Felice Trossi in coppia con Ascanio Lucchi. Una 6C 2500 SS Spider Touring "Ala Spessa" condotta da Antonio Chiodi e Livio De Zorzi si classificò 24° assoluta, un risultato non eccezionale in assoluto, ma significativo perché per la prima volta su un'Alfa Romeo venne montato un sistema d'iniezione realizzato dalla Caproni sul progetto del tecnico Ottavio Fuscaldo.

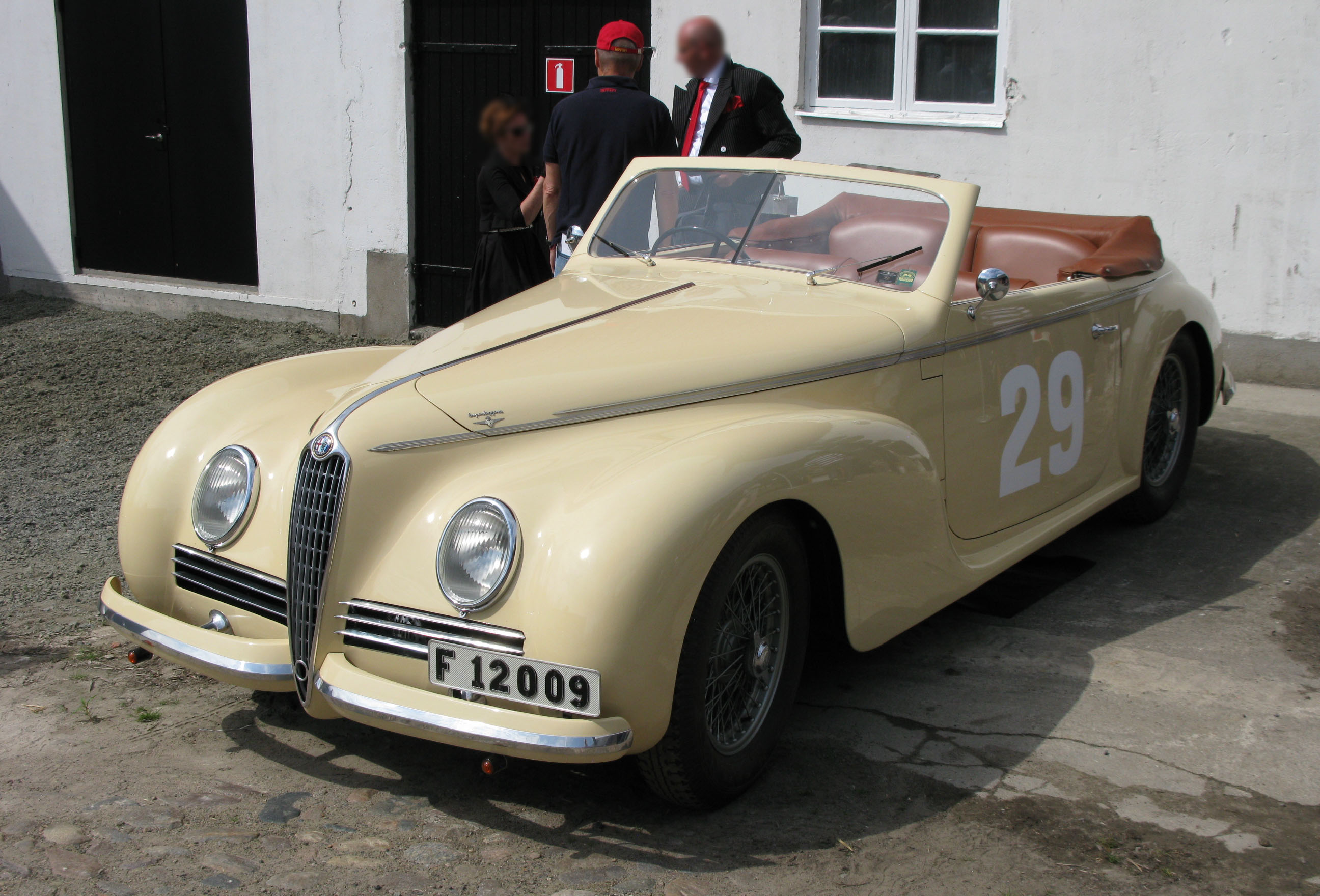
L'Alfa Romeo 6C 2500 Sport Cabriolet Touring del 1942, è una delle prime Alfa Romeo con lo scudetto triangolare

Dopo quella gara la guerra travolse l'Italia e l'Alfa Romeo, al Portello la produzione automobilistica non si interruppe mai del tutto ma era subordinata a quella aeronautica destinata allo sforzo bellico. Dal 1942 tutte le vetture adottarono un nuovo telaio modificato con l'introduzione di una crociera centrale di irrigidimento che integrava anche alcune traverse. Nello stesso anno venne creato il primo modello 6C 2500 Super Sport con crociera centrale di rinforzo, motore da 110 CV e passo di 2700 mm, identico a quello della Tipo 256.
La produzione, a regime ridotto, continuò fino al 1944 quando i bombardamenti alleati distrussero gli stabilimenti milanesi fermando la linea di assemblaggio ma non l'ufficio di progettazione. Trasferitosi sul lago d'Orta continuò a lavorare su progetti da attuare nell'immediato dopoguerra mentre alcune auto da corsa vennero nascoste nella campagna milanese e proprio lì Wifredo Ricart deliberò l'avanzato progetto "Gazzella" che avrebbe dovuto sostituire la 6C 2500 e che però non ebbe seguito produttivo.
Nel 1939, su richiesta del Ministero della Guerra, fu realizzata una vettura militare per gli spostamenti sui terreni accidentati dell'Africa Orientale Italiane dotata di lubrificazione a carter secco, bloccaggio manuale del differenziale posteriore, carrozzeria specifica e carburazione adeguata alle alture chiamata Alfa Romeo 6C 2500 Coloniale e che ebbe un limitato impiego bellico.

### La 6C 2500 nel dopoguerra

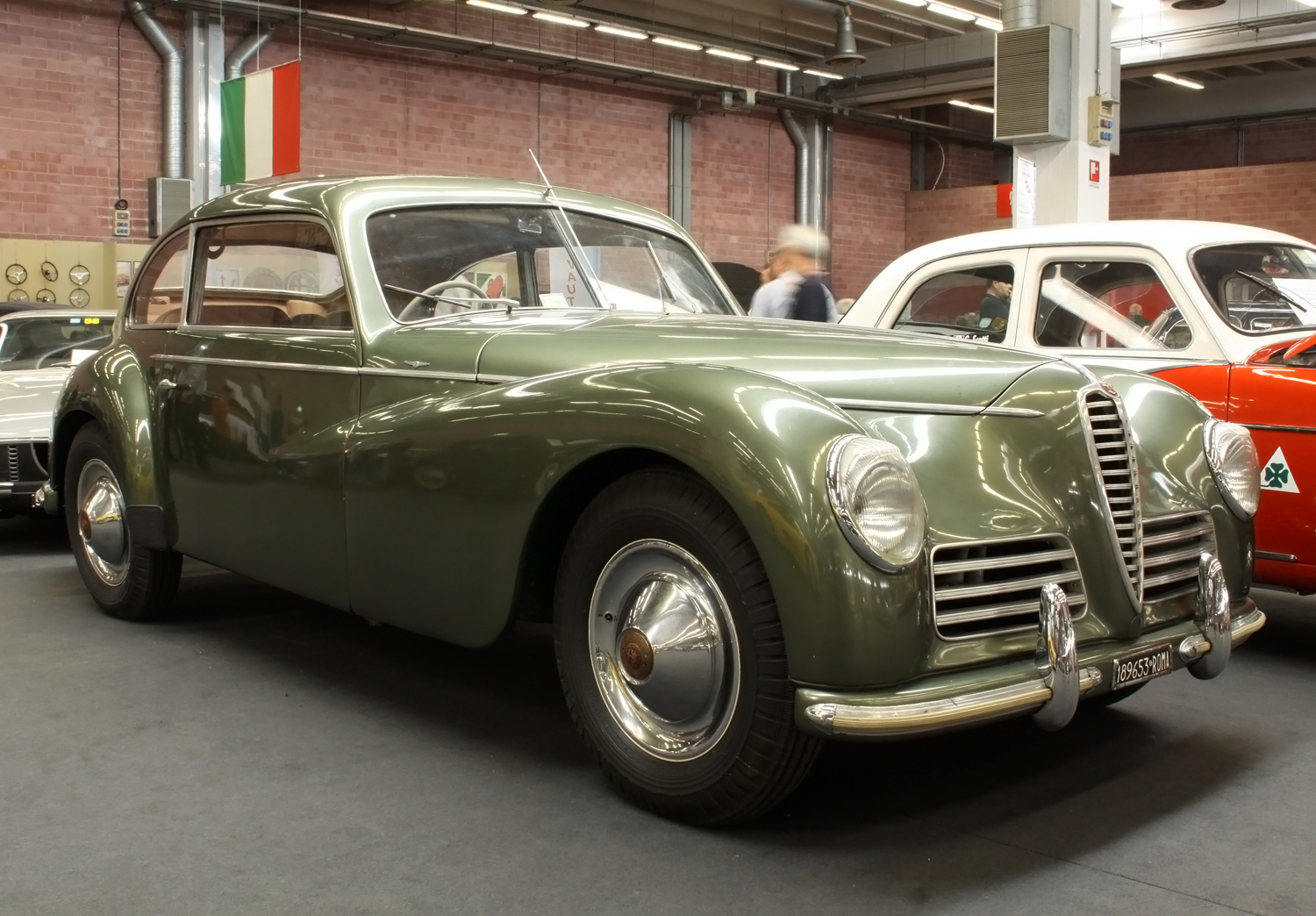
Un'Alfa Romeo 6C 2500 Freccia d'Oro del 1949

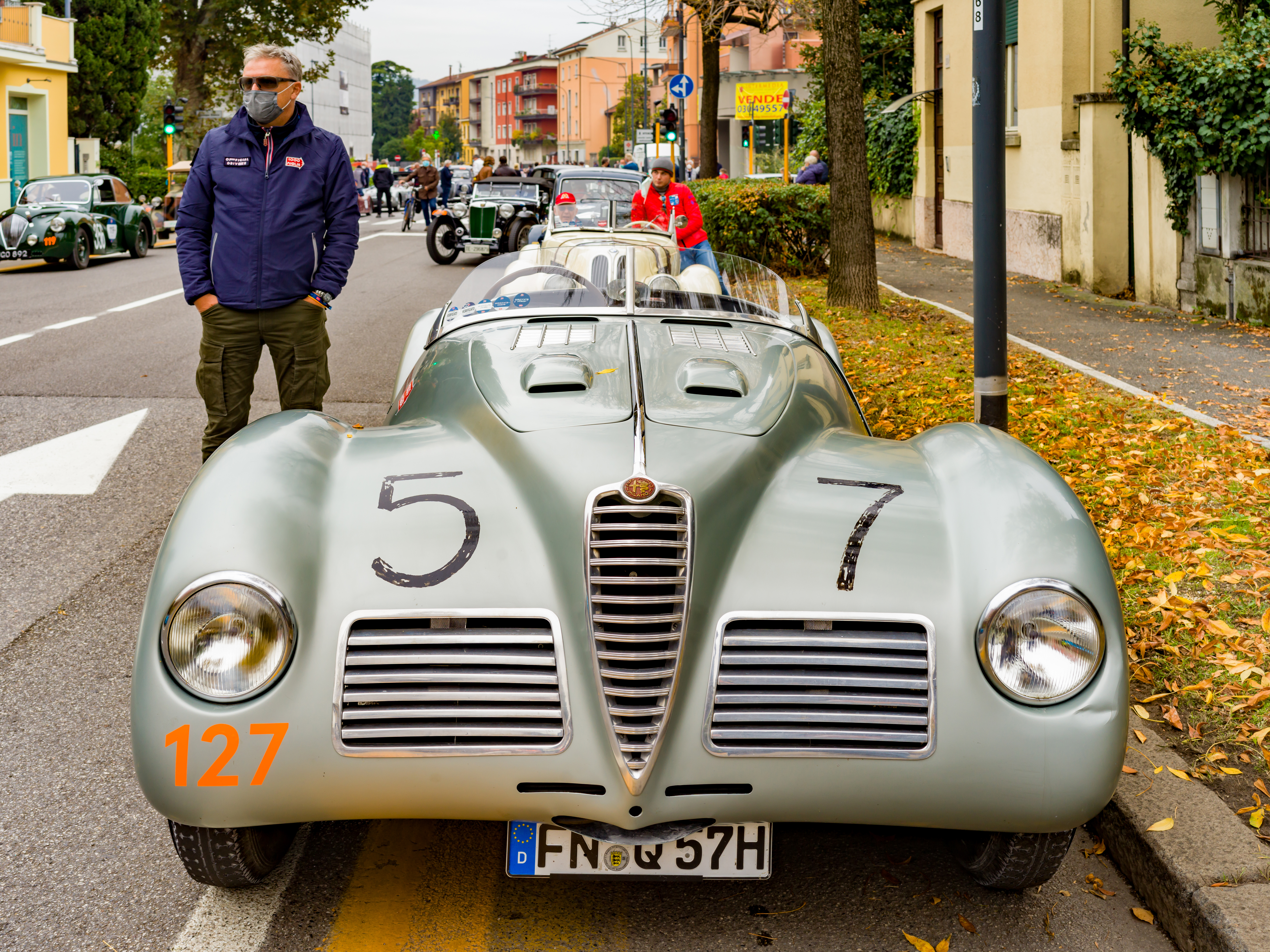
L'Alfa Romeo 6C 2500 SS Spider Corsa di Colli del 1947 alla partenza della Mille Miglia 2020. Come Touring qualche tempo prima anche Colli realizza una sua 6C 2500 secondo il regolamento Sport nazionale

Nel 1946 negli stabilimenti del Portello semidistrutti dai bombardamenti riprese la produzione della 6C 2500 di cui erano sopravvissute molte parti immagazzinate e dopo che tutti i progetti sviluppati durante la guerra furono bocciati per motivi vari. Rientrarono in produzione le versioni Turismo (dal 1947 Sport Lungo), Sport e Super Sport con telaio a crociera e nuove carrozzerie saldate e non più imbullonate al telaio. Meccanicamente erano identiche alla vetture anteguerra tranne che per la leva del cambio, che passò dal pavimento al piantone, e per il rapporto di compressione, che venne ridotto per bruciare la benzina meno raffinata disponibile immediatamente dopo la guerra. Questi piccoli aggiornamenti sono opera dell'ingegner Orazio Satta Puliga e dei suoi colleghi, tra cui Giuseppe Busso, che furono gli autori delle successive Alfa Romeo a scocca portante.

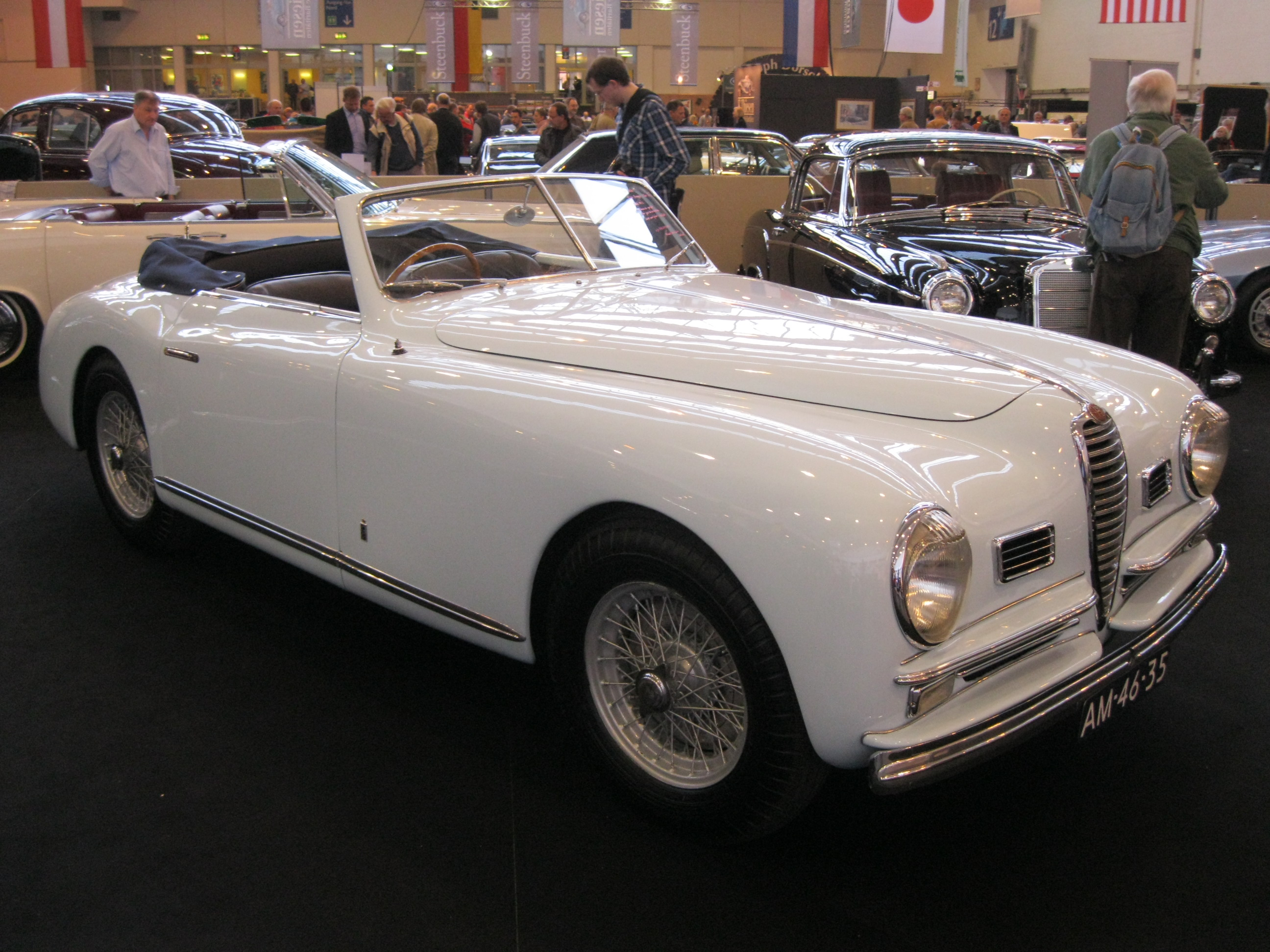
Un'Alfa Romeo 6C 2500 S Cabriolet Pinin Farina

Dalla ripresa della produzione l'Alfa Romeo, tramite la Carrozzeria Alfa, antesignana del Centro Stile Alfa Romeo, disegnò e realizzò una berlina due porte due volumi chiamata "Freccia d'oro" con meccanica Sport da 90 CV a 4600 giri/min capace di raggiungere i 155 km/h. Nel 1949 questa versione, che fu la più gettonata, subì piccole modifiche estetiche, come finestrini più grandi e diverse cromature, e meccaniche raggiungendo i 93 CV mentre l'anno successivo venne sostituita dalla nuova versione "Gran Turismo" con carrozzeria a tre volumi e meccanica Super Sport a tre carburatori che arrivò alla fine della produzione nel 1953. All'interno venne adottato un nuovo volante a due razze in bachelite bianca e nuovi pomelli dei comandi secondari, i sedili in panno ampi e confortevoli vennero ripresi dalla versione anteguerra. Due Freccia d’Oro” parteciparono alla Carrera Panamericana del 1950: Piero Taruffi e Isidoro Ceroli con la n° 90 e Felice Bonetto e Bruno Bonini con la n° 103 finendo rispettivamente 4º e 8º assoluto.
.

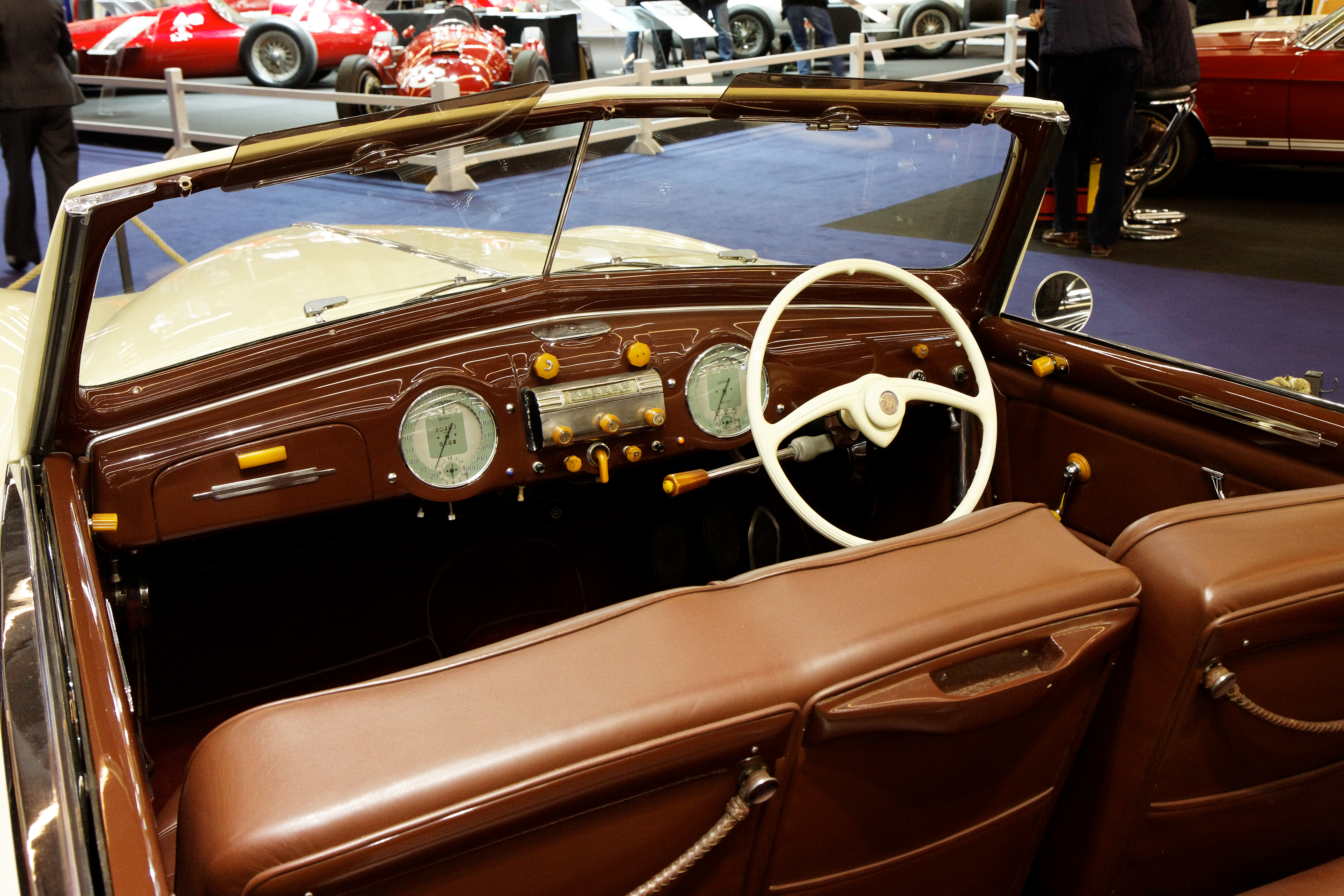
Il cruscotto di un'Alfa Romeo 6C 2500 Cabriolet Pinin Farina del dopoguerra, si notino i nuovi volante, leva del cambio sul piantone e pomelli secondari in ambra

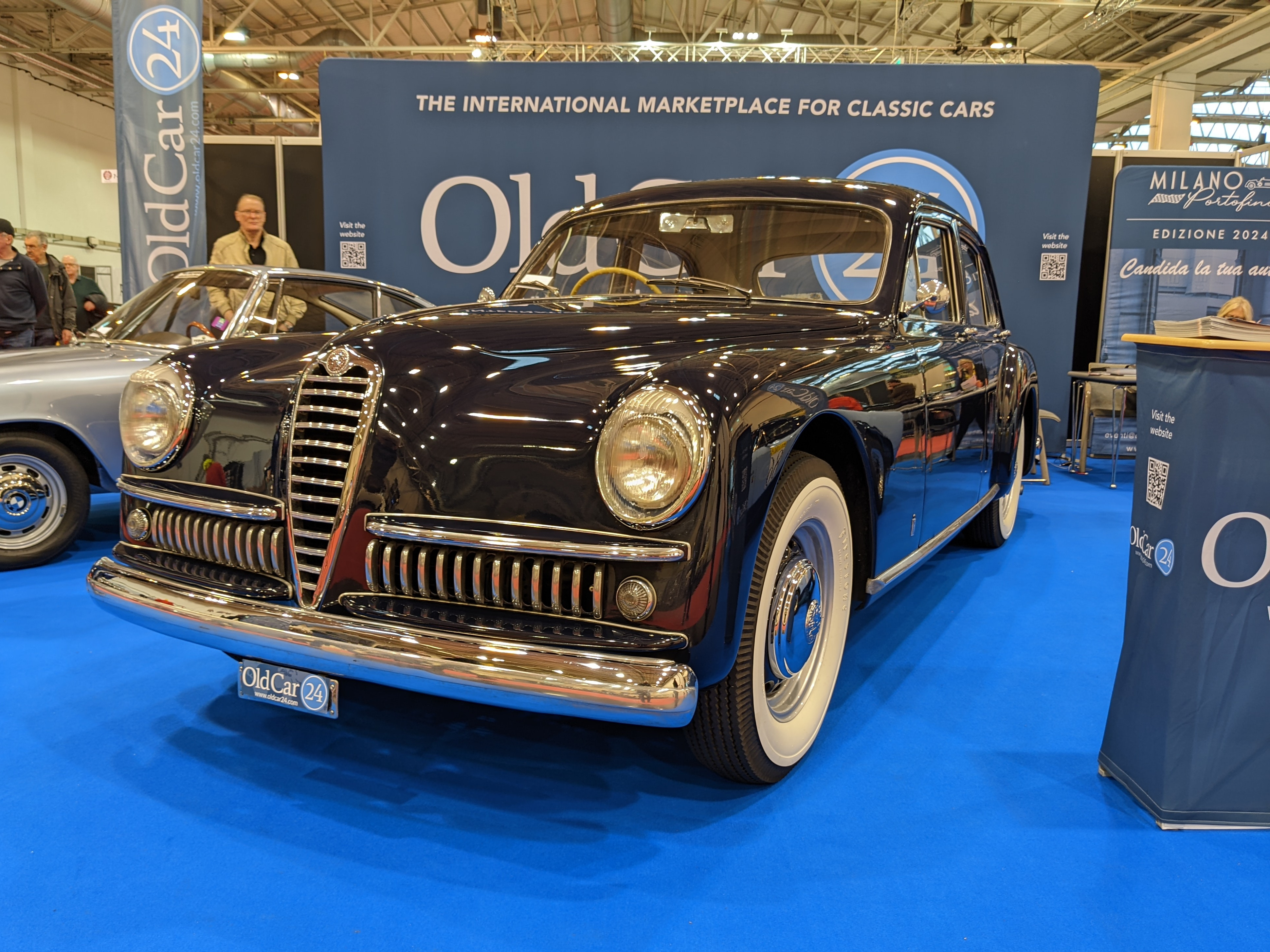
2500 Sport Motore Avanzato

Nel 1948 venne montato su tutti gli esemplari un nuovo cambio a 4 marce completamente sincronizzato sempre con leva sul piantone e arrivarono le nuove Turismo a motore avanzato e Sport a motore avanzato, nelle quali il gruppo motopropulsore, dalla potenza invariata, venne spostato in avanti per consentire il montaggio di carrozzerie più grandi. Su questi telai si cimentarono Boneschi e gli Stabilimenti Farina realizzando due diverse berline ministeriali e anche una cabriolet a quattro porte, tutte dotate del trilobo Alfa Romeo sul frontale, sperimentato dalla Touring sui pochi esemplari costruiti durante la guerra.

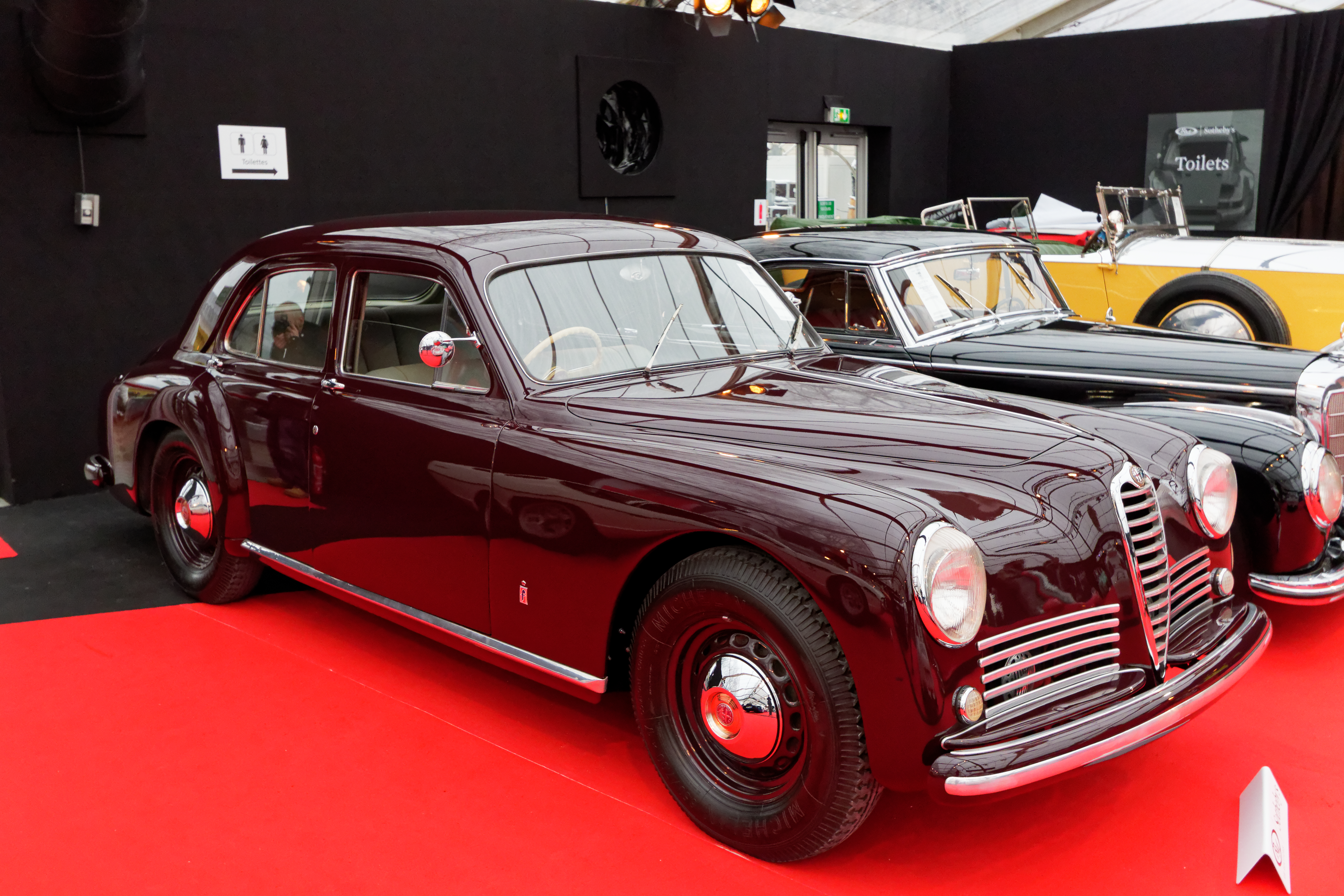
Un'Alfa Romeo 6C 2500 S Berlina Pinin Farina del 1951

I carrozzieri si cimentarono soprattutto sul telaio Sport, Touring continuò a produrre la coupé opportunamente aggiornata mentre smise di costruire la cabriolet che venne proposta invece dalla Pinin Farina. La cabriolet torinese aveva una linea molto moderna con un frontale con due grandi fari e due piccole griglie rettangolari ai lati della calandra trilobata Alfa Romeo alta ben 60 cm, il paraurti cromato era posto nella parte più bassa del muso, sotto due elementi decorativi sdoppiati tra cui erano racchiuse le prese d'aria e le frecce rettangolari. La fiancata era molto lineare e su alcuni esemplari venne adottata una maniglia a filo carrozzeria e un profilo cromato sottoporta. La coda era molto semplice con due piccoli fanalini ed un paraurti a lama cromato sotto il cofano bagagli apribile dall'esterno con due fermi cromati. La capote e gli interni molto lussuosi erano realizzati con cura con pelle o panno nel colore scelto dal cliente. Nel 1949 il carrozziere torinese cominciò a produrre anche un'elegante berlina a quattro porte che anticipava lo stile della futura 1900 a scocca portante del 1950.

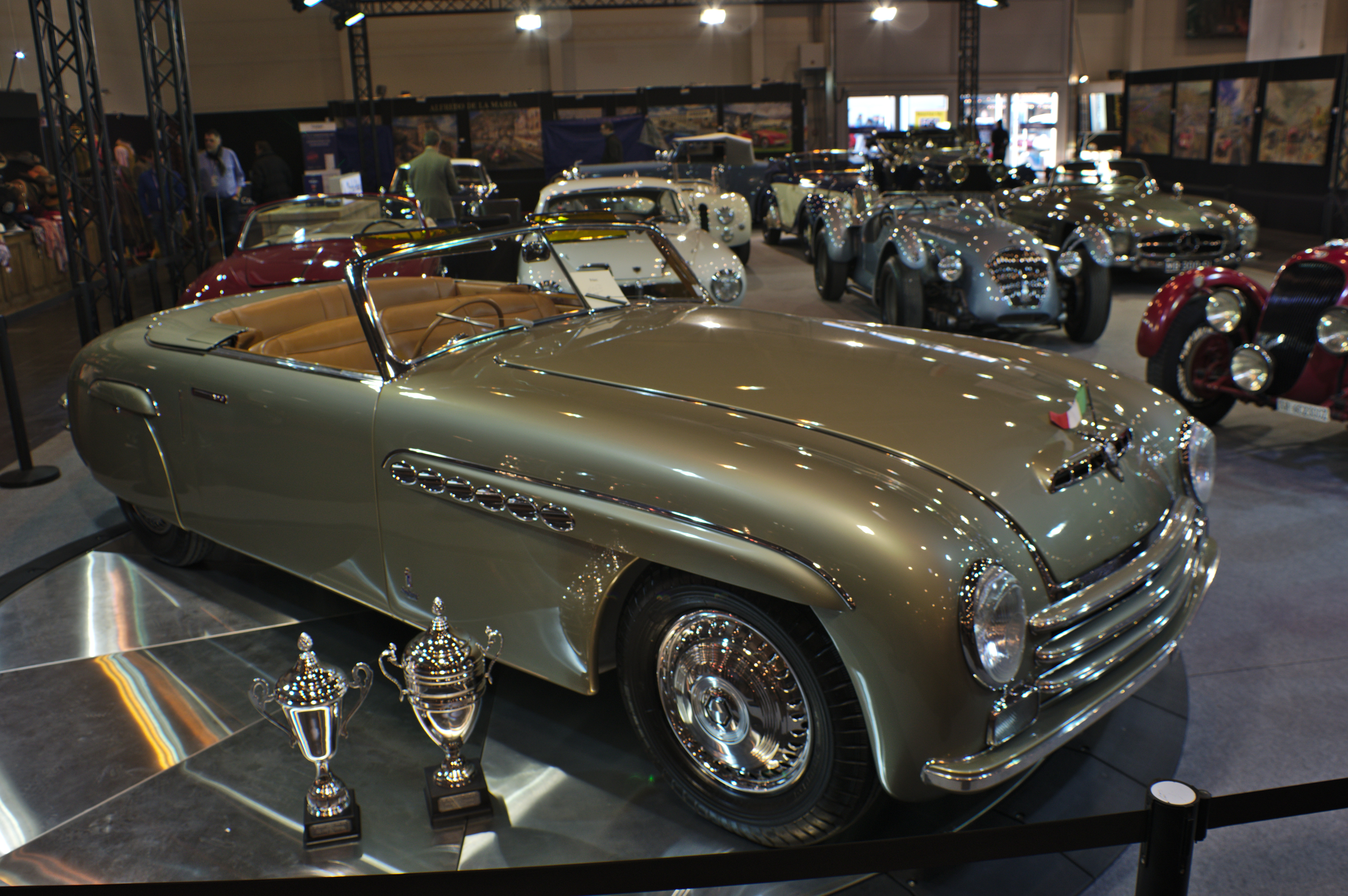
L'Alfa Romeo 6C 2500 S Cabriolet Speciale Pinin Farina del 1945

Pinin Farina realizzò anche altri esemplari unici, o quasi, molto significativi. Nel 1945 costruì la Cabriolet Speciale, una convertibile molto elaborata su un telaio Sport con un inedito frontale a barre cromate orizzontali e parafanghi integrati nella carrozzeria verniciata color champagne; all'interno il sedile unico era rivestito in pelle così come il volante a due razze mentre i pomelli vennero realizzati in materiale trasparente. L'auto venne presentata al mondo posteggiata di fronte ai padiglioni del Salone di Parigi del 1946 poiché i carrozzieri italiani non erano stati ammessi all'interno per motivi politici. La vettura dopo aver partecipato a vari concorsi di eleganza in Italia e all'estero venne usata come vettura personale da Battista Pinin Farina, il fondatore della carrozzeria, e successivamente venduta alla Austin Motor Company, che la usò per definire lo stille della A-90 Atlantic. A quel punto venne importata negli Stati Uniti da un collega di lavoro di Raymond Loewy che suggerì di verniciare l'auto di verde. Dopo molti altri passaggi di mano la vettura è stata restaurata nelle condizioni originali negli anni 2000 e partecipando poi a vari concorsi d'eleganza.

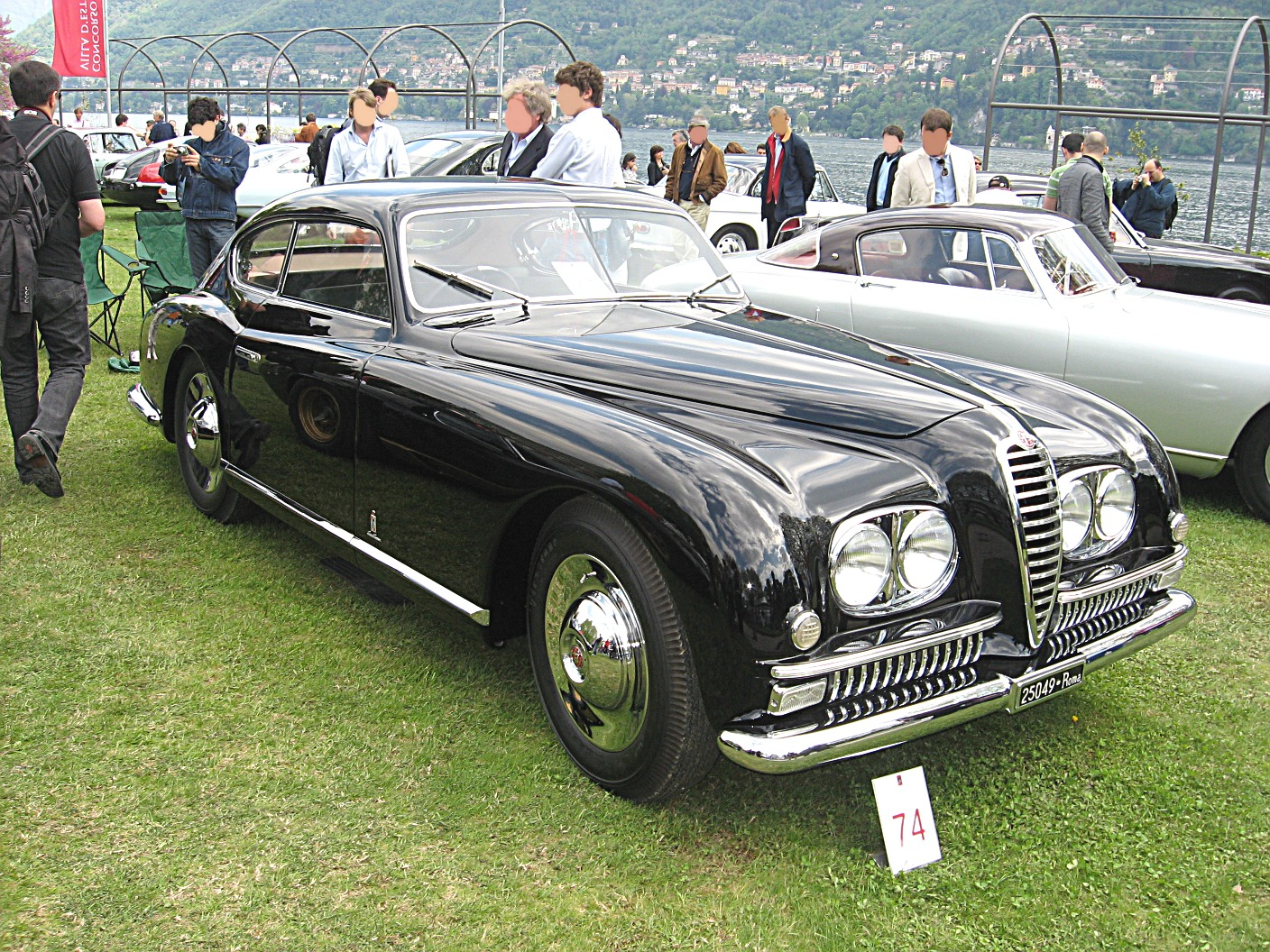
L'Alfa Romeo 6C 2500 S Berlinetta Pinin Farina del 1949, si notino i fanali gemellati

Nel 1947 vide la luce un'elegante coupé su meccanica Sport caratterizzata da una griglia rettangolare a barre orizzontali incassata nel frontale e da una linea molto simile a quella della Lancia Aurelia B20 GT che venne giudicata miglior fuoriserie al Salone di Ginevra 1950 e prodotta in 3 esemplari. Nel 1949 venne realizzata per il signor Giovanni Sangiorgi Gualtieri una coupé caratterizzata dal frontale con fari gemellati, pare adottati per la prima volta proprio su quest'auto, dalla linea elegante molto simile altre berlinette realizzate dall'atelier torinese.

La Ghia nel 1947 produsse quattro cabriolet con meccanica Sport disegnati da Mario Felice Boano caratterizzati da una linea molto aerodinamica e una griglia cromata in stile Art Déco.

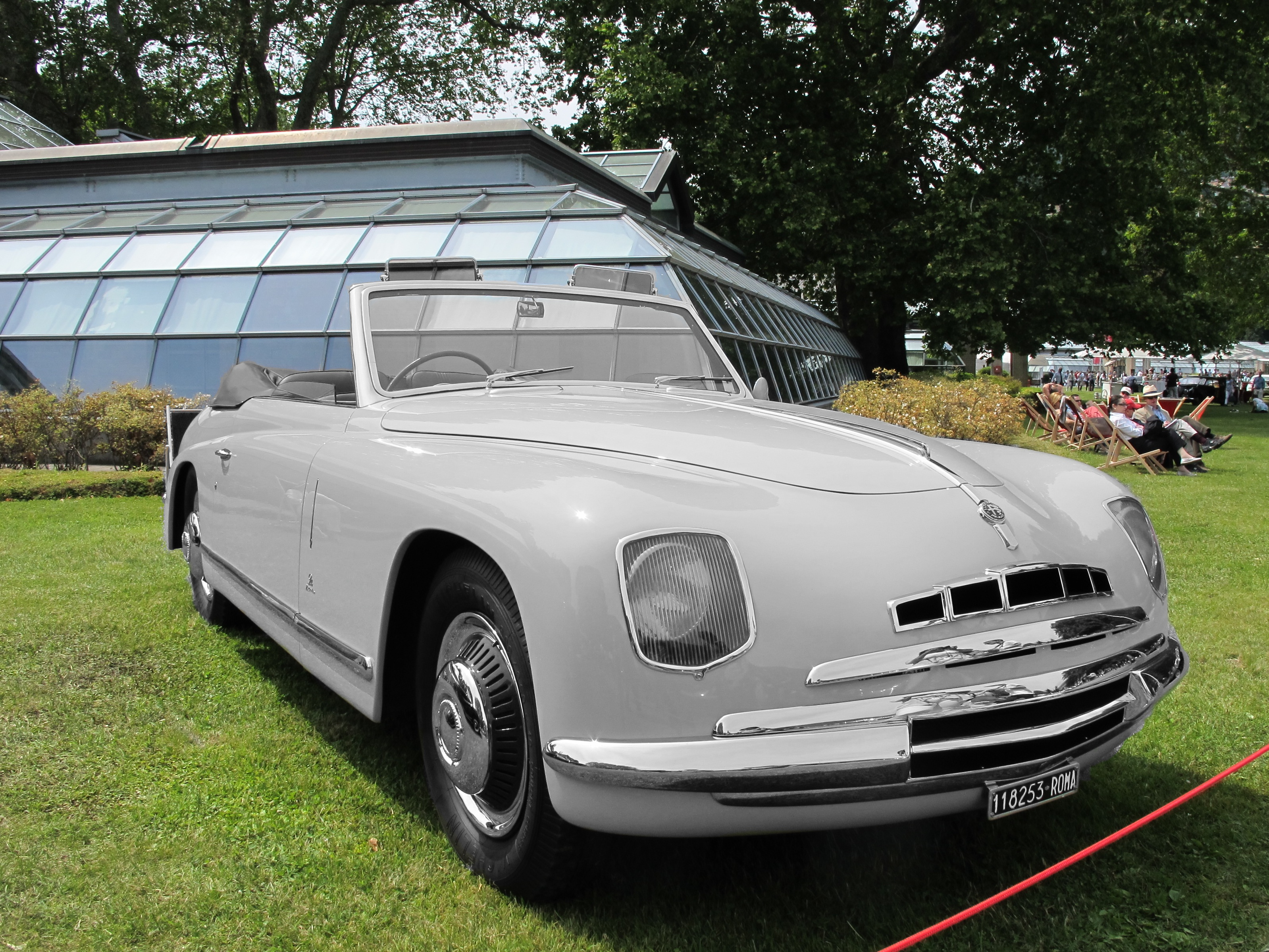
L'Alfa Romeo 6C 2500 S Cabriolet Ghia del 1947

Nello stesso anno gli Stabilimenti Farina presentarono una cabriolet chiamata Extralusso, basata sulla versione Sport e prodotta in 3 esemplari, con linea disegnata per la prima volta da Giovanni Michelotti, caratterizzata da una calandra a sviluppo orizzontale con fanali integrati, e interni, dotati di un avveniristico display retroilluminato con indicazioni sullo stato di salute dell'auto in quattro lingue e di un volante brevettato antivibrazioni, progettati da Mario Revelli di Beaumont. Venne presentata al Concorso d'eleganza Villa d'Este del 1947.
Il vertice della gamma è sempre occupato dalla Super Sport che ora viene offerta non più come solo autotelaio ma come vettura completa, disegnata e prodotta dalla Touring riprendendo gli stilemi anteguerra e aggiornando il frontale con il nuovo trilobo, sperimentato proprio su questi telai nel corso della guerra. A fianco della griglia triangolare erano presenti quattro fari di diametro diverso e due paraurti sdoppiati sovrapposti integrati nella carrozzeria tra cui venivano mascherate le prese d'aria per il raffreddamento. I parafanghi vennero integrati nella fiancata ma erano ancora ben distinguibili mentre gli archi passaruota erano sottolineati da un labbro metallico. Il parabrezza anteriore era sdoppiato e molto inclinato. La parte posteriore molto bassa presentava sempre due paraurti sdoppiati sovrapposti e il vano portatarga incassato sul cofano del bagagliaio. Sull'estremità anteriore destra e sinistra e sopra la targa posteriore era presente il marchio Touring e la scritta cromata Superleggera in corsivo che indicava il raffinato sistema di costruzione della carrozzeria. Le ruote vennero carenate con dei "copponi" cromati più eleganti dei raggi nudi, troppo sportivi per questo modello. Particolare era la versione Aerlux con tetto trasparente in perspex realizzato sfruttando la tecnologia aeronautica bellica.

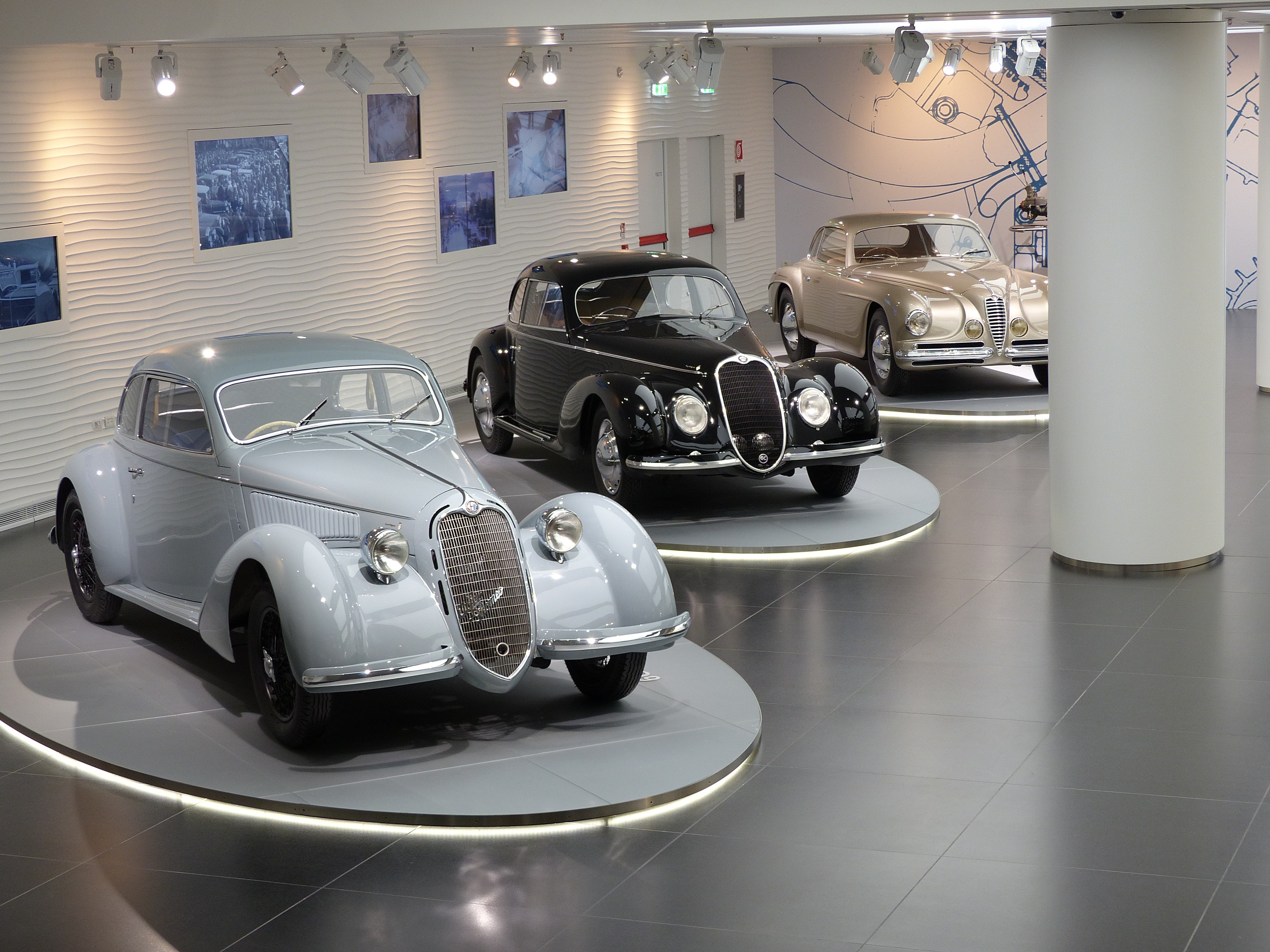
Oltre 10 anni di evoluzione della berlinetta Touring sull'autotelaio Alfa Romeo 6C. Da sinistra una 6C 2300 B MM (1937), una 6C 2500 Sport (1939) e in fondo una 6C 2500 SS Villa d'Este (1949)

Nel 1949 la Carrozzeria Touring raggiunse l'ultima espressione della serie 6C presentando l'Alfa Romeo 6C 2500 SS "Villa d'Este" chiamata così per aver vinto il Gran Premio Referendum al Concorso d'eleganza Villa d'Este di quell'anno. Esso rappresentava l'evoluzione massima del coupé Touring di serie ma con importanti modifiche estetiche che la resero una vettura nuova. Il frontale venne ridisegnato pur mantenendo i quattro fari, la bombatura del tetto e del lunotto vennero accentuate per migliorare l'abitabilità interna e i colori dei lussuosi allestimenti erano coordinati tra loro.

### La 6C 2500 Competizione
Nel dopoguerra a partire dalla 6C 2500 SS venne preparata per le gare la versione Competizione progettata da Gioacchino Colombo prima di passare alla neonata Ferrari a partire dal 1947. Il telaio riprendeva quello della SS di serie, con identiche sospensioni anteriori ma passo ridotto fino a 2500 mm e sospensioni posteriori prive delle barre di torsione, sostituite da un'unica balestra trasversale, derivata dalla 8C 2900, per abbassare i sedili e il baricentro. Con il motore elaborato fino a raggiungere i 145 CV di potenza a 5500 giri/min e una carrozzeria berlinetta dall'aerodinamica elementare, la 6C 2500 Competizione superava i 200 km/h.

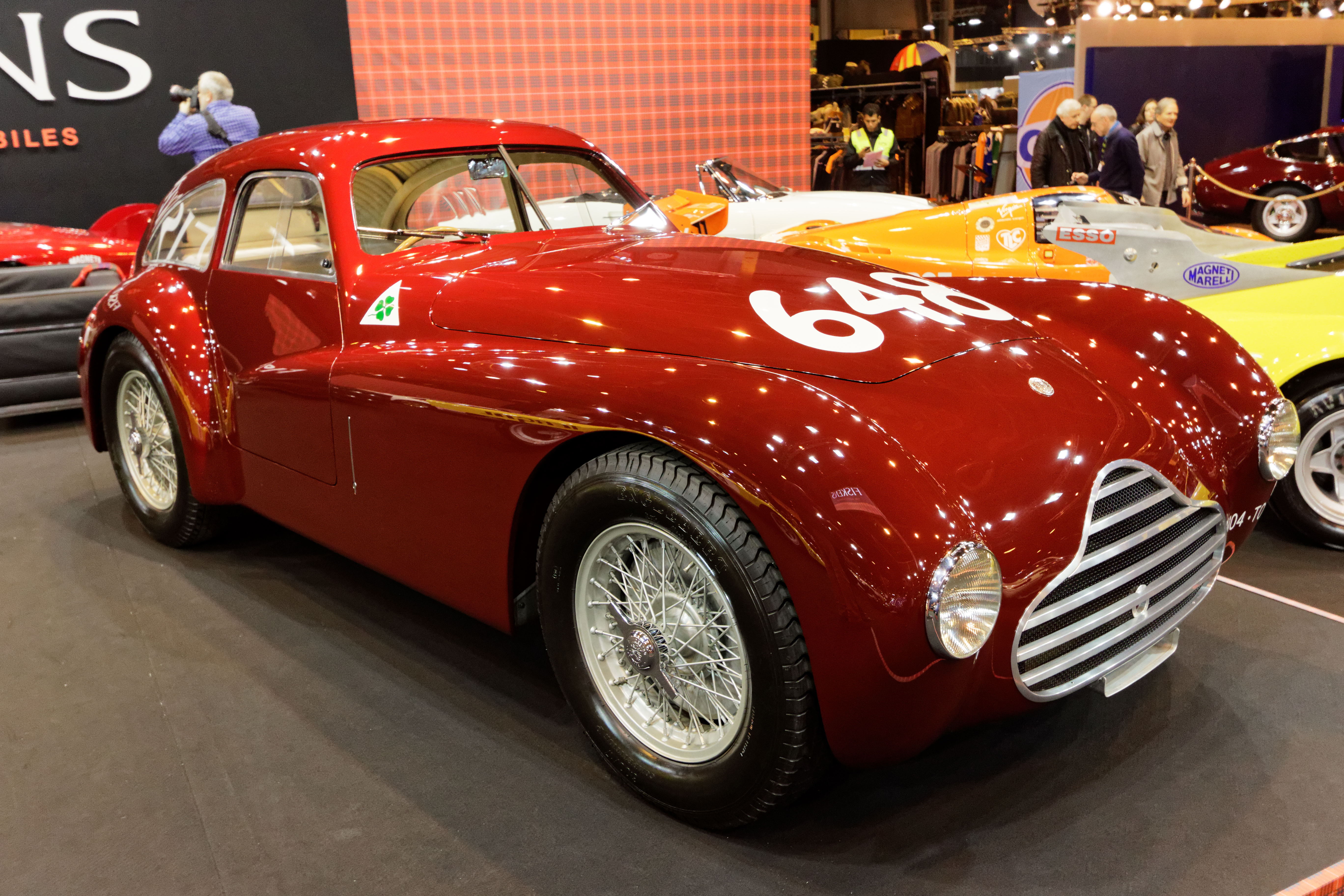
L'Alfa Romeo 6C 2500 Competizione berlinetta Alfa del 1948. Si noti l'atipico frontale ispirato a quello della 158 Alfetta

A causa delle conseguenze della guerra, la Competizione debuttò solo nel 1948 alla Mille Miglia con un incidente occorso a Consalvo Sanesi. Alla maratona bresciana del 1949 Franco Rol e Vincenzo Richiero la condussero al terzo posto assoluto risultato che replicarono Juan Manuel Fangio e Augusto Zanardi l'anno successivo. Oltre a numerosi piazzamenti e vittorie di classe la berlinetta ottenne anche tre vittorie assolute, sul Circuito di Pescara nel 1949, pilotata sempre da Franco Rol, alla Targa Florio-Giro di Sicilia del 1950 con i fratelli Mario e Franco Bornigia, e alla Coppa Intereuropa 1950 a Monza con Consalvo Sanesi.
Costruita in tre esemplari quest'auto fu l'ultima e massima evoluzione del progetto 6C 2300-2500 cominciato nel 1935 che scese in strada.

## Caratteristiche tecniche delle Alfa Romeo 6C 2500

### Tabella con le specifiche tecniche di tutte le 6C 2500[1]
| Modello                                    | Annate di produzione | Telaio e sospensioni | Interasse | Rapporto di compressione | Sistema di alimentazione                            | Potenza massima        |
| ------------------------------------------ | -------------------- | --- | --------- | ------------------------ | --------------------------------------------------- | ---------------------- |
| 6C 2500 Turismo 6-7 posti                  | 1939-1946            | a longheroni e traverse, anteriori/posteriori a ruote indipendenti, a bracci tirati con molle elicoidali ed ammortizzatori idraulici coassiali racchiusi in un "astuccio"; a ponte pendolare Porsche con barre di torsione longitudinali e ammortizzatori idraulici                          | 3250 mm   | 7:1                      | un carburatore invertito doppio corpo               | 87 CV a 4.600 giri/min |
| 6C 2500 Turismo 5 posti                    | 1939-1943            | a longheroni e traverse, anteriori/posteriori a ruote indipendenti, a bracci tirati con molle elicoidali ed ammortizzatori idraulici coassiali racchiusi in un "astuccio"; a ponte pendolare Porsche con barre di torsione longitudinali e ammortizzatori idraulici                          | 3250 mm   | 7:1                      | un carburatore invertito doppio corpo               | 87 CV a 4.600 giri/min |
| 6C 2500 Sport                              | 1939-1945            | a longheroni e traverse, anteriori/posteriori a ruote indipendenti, a bracci tirati con molle elicoidali ed ammortizzatori idraulici coassiali racchiusi in un "astuccio"; a ponte pendolare Porsche con barre di torsione longitudinali e ammortizzatori idraulici                          | 3000 mm   | 7,5:1                    | un carburatore invertito doppio corpo               | 95 CV a 4600 giri/min  |
| 6C 2500 Coloniale                          | 1939-1942            | a longheroni e traverse, anteriori/posteriori a ruote indipendenti, a bracci tirati con molle elicoidali ed ammortizzatori idraulici coassiali racchiusi in un "astuccio"; a ponte pendolare Porsche con barre di torsione longitudinali e ammortizzatori idraulici                          | 3100 mm   | 7:1                      | un carburatore doppio corpo con correttore di quota | 90 CV a 4500 giri/min  |
| Tipo 256 o 6C 2500 SS "Corsa"              | 1939-1942            | a longheroni e traverse, anteriori/posteriori a ruote indipendenti, a bracci tirati con molle elicoidali ed ammortizzatori idraulici coassiali racchiusi in un "astuccio"; a ponte pendolare Porsche con barre di torsione longitudinali e ammortizzatori idraulici                          | 2700 mm   | 8:1                      | tre carburatori orizzontali monocorpo               | 125 CV a 4800 giri/min |
| 6C 2500 Super Sport                        | 1942-1943            | a longheroni e traverse con crociera di rinforzo, anteriori/posteriori a ruote indipendenti, a bracci tirati con molle elicoidali ed ammortizzatori idraulici coassiali racchiusi in un "astuccio"; a ponte pendolare Porsche con barre di torsione longitudinali e ammortizzatori idraulici | 2700 mm   | 8:1                      | tre carburatori orizzontali monocorpo               | 110 CV a 4800 giri/min |
| 6C 2500 Sport Lungo                        | 1947-1950            | a longheroni e traverse con crociera di rinforzo, anteriori/posteriori a ruote indipendenti, a bracci tirati con molle elicoidali ed ammortizzatori idraulici coassiali racchiusi in un "astuccio"; a ponte pendolare Porsche con barre di torsione longitudinali e ammortizzatori idraulici | 3250 mm   | 7:1                      | un carburatore verticale doppio corpo               | 87 CV a 4400 giri/min  |
| 6C 2500 Sport Freccia d'oro                | 1947-1950            | a longheroni e traverse con crociera di rinforzo, anteriori/posteriori a ruote indipendenti, a bracci tirati con molle elicoidali ed ammortizzatori idraulici coassiali racchiusi in un "astuccio"; a ponte pendolare Porsche con barre di torsione longitudinali e ammortizzatori idraulici | 3000 mm   | 7:1                      | un carburatore invertito doppio corpo               | 90 CV a 4600 giri/min  |
| 6C 2500 Super Sport                        | 1947-1951            | a longheroni e traverse con crociera di rinforzo, anteriori/posteriori a ruote indipendenti, a bracci tirati con molle elicoidali ed ammortizzatori idraulici coassiali racchiusi in un "astuccio"; a ponte pendolare Porsche con barre di torsione longitudinali e ammortizzatori idraulici | 2700 mm   | 8:1                      | tre carburatori orizzontali monocorpo               | 110 CV a 4800 giri/min |
| 6C 2500 Turismo a motore avanzato          | 1948-1950            | a longheroni e traverse con crociera di rinforzo, anteriori/posteriori a ruote indipendenti, a bracci tirati con molle elicoidali ed ammortizzatori idraulici coassiali racchiusi in un "astuccio"; a ponte pendolare Porsche con barre di torsione longitudinali e ammortizzatori idraulici | 3250 mm   | 7:1                      | un carburatore verticale doppio corpo               | 90 CV a 4600 giri/min  |
| 6C 2500 Sport a motore avanzato            | 1949-1951            | a longheroni e traverse con crociera di rinforzo, anteriori/posteriori a ruote indipendenti, a bracci tirati con molle elicoidali ed ammortizzatori idraulici coassiali racchiusi in un "astuccio"; a ponte pendolare Porsche con barre di torsione longitudinali e ammortizzatori idraulici | 3000 mm   | 7:1                      | un carburatore verticale doppio corpo               | 90 CV a 4600 giri/min  |
| 6C 2500 Gran Turismo (Sport con motore SS) | 1947-1950            | a longheroni e traverse con crociera di rinforzo, anteriori/posteriori a ruote indipendenti, a bracci tirati con molle elicoidali ed ammortizzatori idraulici coassiali racchiusi in un "astuccio"; a ponte pendolare Porsche con barre di torsione longitudinali e ammortizzatori idraulici | 3000 mm   | 8:1                      | tre carburatori orizzontali monocorpo               | 105 CV a 4800 giri/min |
| 6C 2500 Competizione                       | 1948                 | a longheroni e traverse con crociera di rinforzo, anteriori/posteriori a ruote indipendenti, a bracci tirati con molle elicoidali ed ammortizzatori idraulici coassiali racchiusi in un "astuccio"; a ponte pendolare Porsche con balestra trasversale e ammortizzatori idraulici            | 2500 mm   | 9,2:1                    | tre carburatori orizzontali monocorpo               | 145 CV a 5500 giri/min |

### Esemplari di Alfa Romeo 6C 2500 prodotti fino al 1946[1]
| Modello              | Turismo 6-7 posti | Turismo 5 posti | Sport     | Coloniale | Tipo 256  | Super Sport | Totale:   |
| Annate di produzione | 1939-1946         | 1939-1943       | 1939-1945 | 1939-1942 | 1939-1942 | 1939-1943   | 1939-1946 |
| Esemplari prodotti   | 166               | 279             | 259       | 152       | 33        | 42          | 931       |

### Esemplari di Alfa Romeo 6C 2500 prodotti dal 1947 al 1953[1]
| Modello              | Sport Lungo | Sport Freccia d'oro | Super Sport | Competizione | Turismo a mot. avanzato | Sport a mot. avanzato | GT (Sport con mot. SS) | Totale:   |
| Annate di produzione | 1947-1950   | 1947-1950           | 1947-1951   | 1948         | 1948-1950               | 1949-1951             | 1950-1953              | 1947-1953 |
| Esemplari prodotti   | 227         | 680                 | 383         | 3            | 77                      | 149                   | 144                    | 1663      |

## La 6C 3000

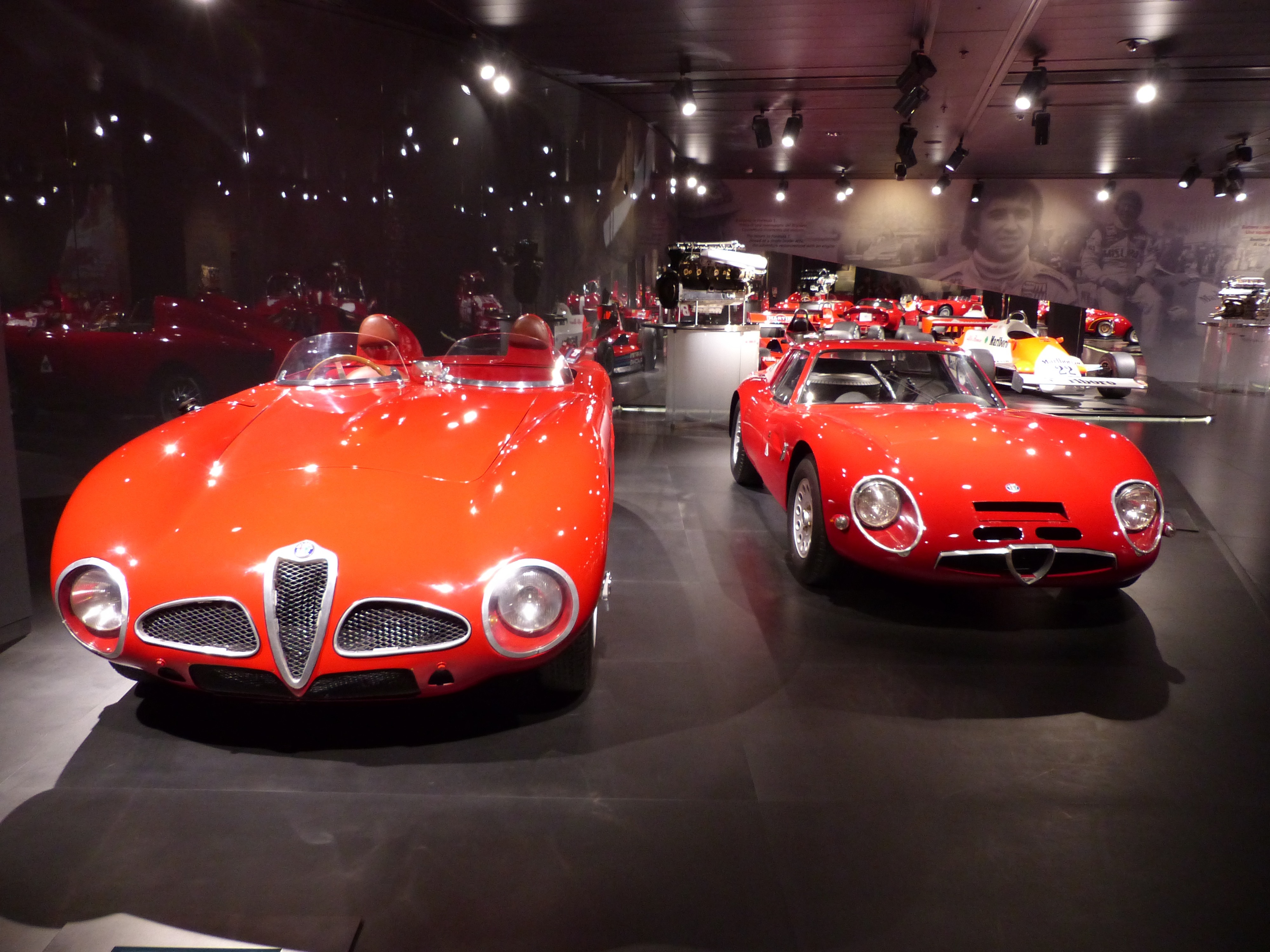
L'Alfa Romeo 6C 3000 CM Spider Merano del 1953 nel Museo Storico Alfa Romeo, insieme alle successive Giulia TZ2 1964 e 179F da F1 sullo sfondo

Nel 1948, prima che venisse deliberata definitivamente la 1900, il team di progettisti guidato da Orazio Satta Puliga iniziò a lavorare su una berlina 5-6 posti a scocca portante dalla linea aerodinamica con motore 6 cilindri in linea, la 6C 3000, un'erede diretta della 6C 2500. Il motore completamente nuovo sviluppava 120 CV con basamento in ghisa e testata in lega leggera. Lo sviluppo si protrasse fino al 1949 inoltrato quando la dirigenza decise di puntare tutte le risorse sulla più piccola 1900 abbandonando la 6C 3000 dopo soli tre prototipi realizzati.
Tuttavia il progetto del motore non venne abbandonato e nel 1950 la dirigenza autorizzò i progettisti a montarlo sul telaio della 6C 2500 Competizione dando origine alla 6C 3000 C50, la cui sigla significa "6 Cilindri 3000 cm3 Competizione 1950". La vettura riprendeva tutte le caratteristiche tecniche della Competizione eccetto che per il motore che, opportunamente elaborato e migliorato adottando tre carburatori Weber doppio corpo, sviluppava 168 CV a 6000 giri/min e che le faceva raggiungere i 225 Km/h. Il solo esemplare costruito debuttò in gara alla Mille Miglia del 1950 nelle mani di Consalvo Sanesi e Giovanni Bianchi dalla quale si ritirò a causa di un incidente nei dintorni di Ferrara.
Per competere nelle gare Sport nel 1952 fu realizzata la nuova Alfa Romeo 6C 3000 CM (Competizione Maggiorata) con il motore della 6C 3000, con cilindrata aumentata, e un telaio tubolare completamente nuovo. La vettura ottenne alcuni successi in pista con Juan Manuel Fangio al volante e sul suo telaio furono realizzati i prototipi Superflow e vennero testati, per la prima volta su un'Alfa Romeo, i freni a disco.